# 美作市
美作市（みまさかし）は、岡山県の北東部（旧美作国）に位置し、兵庫県および鳥取県と県境を接する市。岡山県内の市の中で最も人口規模が小さい市である。

## 地理

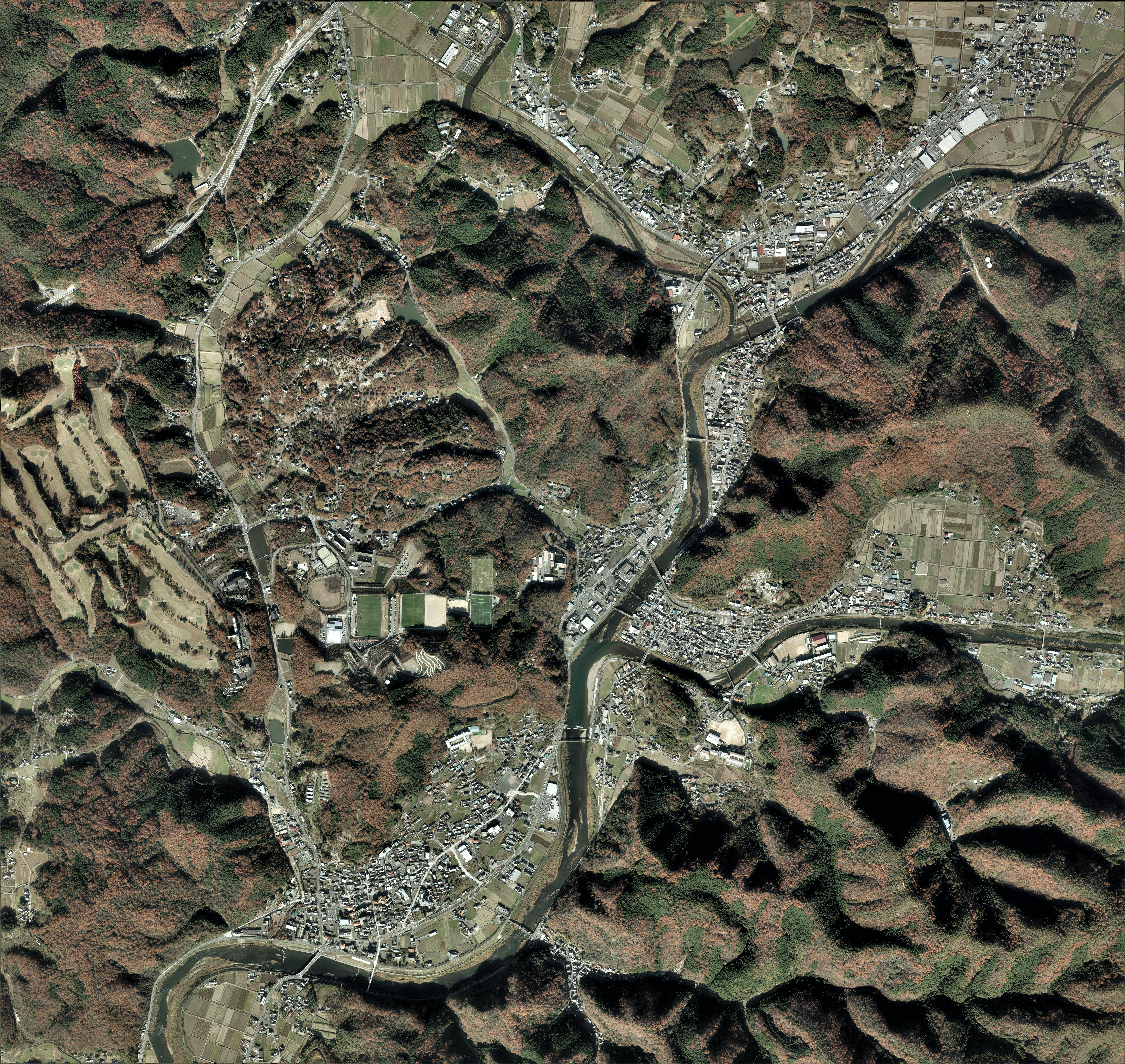
林野地区周辺の空中写真。
2015年11月25日撮影の10枚を合成作成。。

市域の大半は丘陵と山林である。県境は中国山地を形成し県内最高峰の後山がある。旧勝田町、旧大原町、旧東粟倉村は豪雪地帯となっている。
- 山 : 後山（1344 m ）、日名倉山（1047 m ）
- 河川 : 吉野川、梶並川、滝川、山家川（いずれも吉井川支流）

### 断層
- 那岐山断層帯
- 山崎断層帯主部北西部
- 山崎断層帯大原・土万・安富・主部南東部

#### 山崎断層帯について
山崎断層帯は、岡山県東部から兵庫県南東部にかけて分布する活断層帯。山崎断層帯は、那岐山断層帯、山崎断層帯主部、草谷断層の3つの起震断層に区分される。
那岐山断層帯は、岡山県苫田郡鏡野町から岡山県勝田郡奈義町に至る断層帯。長さは約32㎞で、ほぼ東西方向に延びており、断層帯の北側が南側に対して相対的に隆起する断層帯である。
山崎断層帯主部は、岡山県美作市（旧勝田町）から兵庫県三木市に至る断層帯で、ほぼ西北西ー東南東方向に一連の断層が連なるように分布している。全体の長さは約79㎞で、左横ずれが卓越する断層帯。
草谷断層は、兵庫県三木市から兵庫県加古川市にかけて分布する断層。長さは約13㎞で、東北東ー西南西方向に延びており、右横ずれが卓越する断層である。
なお、山崎断層主部は、兵庫県姫路市より北西側と兵庫県神崎郡福崎町より南東側とではそれぞれ最新活動時期が異なる。そのため、地震本部では、北西部と南東部に分けて評価を行っている。　　　　　　

### 気候
| 今岡（1991年 - 2020年）の気候      | 今岡（1991年 - 2020年）の気候 | 今岡（1991年 - 2020年）の気候 | 今岡（1991年 - 2020年）の気候 | 今岡（1991年 - 2020年）の気候 | 今岡（1991年 - 2020年）の気候 | 今岡（1991年 - 2020年）の気候 | 今岡（1991年 - 2020年）の気候 | 今岡（1991年 - 2020年）の気候 | 今岡（1991年 - 2020年）の気候 | 今岡（1991年 - 2020年）の気候 | 今岡（1991年 - 2020年）の気候 | 今岡（1991年 - 2020年）の気候 | 今岡（1991年 - 2020年）の気候 |
| 月                                 | 1月                           | 2月                           | 3月                           | 4月                           | 5月                           | 6月                           | 7月                           | 8月                           | 9月                           | 10月                          | 11月                          | 12月                          | 年                            |
| ---------------------------------- | ----------------------------- | ----------------------------- | ----------------------------- | ----------------------------- | ----------------------------- | ----------------------------- | ----------------------------- | ----------------------------- | ----------------------------- | ----------------------------- | ----------------------------- | ----------------------------- | ----------------------------- |
| 最高気温記録 °C （°F）             | 15.5 (59.9)                   | 20.6 (69.1)                   | 24.6 (76.3)                   | 29.7 (85.5)                   | 32.0 (89.6)                   | 34.9 (94.8)                   | 37.1 (98.8)                   | 38.5 (101.3)                  | 35.8 (96.4)                   | 30.5 (86.9)                   | 25.5 (77.9)                   | 18.7 (65.7)                   | 38.5 (101.3)                  |
| 平均最高気温 °C （°F）             | 6.6 (43.9)                    | 7.8 (46)                      | 12.1 (53.8)                   | 18.4 (65.1)                   | 23.4 (74.1)                   | 26.3 (79.3)                   | 29.9 (85.8)                   | 31.4 (88.5)                   | 27.1 (80.8)                   | 21.4 (70.5)                   | 15.2 (59.4)                   | 9.1 (48.4)                    | 19.1 (66.4)                   |
| 日平均気温 °C （°F）               | 1.6 (34.9)                    | 2.4 (36.3)                    | 6.0 (42.8)                    | 11.6 (52.9)                   | 16.8 (62.2)                   | 20.8 (69.4)                   | 24.7 (76.5)                   | 25.6 (78.1)                   | 21.4 (70.5)                   | 15.2 (59.4)                   | 9.1 (48.4)                    | 3.8 (38.8)                    | 13.3 (55.9)                   |
| 平均最低気温 °C （°F）             | −2.4 (27.7)                   | −2.1 (28.2)                   | 0.5 (32.9)                    | 5.1 (41.2)                    | 10.6 (51.1)                   | 16.1 (61)                     | 20.7 (69.3)                   | 21.2 (70.2)                   | 16.9 (62.4)                   | 10.0 (50)                     | 4.1 (39.4)                    | −0.5 (31.1)                   | 8.3 (46.9)                    |
| 最低気温記録 °C （°F）             | −14.2 (6.4)                   | −13.6 (7.5)                   | −7.9 (17.8)                   | −4.4 (24.1)                   | 0.0 (32)                      | 5.1 (41.2)                    | 11.4 (52.5)                   | 12.9 (55.2)                   | 4.9 (40.8)                    | −0.8 (30.6)                   | −4.2 (24.4)                   | −11.6 (11.1)                  | −14.2 (6.4)                   |
| 降水量 mm （inch）                 | 73.8 (2.906)                  | 81.4 (3.205)                  | 116.5 (4.587)                 | 126.9 (4.996)                 | 164.7 (6.484)                 | 193.6 (7.622)                 | 252.7 (9.949)                 | 163.5 (6.437)                 | 192.2 (7.567)                 | 109.2 (4.299)                 | 70.0 (2.756)                  | 75.9 (2.988)                  | 1,620.4 (63.795)              |
| 降雪量 cm （inch）                 | 40 (15.7)                     | 35 (13.8)                     | 4 (1.6)                       | 0 (0)                         | 0 (0)                         | 0 (0)                         | 0 (0)                         | 0 (0)                         | 0 (0)                         | 0 (0)                         | 0 (0)                         | 19 (7.5)                      | 97 (38.2)                     |
| 平均降水日数 （≥1.0 mm）           | 11.2                          | 11.8                          | 11.9                          | 10.4                          | 10.7                          | 12.4                          | 12.9                          | 10.2                          | 10.4                          | 8.5                           | 8.0                           | 9.6                           | 127.9                         |
| 平均月間日照時間                   | 107.8                         | 117.2                         | 156.0                         | 193.8                         | 204.9                         | 149.4                         | 150.6                         | 188.0                         | 150.7                         | 160.1                         | 134.5                         | 121.5                         | 1,832.9                       |
| 出典1：Japan Meteorological Agency |                               |                               |                               |                               |                               |                               |                               |                               |                               |                               |                               |                               |                               |
| 出典2：気象庁                      |                               |                               |                               |                               |                               |                               |                               |                               |                               |                               |                               |                               |                               |

### 接している自治体
- 岡山県
  - 備前市
  - 和気郡和気町
  - 久米郡美咲町
  - 勝田郡勝央町・奈義町
  - 英田郡西粟倉村
- 兵庫県
  - 宍粟市
  - 佐用郡佐用町
- 鳥取県
  - 八頭郡智頭町

## 歴史

### 美作倉敷
市の中心である林野（はやしの）地区は古くから交通の要衝で、戦国時代の頃から吉井川を往来する高瀬舟による物資の輸送が活発に行われた。船着場周辺には商人の蔵が立ち並び、やがて倉敷と呼ばれるようになった。江戸時代になると、最初に津山藩主になった森氏が津山城下の商人と同程度の権限を当地の商人に与え、東美作の中心と位置付けられる。森氏改易後は江戸幕府の直轄地になって代官所が置かれ、その後も物資の集散地として繁栄を続けた。
明治時代に町村制が施行。1889年に英田郡倉敷村（美作倉敷）になり、同時に窪屋郡倉敷村（現・倉敷市、備中倉敷）も発足し、岡山県内に二つの倉敷村が誕生した。その後、備中倉敷は紡績工場や鉄道等が作られる等いち早く近代化が進み、二つの倉敷の差は徐々に開いてゆくことになる。
備中倉敷の知名度が上がるにつれ、郵便や荷物の誤配が頻発する問題が発生。美作倉敷宛に正式住所を記載しても4分の1くらいが備中倉敷に送られてしまい、交通機関が未発達であった当時は大変な損害を荷主に与えることが少なくなかった。そして、1918年（大正7年）当時の町長が上記の理由から旧郷名の林野郷（はいのごう）に由来する林野（はやしの）町に改名し、備中倉敷に倉敷の名を譲った形となった。（『美作町史』より）

#### 沿革

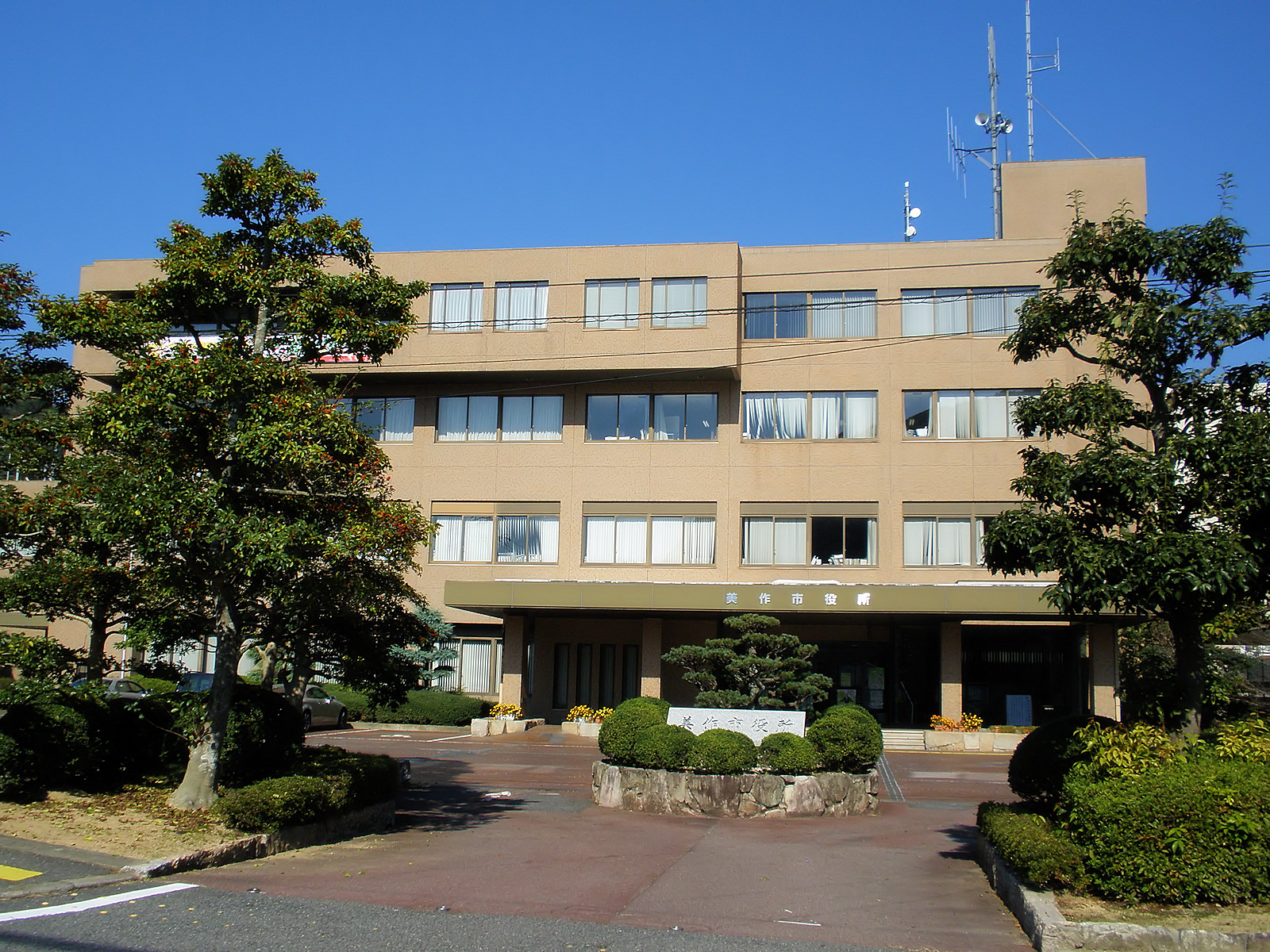
旧美作市役所庁舎（2010年）

ここでは、明治時代から平成の大合併による美作市成立までにおける、市町村制施行に伴う合併や編入の変遷についてまとめた。
- 1889年（明治22年） - 6月1日、町村制施行に伴い、勝北郡大町村・小畑村・久賀村・河内村・真加部村・矢田村・余野村が合併し勝田村となる。
- 1889年（明治22年） - 6月1日、町村制施行に伴い・吉野郡江ノ原村・下町村・辻堂村・古町村が合併し大原村となる。
- 1890年（明治33年） - 4月1日、勝北郡と勝南郡が合併し勝田郡となる。
- 1900年（明治33年） - 4月1日、吉野郡と英田郡が合併し新たな英田郡となる。
- 1922年（大正11年） - 10月1日、町制施行により、大原村が大原町となる。
- 1940年（昭和15年） - 11月3日、町制を施行し、勝田村が勝田町となる。
- 1949年 (昭和24年) - 10月1日、町制施行により、湯郷村が湯郷町となる。
- 1953年（昭和28年） - 4月1日、英田郡林野町・豊田村・楢原村・勝田郡湯郷町・豊国村が合併し英田郡美作町となる。
- 1953年（昭和28年） - 9月1日、英田郡江見町・土居町・福山村・粟井村・吉野村が合併し作東町となる。
- 1954年（昭和29年） - 3月25日、英田郡（旧）大原町・讃甘村・大野村・大吉村が合併し大原町となる。大字辻堂を仲町に改称。
- 1954年（昭和29年） - 3月31日、勝田郡吉野村大字豊久田の内、杉原地区が勝田町へ編入（吉野村の残部は他町村と合併し勝央町を新設）。
- 1954年（昭和29年） - 7月1日、英田郡巨勢村下倉敷地区・海田地区を編入。巨勢村の残部は福本村（のちの英田町）へ編入。
- 1954年（昭和29年） - 11月1日、英田郡粟広村田殿地区が英田郡美作町へ編入、英田郡粟広村大字長谷内・馬形・宗掛が勝田郡勝田町へ編入。
- 1955年（昭和30年） - 1月1日、勝田郡（旧）勝田町・梶並村が合併し勝田町となる。
- 1955年（昭和30年） - 2月1日、英田郡福本村・河会村が合併し英田町となる。
- 1956年（昭和31年） - 2月1日、勝田郡公文村安蘇地区・岩見田地区が美作町へ編入。
- 1956年（昭和31年） - 2月1日、勝田郡公文村の5地区が英田町へ編入。
- 2004年（平成16年） - 11月6日、英田町制施行50周年式典が挙行、町民ら300人が出席。
- 2004年（平成16年） - 11月10日、勝田町制施行50周年式典が挙行、町民ら200人が出席。
- 2005年（平成17年） - 3月31日、勝田郡勝田町、英田郡美作町・大原町・作東町・英田町・東粟倉村の5町1村が合併により「美作市」が誕生し、市制施行。
- 2025年（令和7年） - 5月7日、市役所が美来地区の鉄筋コンクリート2階建ての新庁舎に移転。

## 行政

### 市長
現職市長
- 萩原誠司（2014年（平成26年）3月30日就任、３期目）

歴代市長
（+印は在職中死去）
| 代   | 氏名      | 就任年月日    | 退任年月日    | 備考                       |
| ---- | --------- | ------------- | ------------- | -------------------------- |
| 初代 | 宮本俊朗  | 2005年4月24日 | 2009年4月23日 | 元美作町長                 |
| 2    | 安東美孝  | 2009年4月24日 | 2013年4月23日 | 元副市長                   |
| 3    | 道上政男+ | 2013年4月24日 | 2014年2月27日 | 元市議会議長、在任中に死去 |
| 4    | 萩原誠司  | 2014年3月30日 | 現職          | 元衆議院議員、元岡山市長   |

### 市役所組織

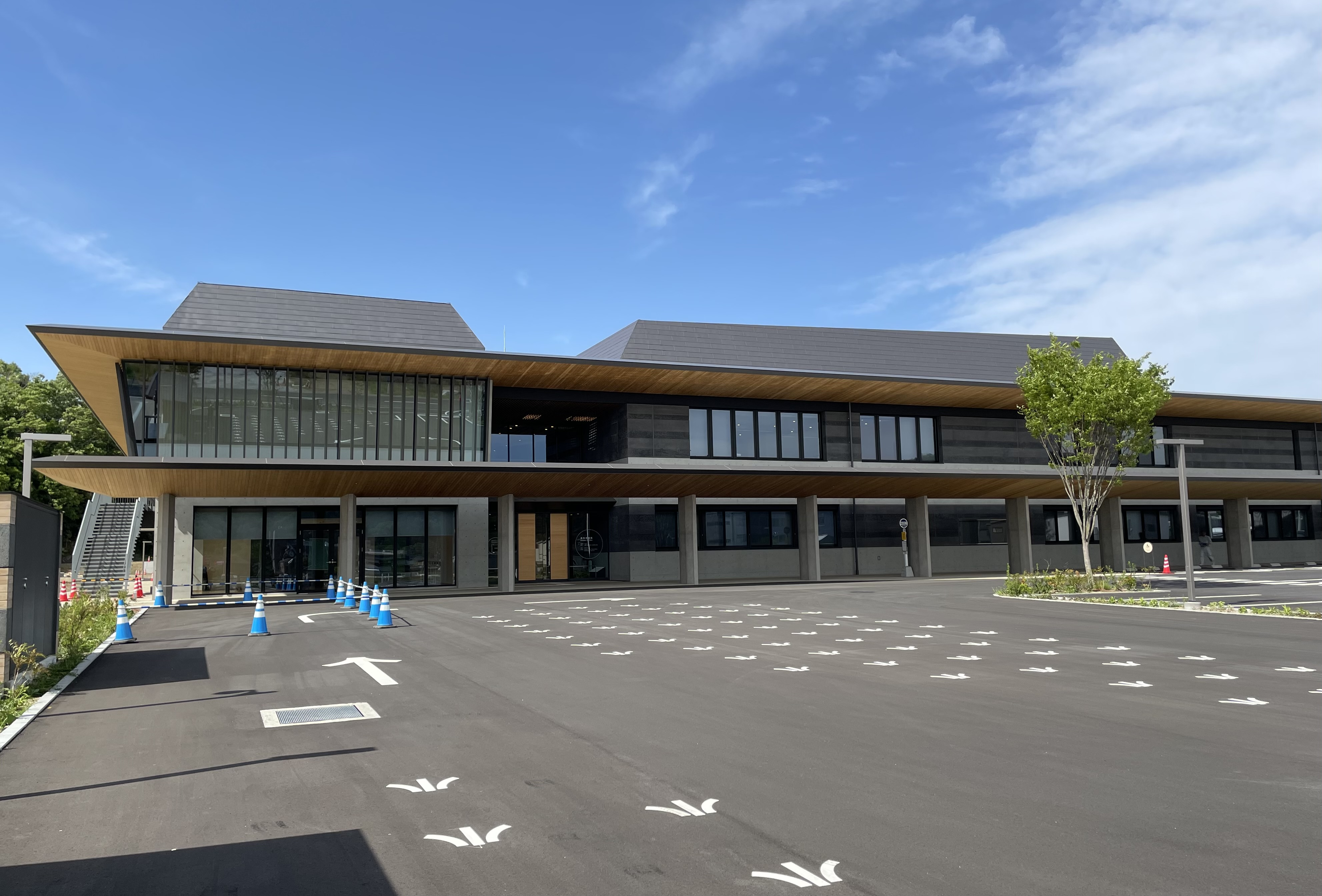
移転整備された美作市役所の新庁舎

市役所庁舎は2025年（令和7年）5月7日に中国自動車道美作インターチェンジ西側の美来地区に建設された鉄筋コンクリート2階建ての庁舎に移転し、分散していた市教委、保健福祉部、上下水道の執務機能も集約された。
- 総合支所の管轄地域
  - 市役所と5つの総合支所、2つの出張所に編成されている[6]。
  - 市内の住所は旧美作町と英田町青野(→美作市英田青野)以外、旧町村名を残していない。

※ただし作東町吉田→美作市江見吉田として、昭和の大合併時の旧町名・江見町からの名称を冠することになり、東粟倉村の内、大字青野、大字吉田は東粟倉村の「東」を冠し、東青野、東吉田となった。　

## 議会

### 議会

#### 定員・任期
定数:18人
任期：4年

#### 議会構成
- 議長、副議長
- 総務委員会：所管部局は、総務部・企画振興部・市民部・消防本部・支所・他の常任委員会の所属に属さない事
- 文教厚生委員会：所管部局は、教育委員会・保健福祉部・支所
- 産業建設委員会：所管部局は、農林政策部・産業政策部・都市整備部・支所
- 議会運営委員会：議会の運営が円滑に行われるように、議事の順序や進め方等を協議する委員会

#### 美作市議会沿革
- 2005年（平成17年） - 3月31日、合併により「美作市」が誕生。市議会議員の定数を26人と定める。
- 2005年（平成17年） - 4月17日、無投票だった東粟倉選挙区を除く、5選挙区で市議会議員選挙が行われ、新市議26人が決定する。
- 2005年（平成17年） - 5月11日、市議会委員会条例を公布。常任委員会に、総務委員会7人、厚生委員会6人、産業建設委員会7人、文教委員会6人を置き、議会運営委員会7人を設置。
- 2007年（平成19年） - 3月30日、市議会委員会条例の全部改正条例を公布。
- 2007年（平成19年） - 5月7日、市議会臨時会は、議会申し合わせ事項をめぐり混乱、議長不信任決議案を可決。
- 2007年（平成19年） - 6月7日、市議会6月定例会が、定数の半数の定足数に達せず流会。
- 2007年（平成19年） - 6月25日、流会を受けて開かれた臨時会で、委員会廃止条例が議員提案され可決。全国でも例のない委員会のない市議会となる。
- 2007年（平成19年） - 6月26日、市議会委員会条例の廃止条例を公布。
- 2007年（平成19年） - 10月22日、市議会委員会条例を公布。常任委員会の名称・定数を、総務委員会7人、厚生委員会6人、産業建設委員会7人、文教委員会6人とし、議会運営委員会7人を置く。
- 2008年（平成20年） - 1月1日、市議会議員の定数を24人に改め、同日以後初めてその期日を告示される一般選挙から適用する。
- 2009年（平成21年） - 1月1日、市議会議員の定数を22人に改め、同日以後初めてその期日を告示される一般選挙から適用する。
- 2009年（平成21年） - 4月24日、市議会委員会の名称・人数を、総務委員会8人、文教厚生委員会7人、産業建設委員会7人、議会運営委員会6人に改める。
- 2012年（平成24年） - 4月1日、市議会議員の定数を20人に改め、同日以後初めてその期日を告示される一般選挙から適用する
- 2012年（平成24年） - 12月28日、市議会議員の定数を18人に改め、同日以後初めてその期日を告示される一般選挙から適用する。
- 2013年（平成25年） - 4月24日施行（平成24年12月6日公布）、市議会委員会の名称・人数を、総務委員会7人、文教厚生委員会6人、産業建設委員会7人に改める。
- 2013年（平成25年） - 2月19日（公布、施行）、市議会委員会の名称・人数を、総務委員会6人、文教厚生委員会6人、産業建設委員会6人に改める。

## 経済

### 産業
主な産業：製造業、卸小売業、農業、林業、観光業（温泉）

### 産業団地
作東産業団地、中尾工業団地、大向工業団地、土居工業団地、山城産業団地

#### 主な農産品
- ブドウ（ピオーネ、オーロラブラック、シャインマスカット）
- モモ（白鳳、清水白桃）
- アスパラ
- 黒大豆[7]
- 茶[8]（緑茶、荒茶）
- もち麦（キラリモチ）[9]
- イチゴ
- 鉢花（シクラメン等）

#### 農林業団体
- 晴れの国岡山農業協同組合
- 岡山県農業共済組合（勝英支所）
- 美作東備森林組合

### 金融機関

#### 銀行
- 中国銀行 林野支店、江見支店、大原支店
- トマト銀行 林野支店
- 津山信用金庫 美作支店

かつては市域内に山陰合同銀行支店があったが、2006年に閉鎖されている。

## 姉妹都市・提携都市

### 国内
- 現在無し

過去の友好都市
- 寝屋川市（大阪府）
  - 1991年友好都市提携（旧大原町）
- 越前市（旧今立町、福井県）
  - 1990年9月30日姉妹都市提携（旧大原町）

### 海外

#### 姉妹都市
- フランスのサン・バランタン村(Saint-Valentin)
  - 1988年4月6日姉妹都市提携（旧作東町）
- オーストリアのザンクト・バレンタイン市(Sankt Valentin)
  - 1994年10月25日姉妹都市提携（旧作東町）
- カナダのサン・バランタン村(Saint-Valentin)
  - 1997年10月24日姉妹都市提携（旧作東町）

#### 友好都市等
- ベトナムの ダナン大学
  - 2015年4月6日「ベトナムのダナン大学と日本の美作市の相互協力に関する協定」
- ベトナムの イエンバイ省
  - 2019年11月6日「日本国岡山県美作市とベトナム社会主義共和国イエンバイ省との友好協力関係を築いていくための覚書」
- ハワイ州のカウアイ島
  - 2020年10月28日「カウアイ郡政府と美作市の交流に関する覚書」

- ハンガリーのケストヘイ市
  - 2021年11月30日「ケストヘイ市と美作市の交流に関する覚書」

## 人口
美作市の人口は、2005（平成１７）年3月31日に６町村が合併し、市制が施行されて以来減少し続けている。自然動態については、2021（令和3）年3月31日現在、依然として自然減の状態が続いているが、社会動態については、2020（令和２）年度において美作市発足以降初めて18人の転入超過となった。一方外国人の人口は、2021（令和３）年3月31日現在で473人となっており、総人口26,821人に占める割合は約1.7％。外国人の人口、占める割合については年々増加している。市内の外国人登録人口は、2016（平成28）年と比較すると2021（令和３）年では2倍以上の人口になり、その中でもベトナム人は3.5倍以上に増加している。
| |                                        |  |
| 美作市と全国の年齢別人口分布（2005年） | 美作市の年齢・男女別人口分布（2005年） |  |
| ■紫色 ― 美作市 ■緑色 ― 日本全国 | ■青色 ― 男性 ■赤色 ― 女性              |  |
| 美作市（に相当する地域）の人口の推移 \| 1970年（昭和45年） \| 40,731人 \| \| \| 1975年（昭和50年） \| 38,793人 \| \| \| 1980年（昭和55年） \| 38,430人 \| \| \| 1985年（昭和60年） \| 38,309人 \| \| \| 1990年（平成2年） \| 36,942人 \| \| \| 1995年（平成7年） \| 36,140人 \| \| \| 2000年（平成12年） \| 34,577人 \| \| \| 2005年（平成17年） \| 32,479人 \| \| \| 2010年（平成22年） \| 30,498人 \| \| \| 2015年（平成27年） \| 27,977人 \| \| \| 2020年（令和2年） \| 25,939人 \| \| |                                        |  |
| 総務省統計局 国勢調査より |                                        |  |
| 1970年（昭和45年） | 40,731人                               |  |
| 1975年（昭和50年） | 38,793人                               |  |
| 1980年（昭和55年） | 38,430人                               |  |
| 1985年（昭和60年） | 38,309人                               |  |
| 1990年（平成2年） | 36,942人                               |  |
| 1995年（平成7年） | 36,140人                               |  |
| 2000年（平成12年） | 34,577人                               |  |
| 2005年（平成17年） | 32,479人                               |  |
| 2010年（平成22年） | 30,498人                               |  |
| 2015年（平成27年） | 27,977人                               |  |
| 2020年（令和2年） | 25,939人                               |  |

## 教育

### 学校
小学校
- 美作市立勝田小学校
- 美作市立勝田東小学校
  - 小規模特認校・・・小規模特認校とは小規模の良さを生かした教育活動を進めている学校で、学びたい、学ばせたいという希望者に対して、一定条件の下、学区外から通学することのできる学校。勝田東小学校では豊かな自然環境や小規模であることの特色を生かし、自然に触れる中で学ぶ楽しさや暖かい地域の方々とのふれあいをとおして、心身共に健康で豊かな人間性を培う教育を進めている。「授業のユニバーサルデザイン化」に取り組み、発達段階に差のある子どもたちが、誰でも理解しやすい、学びやすい学習環境づくりや授業づくりを進めている。
- 美作市立大原小学校
- 美作市立美作第一小学校
- 美作市立美作北小学校
- 美作市立江見小学校
- 美作市立土居小学校
- 美作市立英田小学校

中学校
- 美作市立勝田中学校
- 美作市立大原中学校
- 美作市立美作中学校
- 美作市立作東中学校
- 美作市立英田中学校

　　　【岡山県優良実践校】
　　多くの教育課題を抱えながらも真摯に努力し、落ち着いた学習環境の確保等に成果を上げている学校として岡山県より選定
| 年度           | 学校名         | 学校名         | 取組名                                                               |
| -------------- | -------------- | -------------- | -------------------------------------------------------------------- |
| 2014（平成26） | 美作中学校     | 美作中学校     | トライアングルみまさかを基軸とした生徒指導・授業改善の取組           |
| 2015（平成27） | 勝田小学校     | 勝田小学校     | どの子も伸びるという教員の信念と愛情に満ちた教育実践の取組           |
| 2015（平成27） | 美作第一小学校 | 美作第一小学校 | 落ち着いた学習環境づくりによる学力向上の取組                         |
| 2016（平成28)  | 大原小学校     | 大原小学校     | 学校全体の徹底した取組による落ち着いた学習環境づくりと学力向上の取組 |
| 2016（平成28)  | 江見小学校     | 江見小学校     | 教職員の協働による学力向上を目指した取組                             |
| 2017（平成29)  | 美作北小学校   | 美作北小学校   | 教職員の協働による細かな分析を基にした学力向上の取組                 |
| 2017（平成29)  | 勝田 中学校区  | 勝田中学校     | 就学前からの子どもたちの学びと育ちを支える中学校区学校園連携の取組   |
| 2017（平成29)  | 勝田 中学校区  | 勝田小学校     | 就学前からの子どもたちの学びと育ちを支える中学校区学校園連携の取組   |
| 2017（平成29)  | 勝田 中学校区  | 勝田東小学校   | 就学前からの子どもたちの学びと育ちを支える中学校区学校園連携の取組   |
| 2018（平成30)  | 作東中学校     | 作東中学校     | 規範意識の向上と落ち着いた学習環境づくりの取組                       |
| 2019（令和元） | 英田 中学校区  | 英田中学校     | 地域との連携協働による、落ち着いた学習環境と学力向上に向けた取組     |
| 2019（令和元） | 英田 中学校区  | 英田小学校     | 地域との連携協働による、落ち着いた学習環境と学力向上に向けた取組     |

幼稚園
- 美作市立土居幼稚園[10]（定員：70名）

こども園・幼児園
- 美作市立むさしこども園（[11]定員：幼稚園部15名、保育園部88名）
- 美作市立美作北こども園[12]（定員：幼稚園部30名、保育園部193名）
- 美作市立湯郷こども園[13]（定員：幼稚園部30名、保育園部222名）
- 美作市立英田幼児園[14]（[15]定員：幼稚園部120名、保育園部45名）

保育園
- 美作市立勝田ひまわり園[16]（定員：100名）
- 美作市立江見保育園[17]（定員：130名）

高等学校
- 岡山県立林野高等学校
  - 1908（明治41）年に倉敷女学校（倉敷は林野の旧名）として創立され、2023（令和5）年で創立115周年を迎えた伝統校。2006（平成18）年に岡山県立大原高等学校、2009（平成21）年に岡山県立江見商業高等学校との再編整備により、現在は美作市に所在する唯一の公立高等学校（全日制普通科）。
  - 「ICT教育」と「課題解決型学習」の充実が特色。岡山県が2021（令和3）年度から学年進行で導入を決めた1人1台端末所持による教育に、2017（平成29）年度から取り組んできた実績があり、授業、家庭学習、特別活動等での利活用の様子がICT教育の先進校として全国から注目されている。また「国際交流」、特に姉妹校協定を結んだ台湾の学校との交流や単位認定可能な長期の海外留学プログラムも魅力の一つとなっている。

| 年月日           | 沿革                                                                                   |
| ---------------- | -------------------------------------------------------------------------------------- |
| 明治41年4月18日  | 倉敷女学校（本科3年、補習科1年）を倉敷尋常高等小学校に付設                             |
| 大正6年4月10日   | 独立して町立倉敷女学校を設置                                                           |
| 大正7年4月       | 町名改称とともに林野実科女学校と改称                                                   |
| 大正9年5月19日   | 町立林野実科高等女学校を設置（6月7日開校）                                             |
| 昭和3年4月1日    | 県営に移管、岡山県立林野高等女学校と改称 大正11年4月設立の岡山県勝間田高等女学校を合併 |
| 昭和23年4月1日   | 岡山県立林野高等学校と改称                                                             |
| 昭和33年10月3日  | 創立50周年記念式典を挙行                                                               |
| 平成5年          | 家政科の募集停止                                                                       |
| 平成7年3月31日   | 家政科閉科                                                                             |
| 平成15年4月1日   | 第1学年から普通科単位制となる                                                          |
| 平成16年4月1日   | 新しい林野高等学校が開設される（大原高等学校との再編）                                 |
| 平成19年4月1日   | 新しい林野高等学校が開設される（江見商業高等学校との再編）                             |
| 平成20年10月10日 | 創立100周年記念式典を挙行                                                              |
| 平成25年12月10日 | ユネスコ・スクールに認定                                                               |
| 平成30年2月26日  | 台南市立大湾高級中学並びに国立台南第二高級中学と包括連携協定締結                       |
| 平成30年7月6日   | 平成31年度入学生から、全国募集開始                                                     |
| 平成31年4月1日   | 全校生徒一人一台Chromebook導入が完了                                                   |
| 令和3年4月       | Google for Education 事例校に認定                                                      |
| 令和4年10月31日  | 学校情報化優良校に認定                                                                 |

- 滋慶学園高等学校 美作キャンパス[18]
  - 2018（平成30）年に「広域通信制・単位制・普通科高校」として開校。毎日美作キャンパスに通う通学コース（特別進学コース、総合進学コース、総合スポーツコース、ベーシックコース）、各地の学習サポートセンター等に通学するコース、自宅にてレポート課題を行いスクーリングで美作キャンパスに登校する通信コースとそれぞれのニーズに合わせた学習スタイルで高等学校卒業の資格が取得できる。

廃校
- 岡山県立大原高等学校（2006年閉校）
- 岡山県立江見商業高等学校（2009年閉校）
- 美作市立豊田小学校（2003年閉校・美作北小学校に統合）
- 美作市立巨勢小学校（2006年閉校・美作第一小学校に統合）
- 美作市立吉野小学校（2008年閉校・江見小学校に統合）
- 美作市立梶並小学校（2015年閉校・勝田小学校に統合）
- 美作市立粟井小学校 (2015年閉校・江見小学校に統合)
- 美作市立東粟倉小学校（2023年閉校・大原小学校に統合）

専門学校
- 美作市スポーツ医療看護専門学校[19]（学校法人滋慶学園）
  - 若い人達の地域定着、地域の活性化、人口増、地域医療体制等の充実を目指して2018（平成30）年に開校。

#### 募集学科・応募資格
| 学科名                         | 就業年数  | 募集定員       |
| ------------------------------ | --------- | -------------- |
| 看護学科                       | 昼間3年制 | 80名（男・女） |
| 介護福祉学科                   | 昼間2年制 | 40名（男・女） |
| 柔道整復スポーツトレーナー学科 | 昼間3年制 | 30名（男・女） |

### 学校教育以外の施設
- 岡山県立北部高等技術専門校美作校（2008年、再編により美作高等技術専門校から改称）（職業能力開発促進法に基づく職業能力開発校）

### 備考
- 大原地区、東粟倉地区居住の生徒は、岡山県内の公立高校（一部高校は美作学区）だけでなく、隣県の智頭農林高校 (鳥取)や佐用高校 (兵庫)（2019年度より）も通学可能。

### 図書館[20]
- 美作市立中央図書館（美作市民センター内）
- 美作市立作東図書館
- 美作市立大原図書館（大原総合支所内）
- 美作市立東粟倉図書館
- 美作市立英田図書館
- 美作市立勝田図書館（勝田総合支所内）

### 文化施設
- 美作文化センター（ホールは516席）
- 美作市かつた市民センター
- 湯郷地域交流センター
- 美作市作東文化芸術センター

## 交通

### 鉄道路線
西日本旅客鉄道（JR西日本）
- 姫新線 : 林野駅 - 楢原駅 - 美作江見駅 - 美作土居駅

智頭急行
- 智頭線 : 宮本武蔵駅 - 大原駅
  - 中心となる駅：林野駅及び大原駅

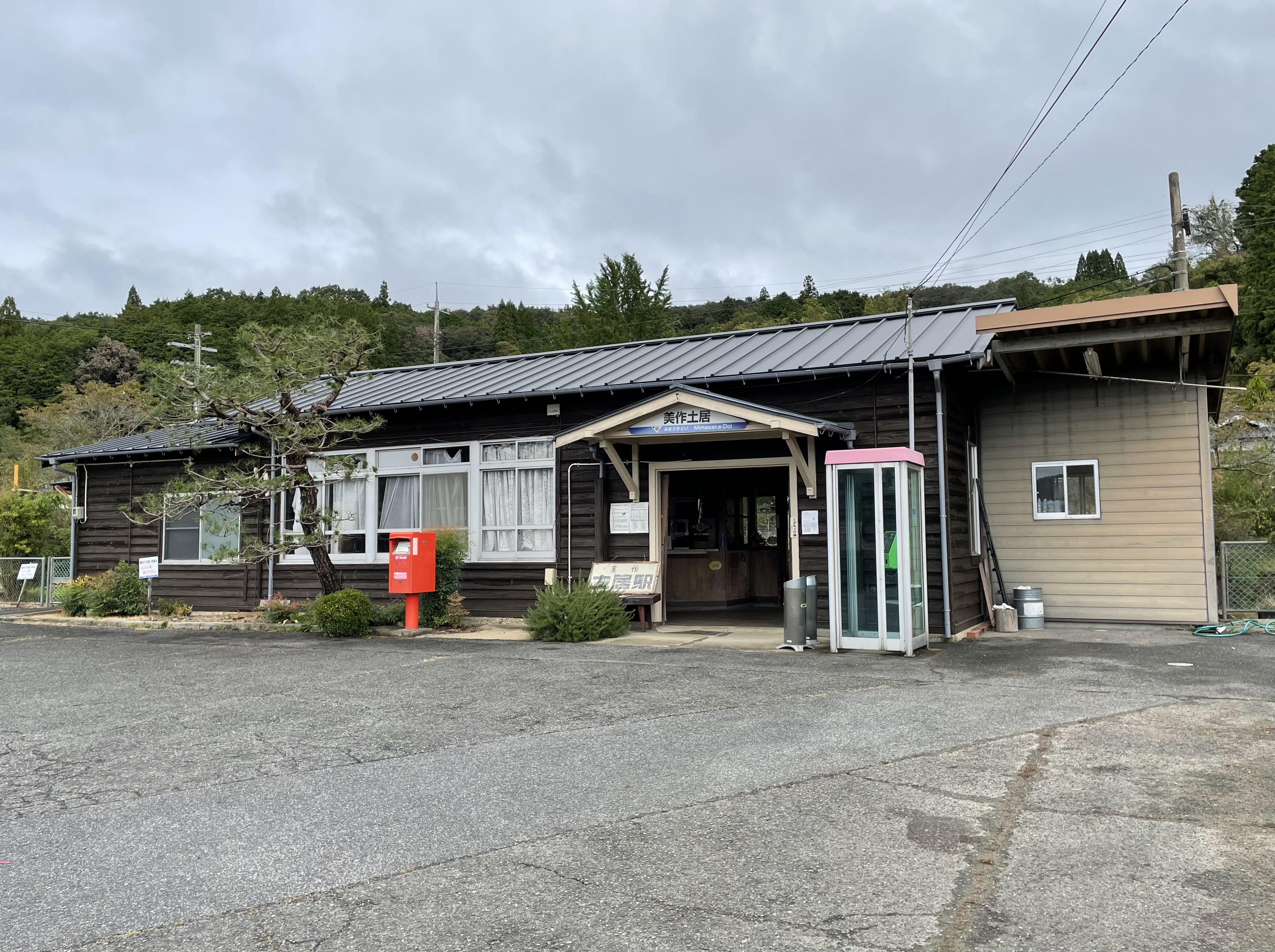
美作土居駅
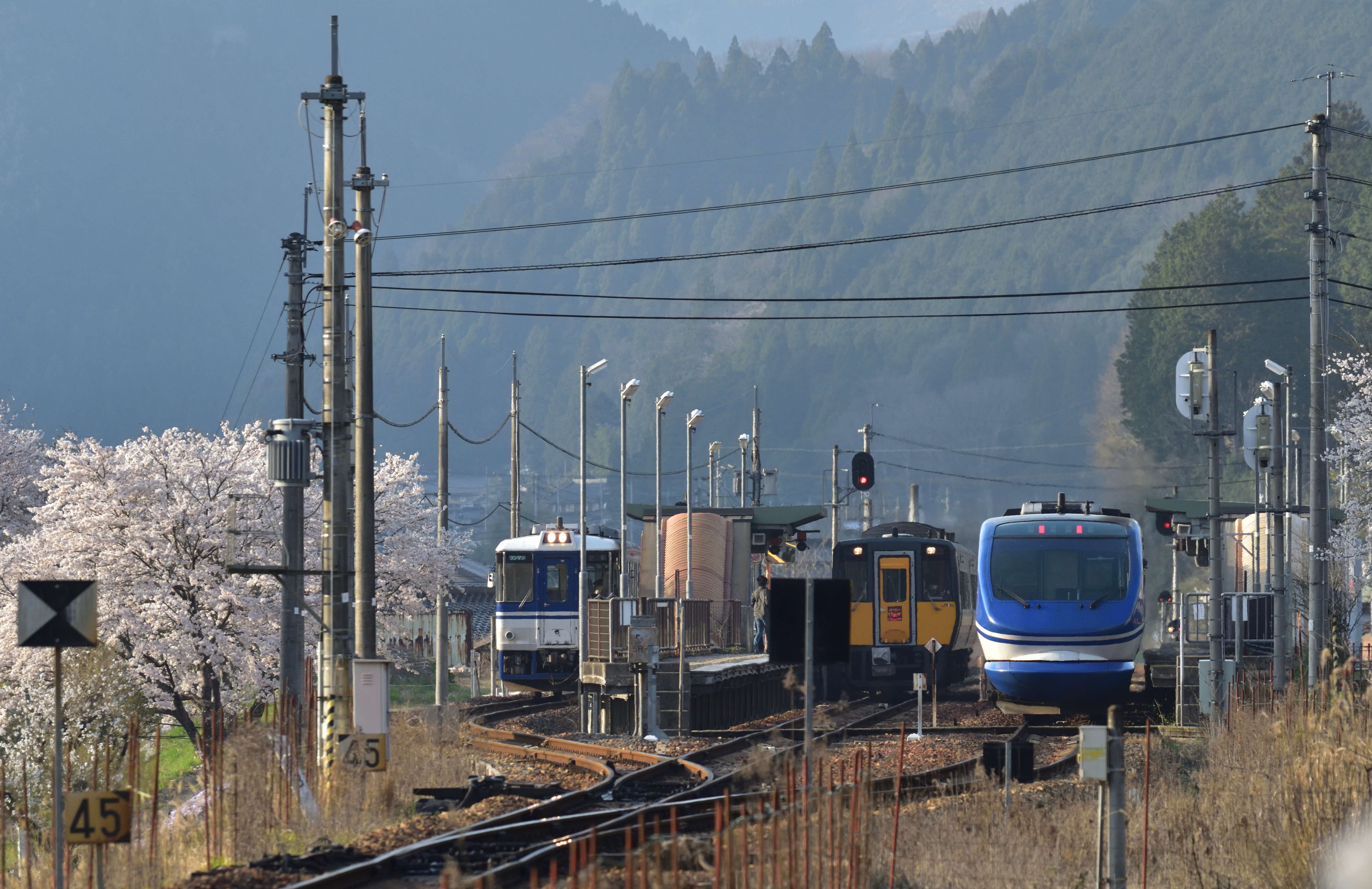
大原駅
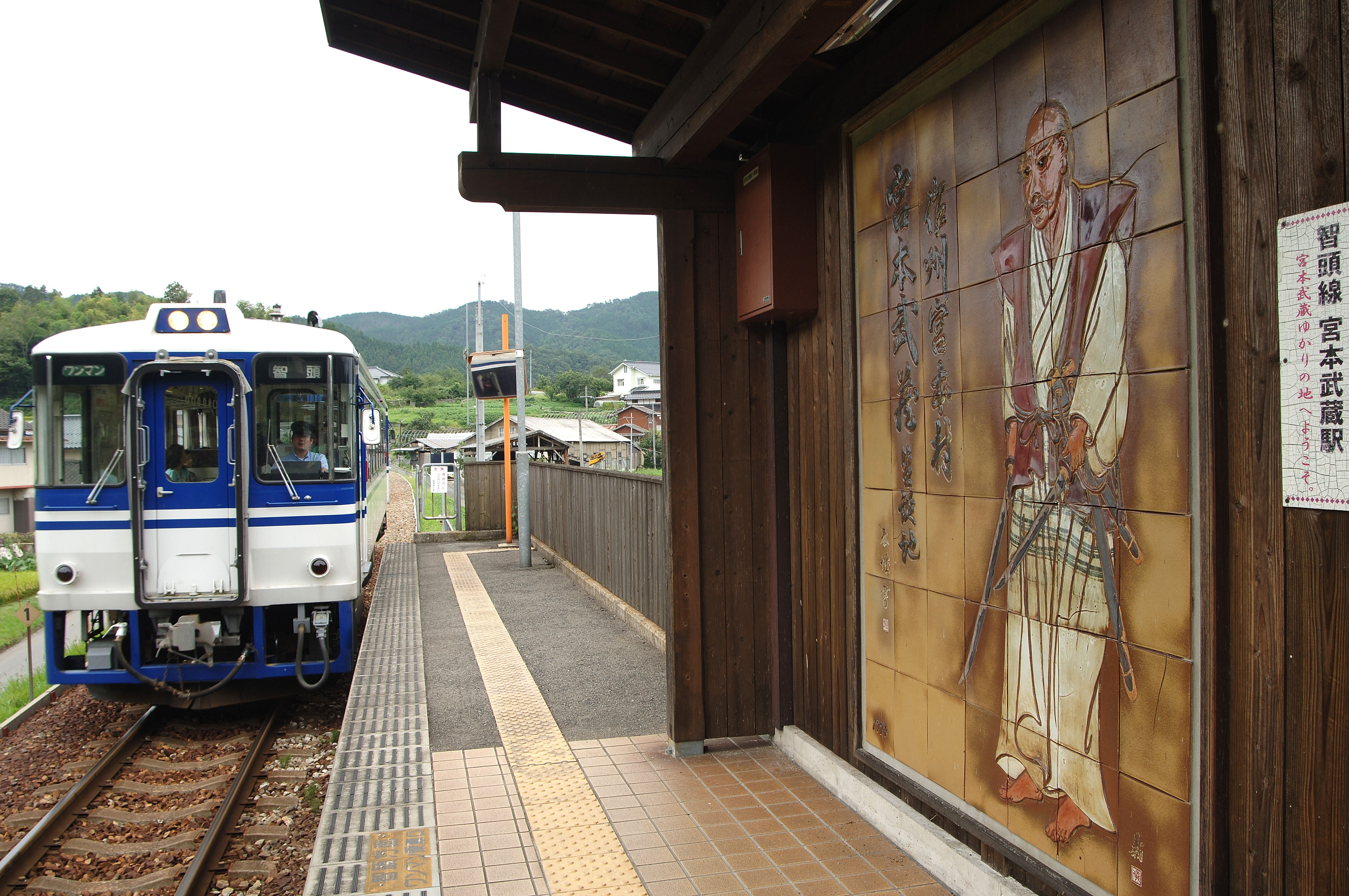
宮本武蔵駅

### バス

#### 高速バス
- 中国ハイウェイバス（西日本ジェイアールバス、神姫バス）
  - 津山駅 - 美作IC - 作東BS - 新大阪駅 - 大阪駅 - ユニバーサルスタジオジャパン
- プリンセスバード号（神姫バス、日ノ丸自動車）
  - 鳥取駅 - 大原IC - 姫路駅

#### 一般路線バス
- 宇野バス（美作線）
- 美作共同バス
- 美作市営バス
- 赤磐市広域路線バス（赤磐・美作線）
- なぎバス

### 道路

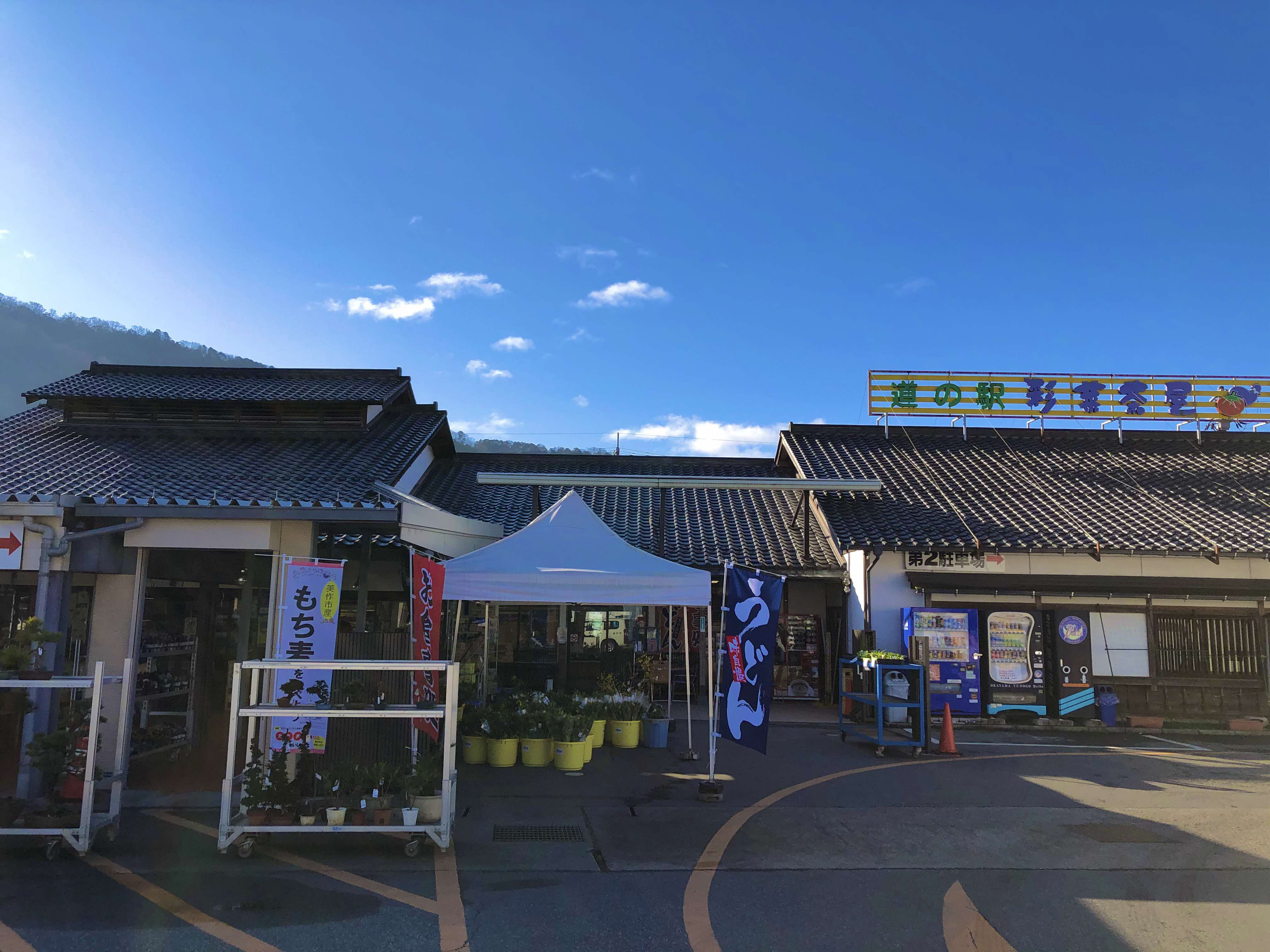
彩菜茶屋
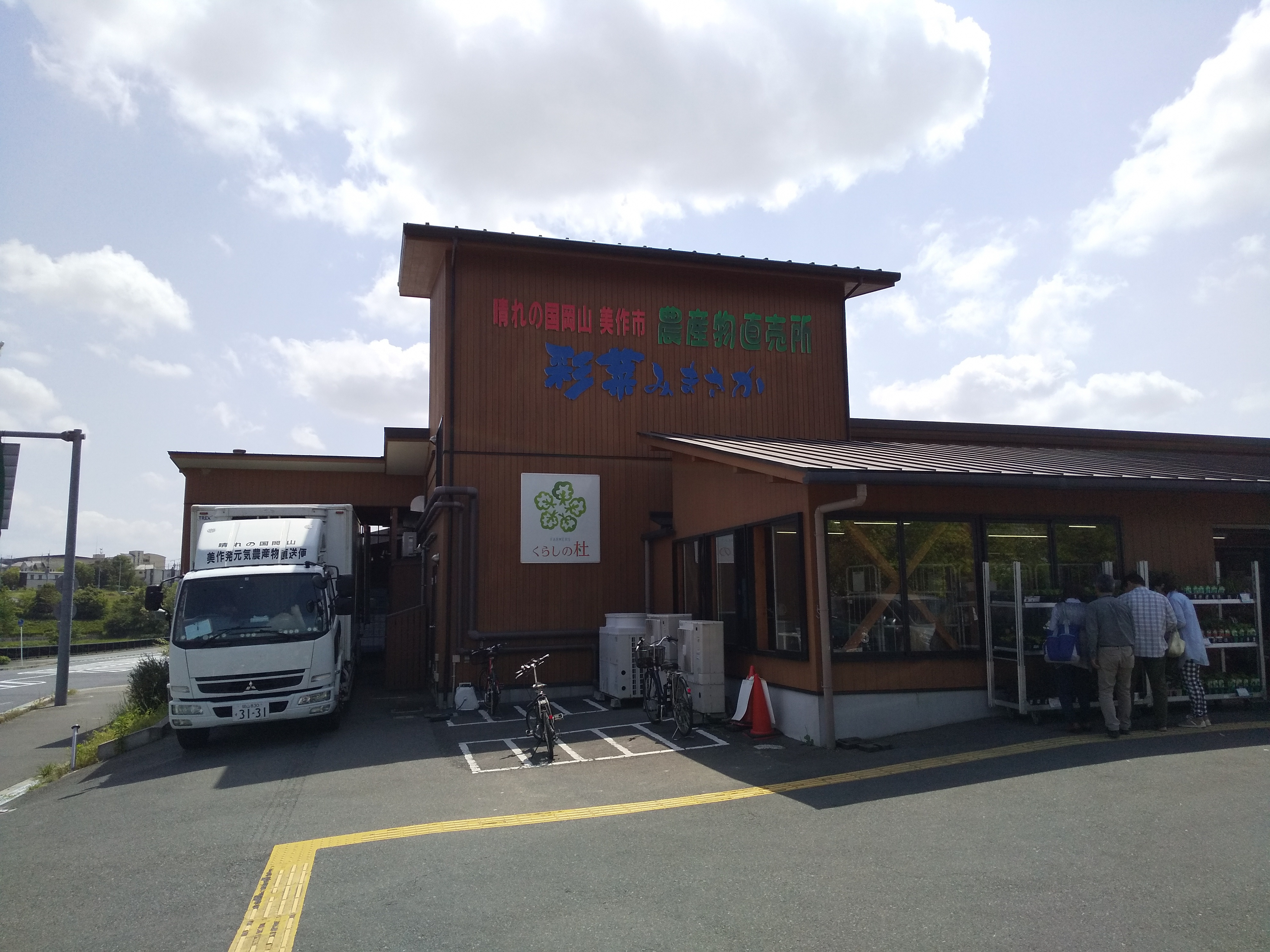
彩菜みまさか箕面彩都店

高速道路
- E2A 中国自動車道 作東IC - 楢原PA - 美作IC - 勝央JCT
- E29 鳥取自動車道 大原IC
- 美作岡山道路 勝央JCT - （この間勝央町） - 湯郷温泉IC

一般国道
- 国道179号、国道373号、国道374号、国道429号

県道
- 岡山県道5号作東大原線
- 鳥取県道・岡山県道7号智頭勝田線
- 岡山県道46号和気笹目作東線
- 岡山県道51号美作奈義線
- 岡山県道86号作東インター線
- 兵庫県道・岡山県道90号赤穂佐伯線
- 岡山県道・兵庫県道161号市場佐用線
- 岡山県道・兵庫県道240号下庄佐用線
- 岡山県道349号吉ヶ原美作線
- 岡山県道354号馬橋平福線
- 岡山県道356号行方勝田線
- 岡山県道357号梶並立石線

- 岡山県道358号鷺巣溝口線
- 岡山県道359号樫村金屋線
- 岡山県道360号万善美作線
- 岡山県道361号畑沖勝間田線
- 岡山県道362号位田飯岡線
- 岡山県道・兵庫県道365号上福原佐用線
- 岡山県道379号百々樫村線
- 岡山県道388号馬形美作線
- 岡山県道414号福本和気線
- 岡山県道426号多麻滝宮線
- 岡山県道479号瀬戸宗掛線
- 岡山県道・兵庫県道556号後山上石井線

市道
- 市道級
  - 1級　　　　53路線　　　実延長：120，536ｍ
  - 2級　　　　76路線　　　実延長：126，894ｍ
  - 3級　　　2014路線　　　実延長：739，307ｍ
- 橋梁数
  - 818橋

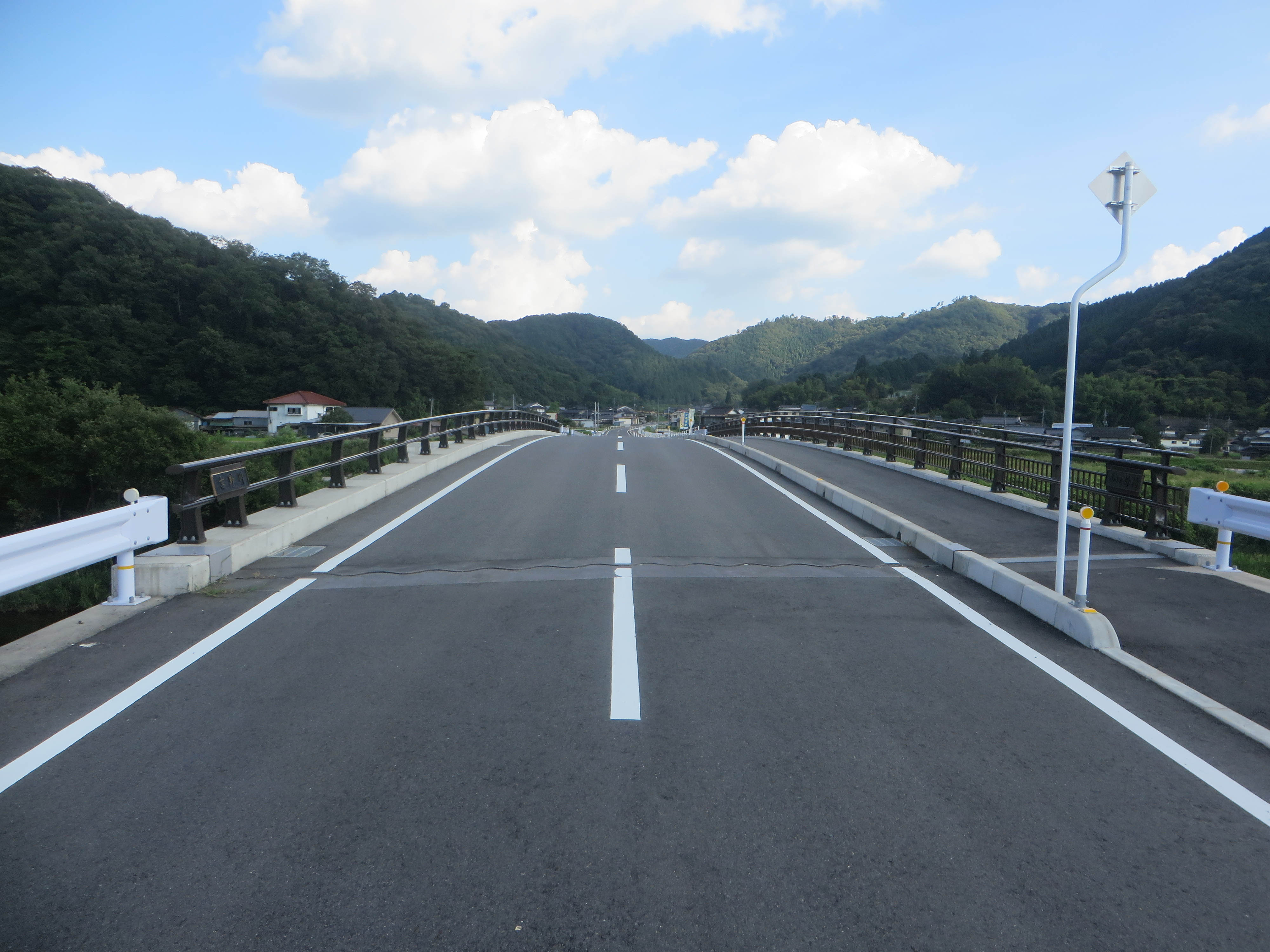
山口新橋
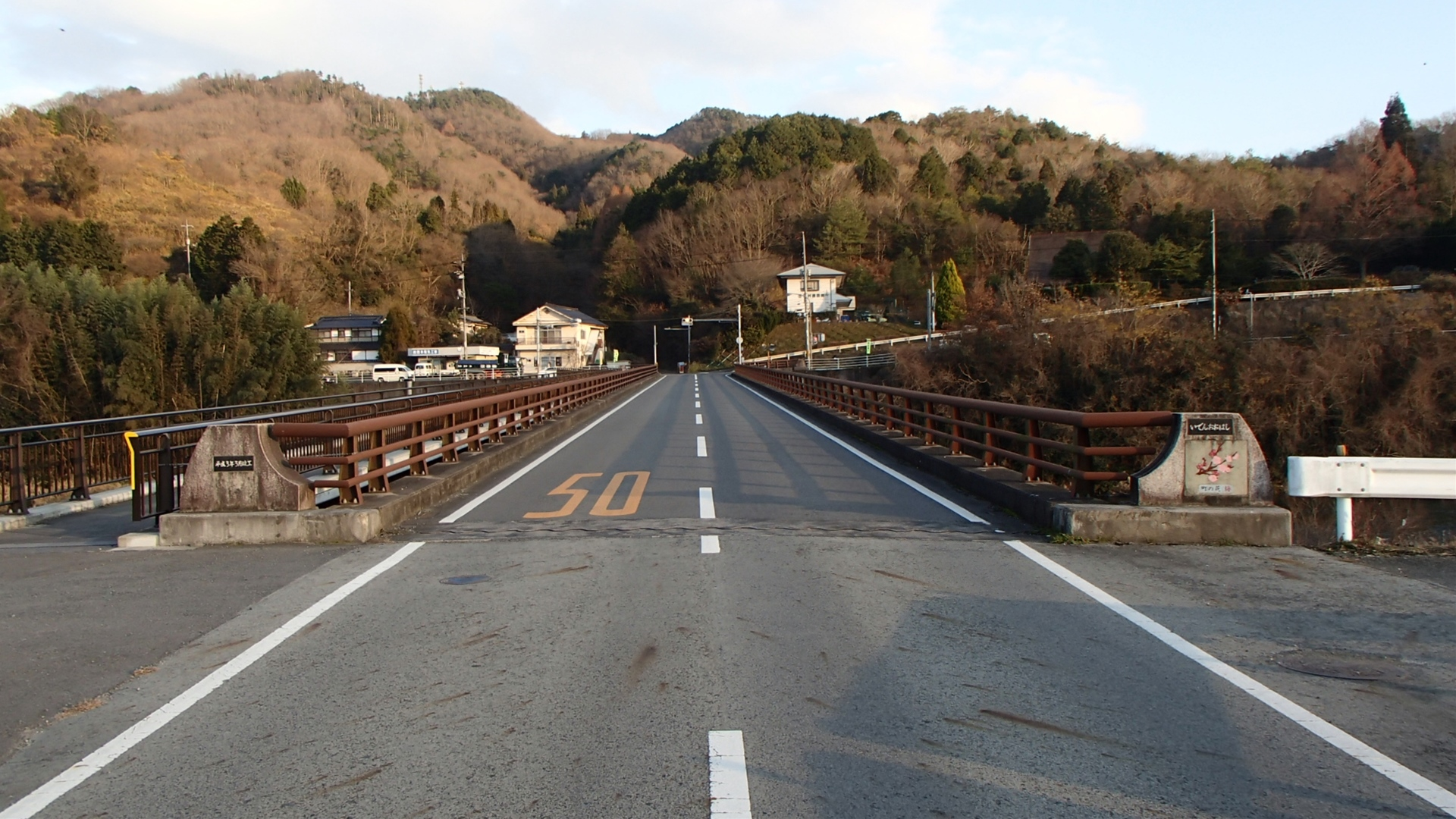
位田大橋

道の駅
- 彩菜茶屋

- 彩菜茶屋
- 彩菜みまさか箕面彩都店

## 通信

### 電話番号
- 市外局番 0868 （美作MA・市内局番 70〜89 美作市・西粟倉村・美咲町柵原地区の一部）

### 郵便番号
- 美作郵便局 : 707-00xx（旧美作町区域）、701-26xx（旧英田町区域：元・英田郵便局管轄）、707-01xx（旧勝田町南部区域：元・勝田郵便局管轄）
- 梶並郵便局 : 707-02xx（旧勝田町北部区域）
- 作東郵便局 : 709-42xx（旧作東町区域）
- 大原郵便局 : 707-04xx（旧大原町、旧東粟倉村区域）、707-05xx（西粟倉村区域：元・影石郵便局管轄）
- 707-85xx、707-86xx、707-87xxは美作市（旧美作町区域）内の事業者向け

## 名所・旧跡・観光スポット・祭事・催事

長福寺

### 美作市内指定文化財
| 項目                     | 名称                 | 地域       |
| ------------------------ | -------------------- | ---------- |
| 絵画（国指定）           | 絹本著色両界曼荼羅図 | 英田地域   |
| 絵画（国指定）           | 絹本著色不動明王     | 英田地域   |
| 絵画（国指定）           | 絹本著色十二天像     | 英田地域   |
| 建造物（国指定）         | 林家住宅四棟         | 東粟倉地域 |
| 建造物（国指定）         | 長福寺三重塔         | 英田地域   |
| 彫刻（国指定）           | 木造十一面観音立像   | 美作地域   |
| 彫刻（国指定）           | 木造十一面観音立像   | 英田地域   |
| 有形（国登録）           | 田中酒造場           | 大原地域   |
| 建造物（県指定）         | 安蘇の宝篋印塔       | 美作地域   |
| 建造物（県指定）         | 沢田の宝篋印塔       | 大原地域   |
| 建造物（県指定）         | 粟野の宝篋印塔       | 大原地域   |
| 建造物（県指定）         | 天石門別神社本殿     | 英田地域   |
| 工芸（県指定）           | 太刀 銘宗義造        | 美作地域   |
| 史跡（県指定）           | 土居一里塚           | 作東地域   |
| 史跡（県指定）           | 伝宮本武蔵宅跡       | 大原地域   |
| 彫刻（県指定）           | 木造大日如来坐像     | 作東地域   |
| 天然記念物（県指定）     | 椎の木               | 美作地域   |
| 天然記念物（県指定）     | 横川のムクノキ       | 英田地域   |
| 天然記念物（県指定）     | 土居のコヤスノキ     | 作東地域   |
| 無形民俗文化財（県指定） | 梶並神社当人祭       | 勝田地域   |
| 無形民俗文化財（県指定） | 天曳神社宮原獅子舞   | 作東地域   |
| 無形民俗文化財（県指定） | 美作町の地下芝居     |            |

### 観光スポット

#### 温泉

##### 湯郷温泉街
- 湯郷鷺温泉[21]
- ふれあいの湯（湯郷温泉の足湯）[22]
- からくり時計[23]
- ゆのごうマルシェ[24]（3月から12月の第3日曜日開催）

##### その他の温泉
- 作州武蔵温泉
- 西の湯温泉[25]
- 大芦高原温泉 雲海（美作市上山）[26]
- 能登香の湯[27]
- 愛の村パーク「ゆ・ら・り・あ」[28]

##### レトロ・アンティーク
- 現代玩具博物館・オルゴール夢館
- あの日のおもちゃ箱　昭和館[29]
- てつどう模型館＆レトロおもちゃ館[30]

##### 土産・買い物・食事
- 道の駅彩菜茶屋
- 作東吉野きんちゃい館[31]
- 難波邸[32]
- こぶし庵[33]
- ふるさと旬味あいだ館[34]
- 小林芳香園[35]
- 美作しいたけ園[36]
- 西の屋湯郷店[37]
- 西の屋美作店

##### 公園・アスレチック
- バレンタインパーク作東
- 愛の村パーク[38]
- ベルピール自然公園[39]
- 満開アゼリア館（ラジコンコース）[40]
- トム・ソーヤー冒険村[41]
- 大山（おおやま）展望台[42]
- 大芦高原温泉　雲海[43]
- 美作市総合運動公園[44]
- 勝田総合運動公園[45]

##### 宿泊
- 湯郷温泉街
- 作東バレンタインホテル[46]
- 粟井村「能登香の里小房」[47]
- さくとう山の学校（美作市万善・旧福山小学校）[48]
- 美作市少林寺拳法記念館[49]
- 愛の村パーク

##### コテージ・キャンプ場
- 大芦高原キャンプ場[50]
- 津谷キャンプ場[51]
- 能登香の里小房キャンプ場
- 後山キャンプ場[52]
- ハーベストの家[53]（愛の村パークコテージ）
- トム・ソーヤー冒険村[41]
- 大芦高原温泉　雲海（バンガロー）[54]

##### 名所・史跡
- 長福寺三重塔　国指定重要文化財の建造物であり、国指定重要文化財である絹本著色両界曼荼羅図（絵画）、絹本著色不動明王（絵画）、絹本著食十二天像（絵画）、木造十一面観音立像《彫刻）を所有。
- 林家住宅　国指定重要文化財の建造物。
- 安養寺　国指定重要文化財の木造十一面観音立像（彫刻）を所有。
- 田中酒造場　国の有形登録文化財。
- 天岩門別神社　本殿が岡山県指定文化財。
- 土居一里塚　岡山県指定文化財
- 八咫鏡発掘之地　土居の万の台で発掘された三種の神器の一つ。現在、発掘された八咫鏡は、壇ノ浦の戦いで幼くして亡くなった安徳天皇を祀る山口県の赤間神宮に奉納されている。

- 四ツ塚様 - 幕末、勤皇の志士への土居村住民による惨殺事件の被害者への顕彰碑
- 大原宿 - 岡山県指定町並保存地区（大原古町）[55]
- 大原宿本陣（有元家）、大原宿脇本陣（涌本家）、田中酒造場[56]、大原宿ふれあい広場

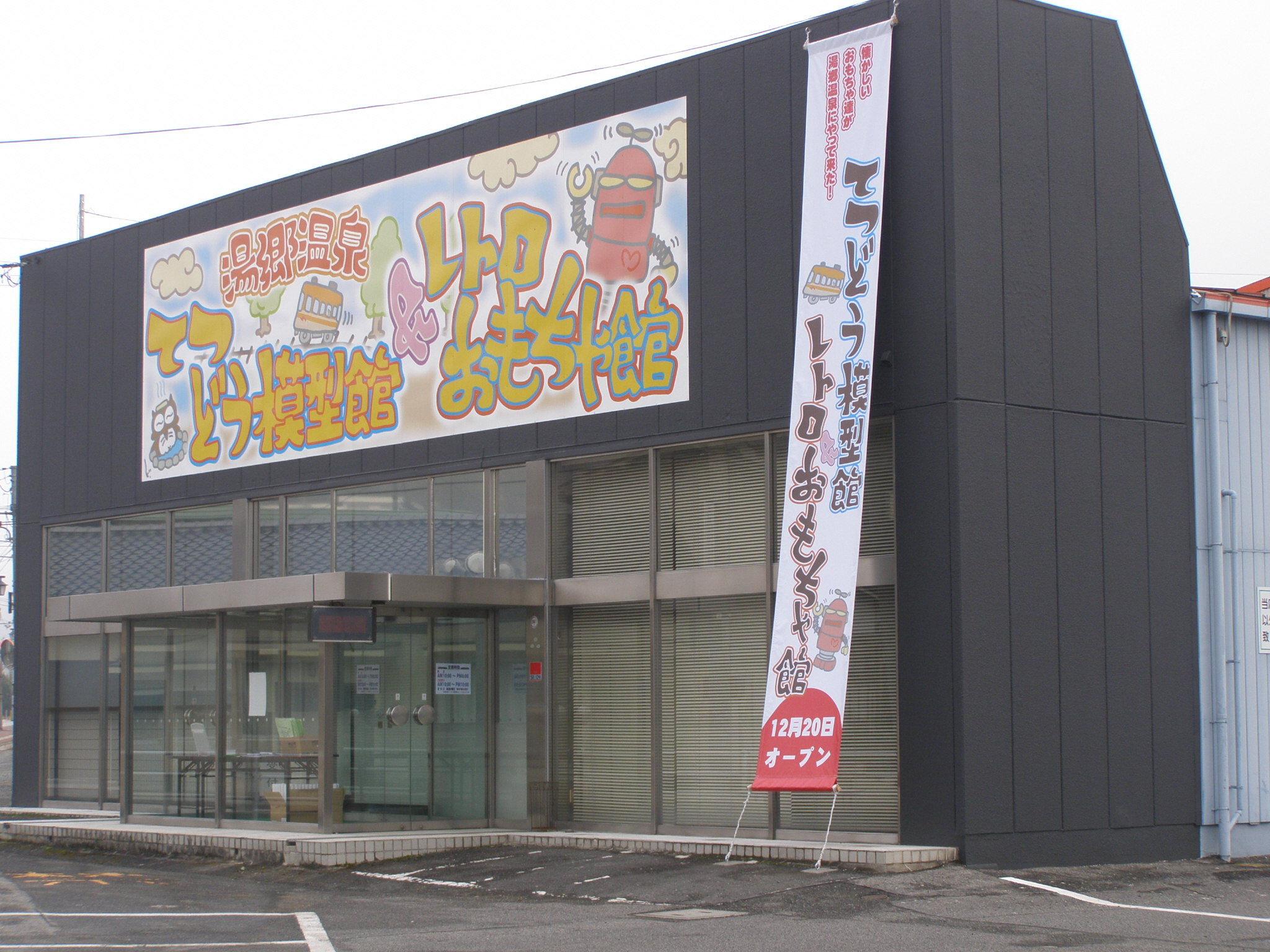
てつどう模型館＆レトロおもちゃ館
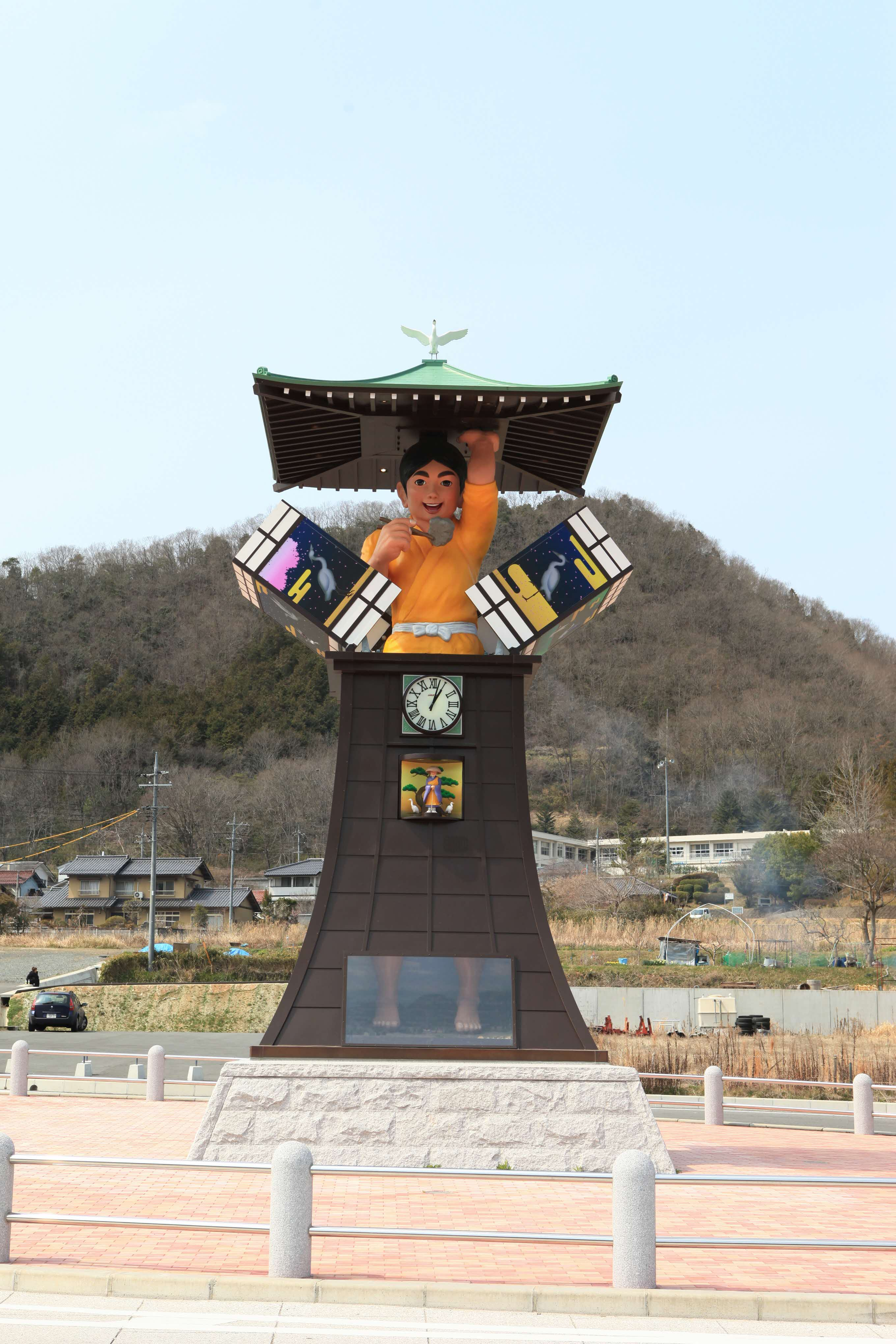
からくり時計
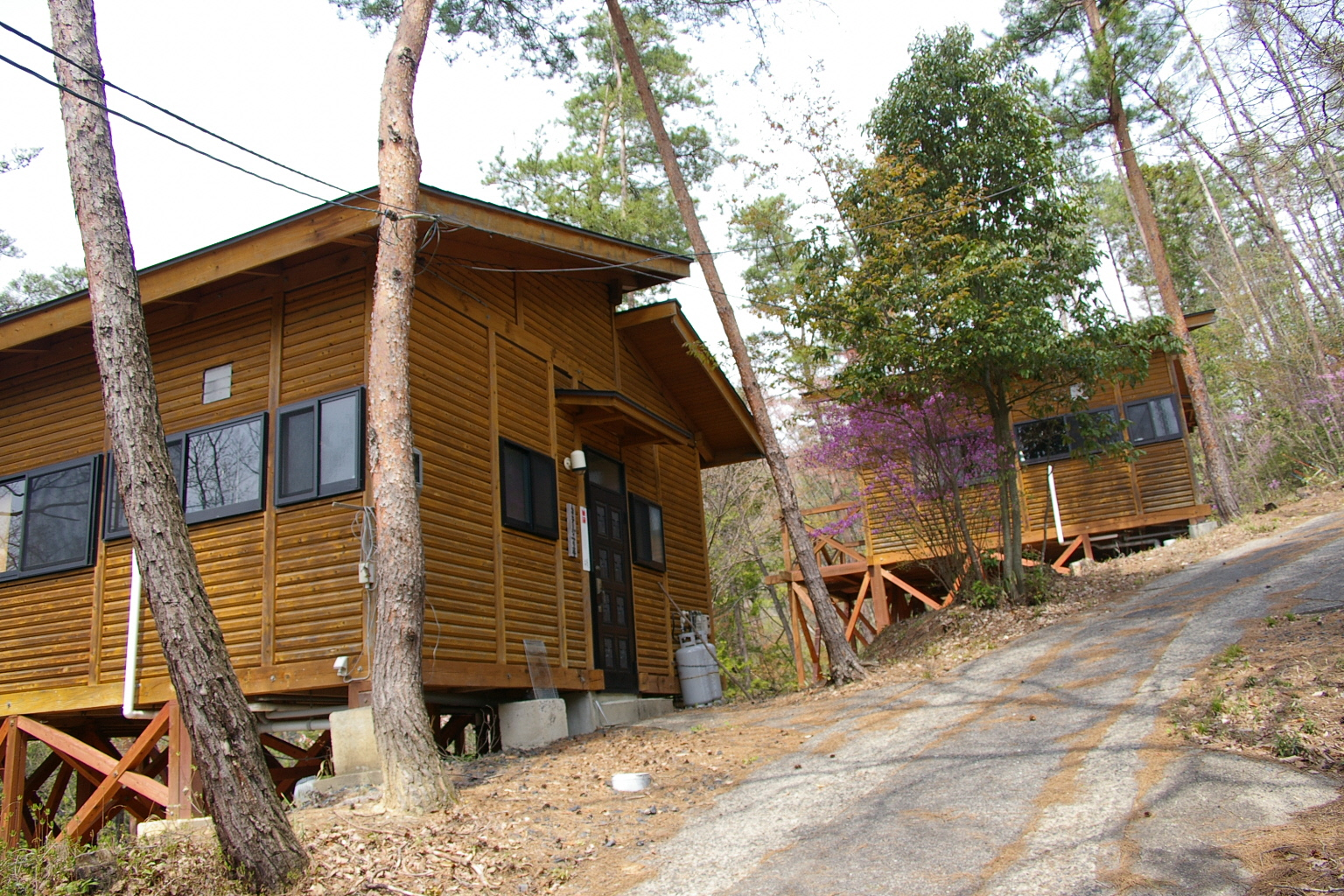
粟井村「能登香の里小房」
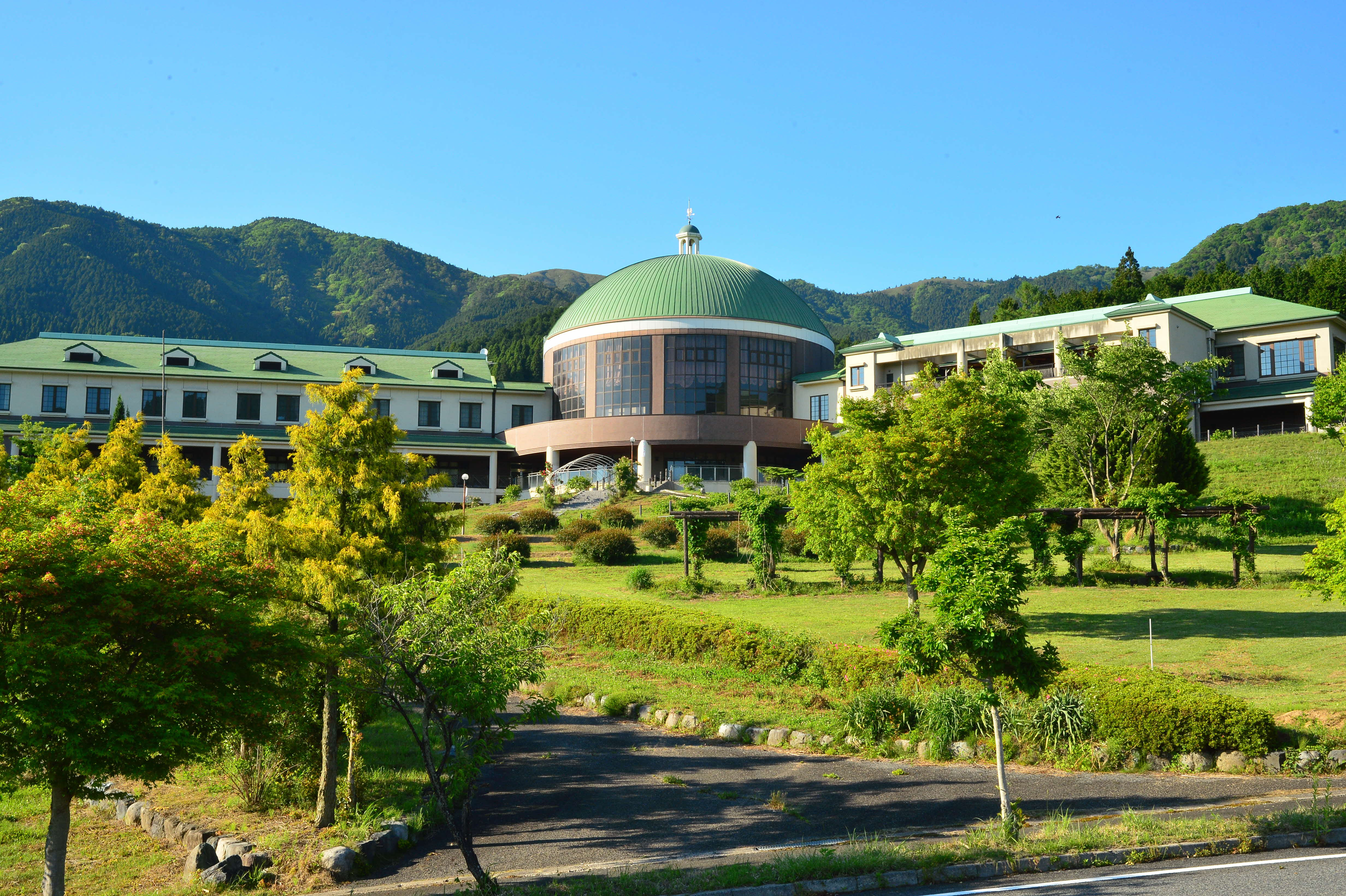
愛の村パーク
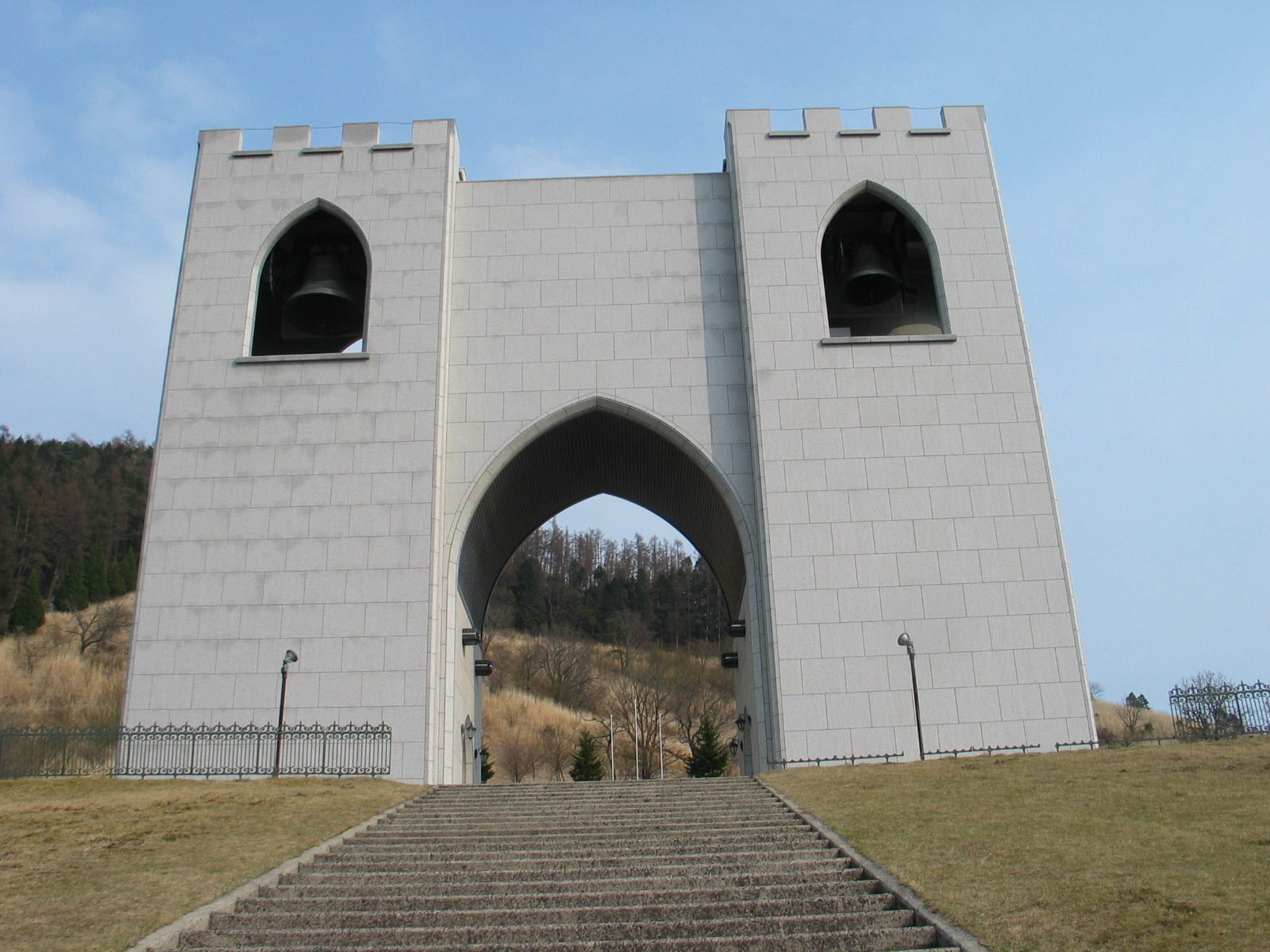
ベルピール自然公園
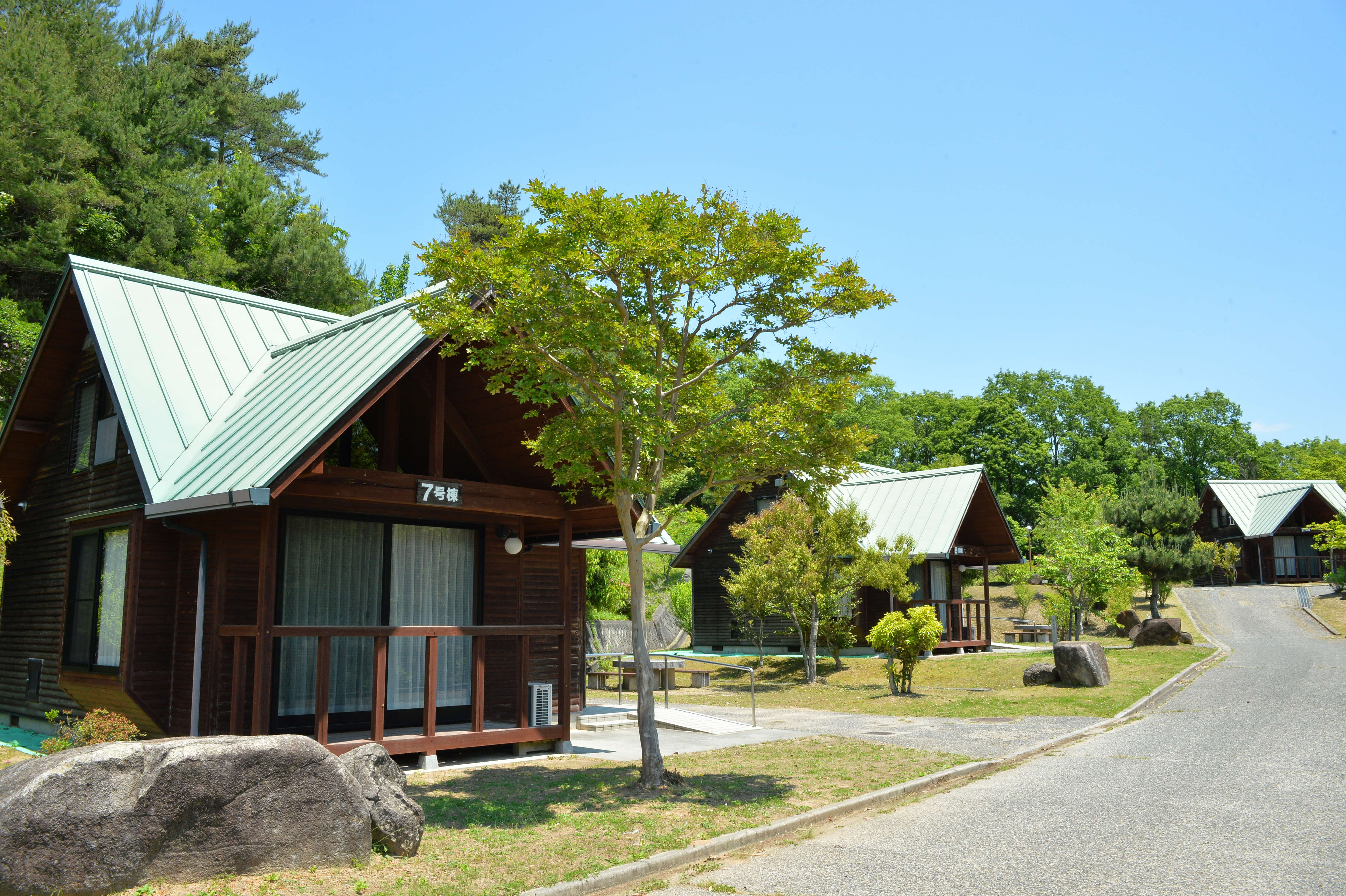
大芦高原温泉雲海　コテージ
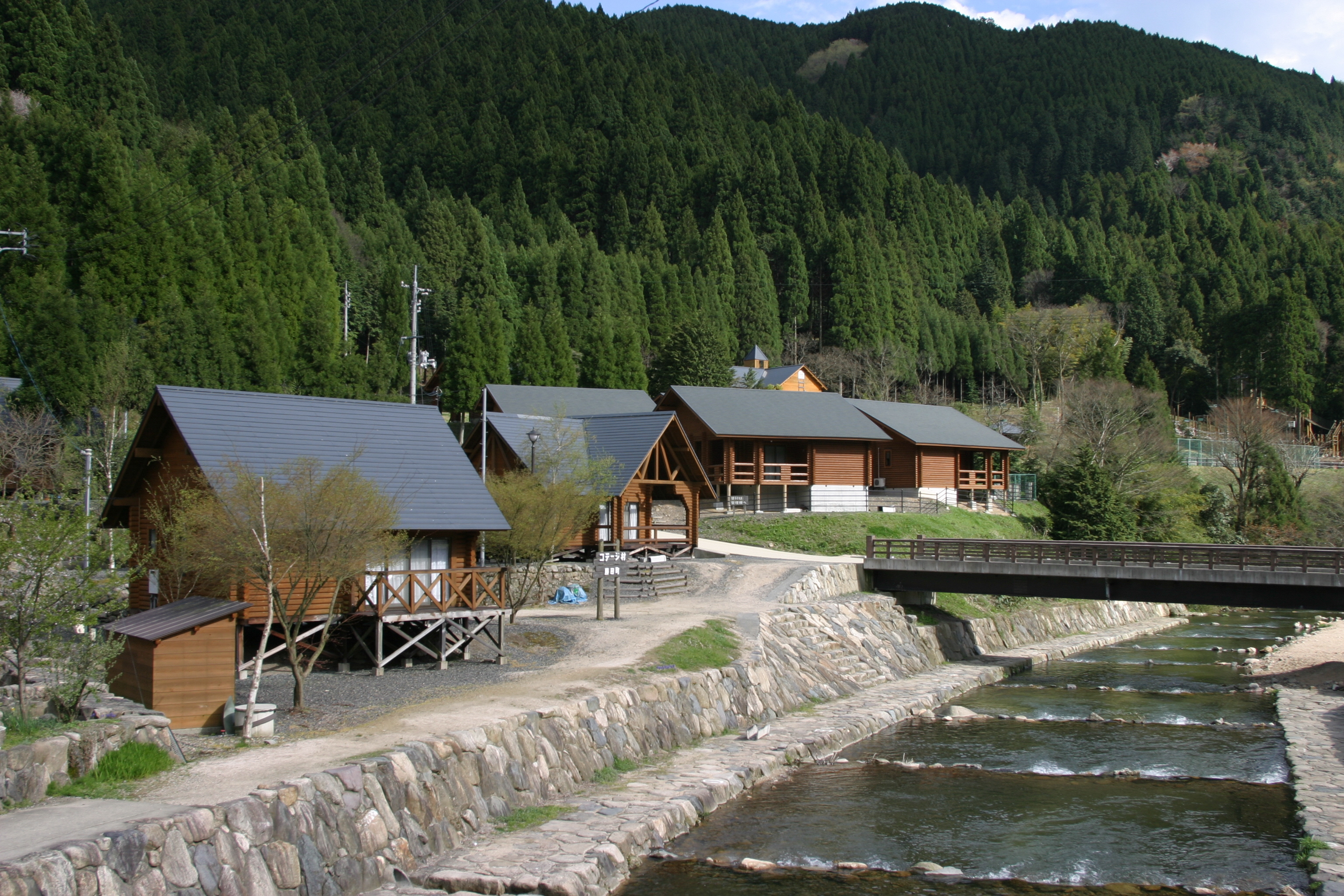
トム・ソーヤー冒険村
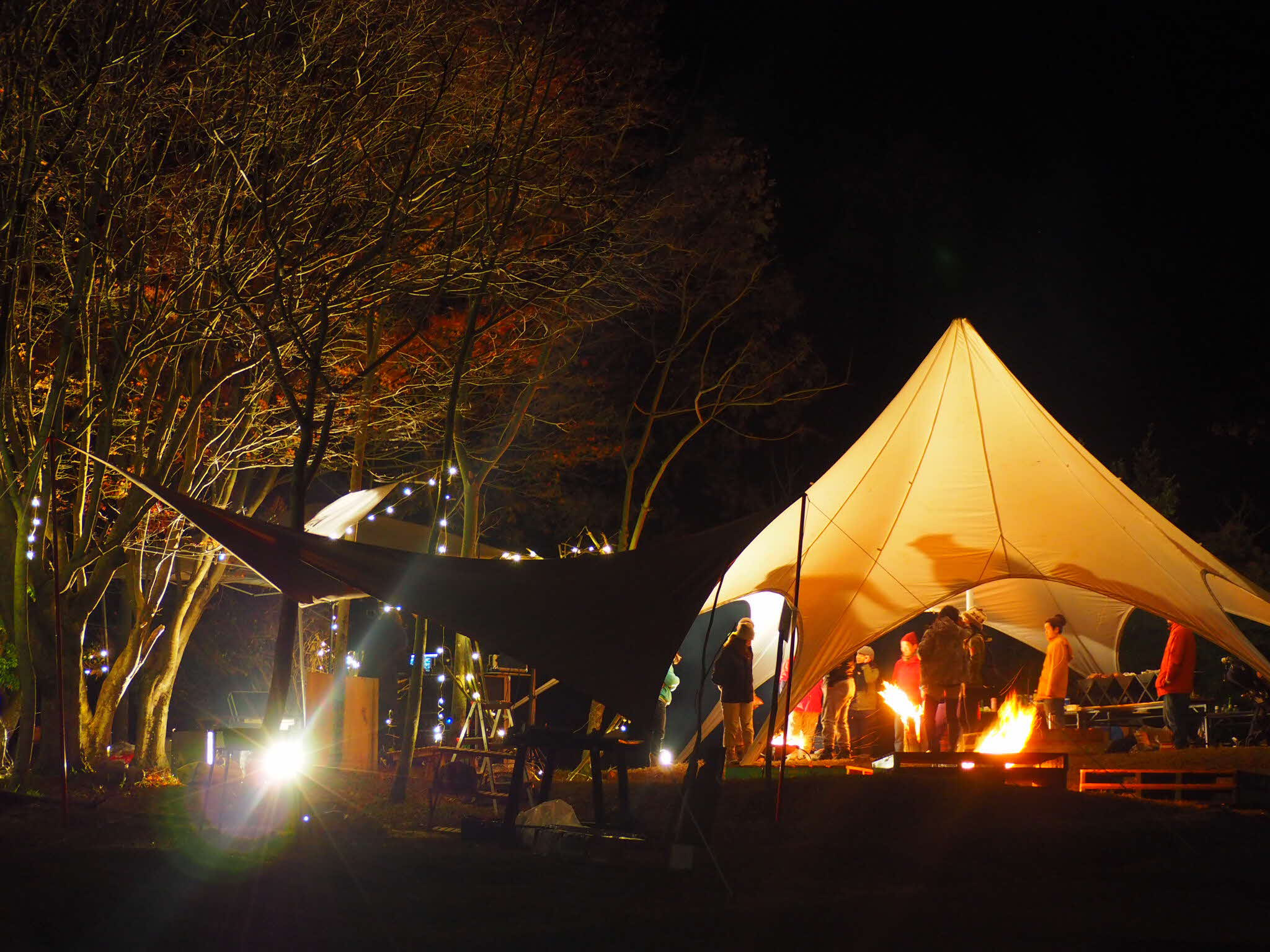
大芦高原キャンプ場
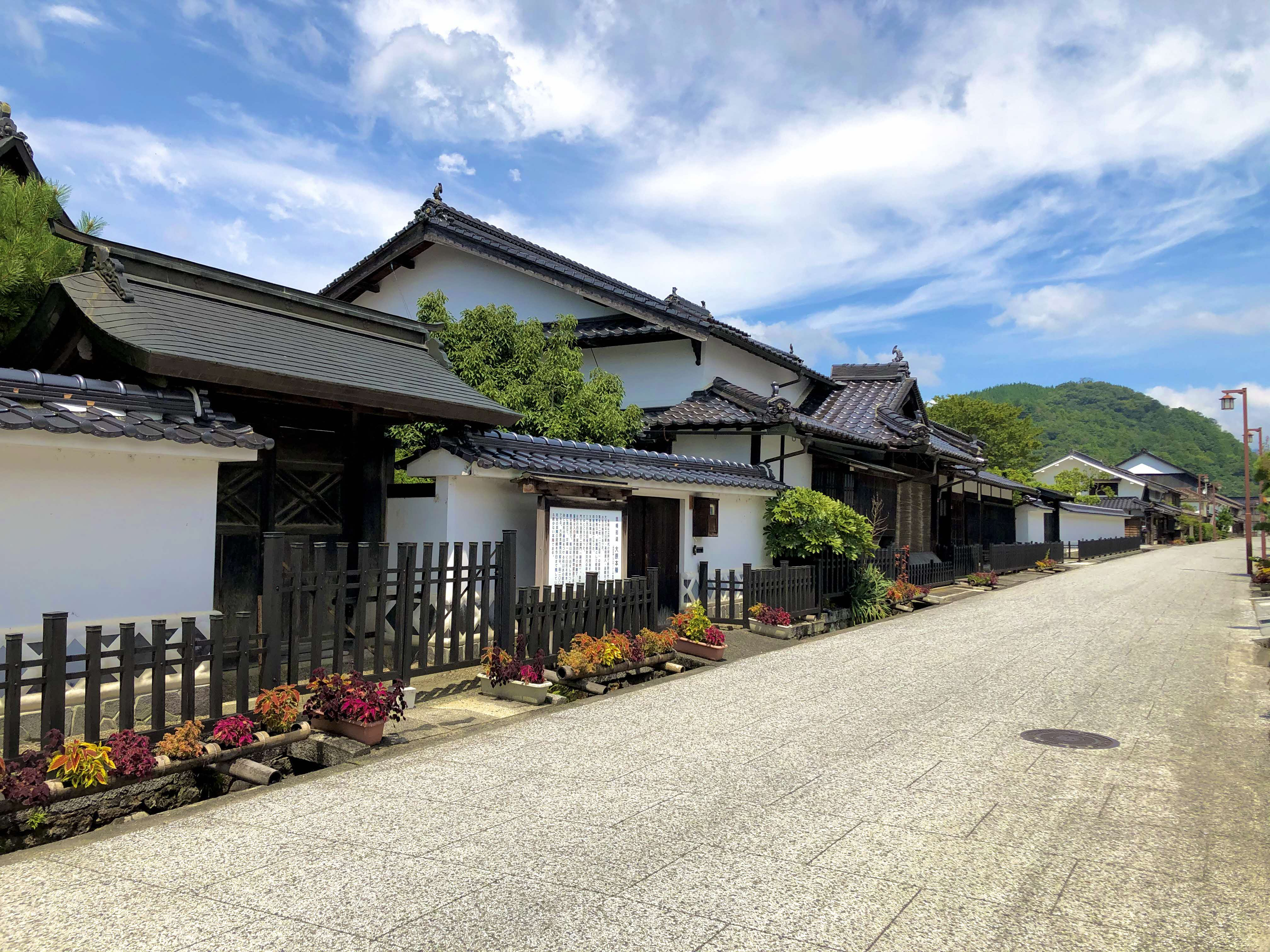
大原宿本陣
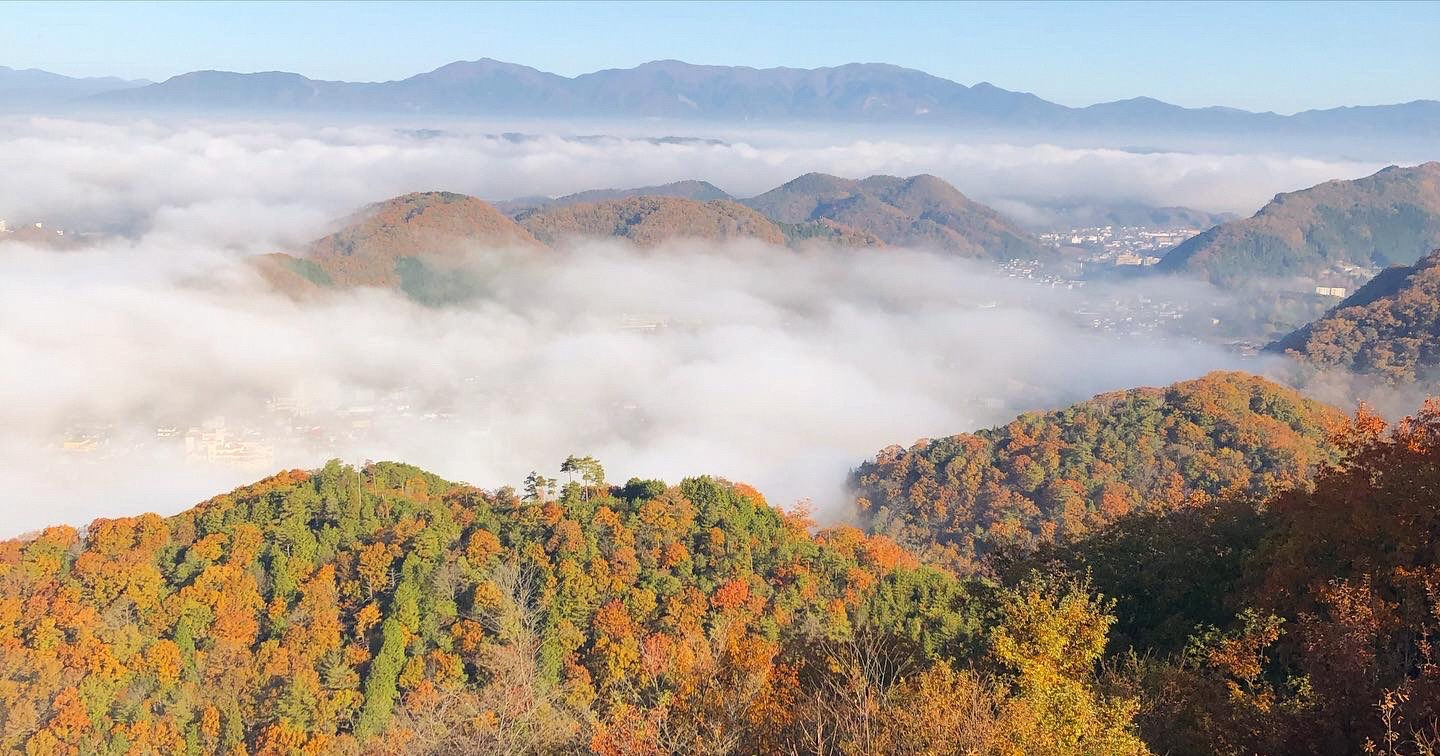
大山展望台から見た雲海
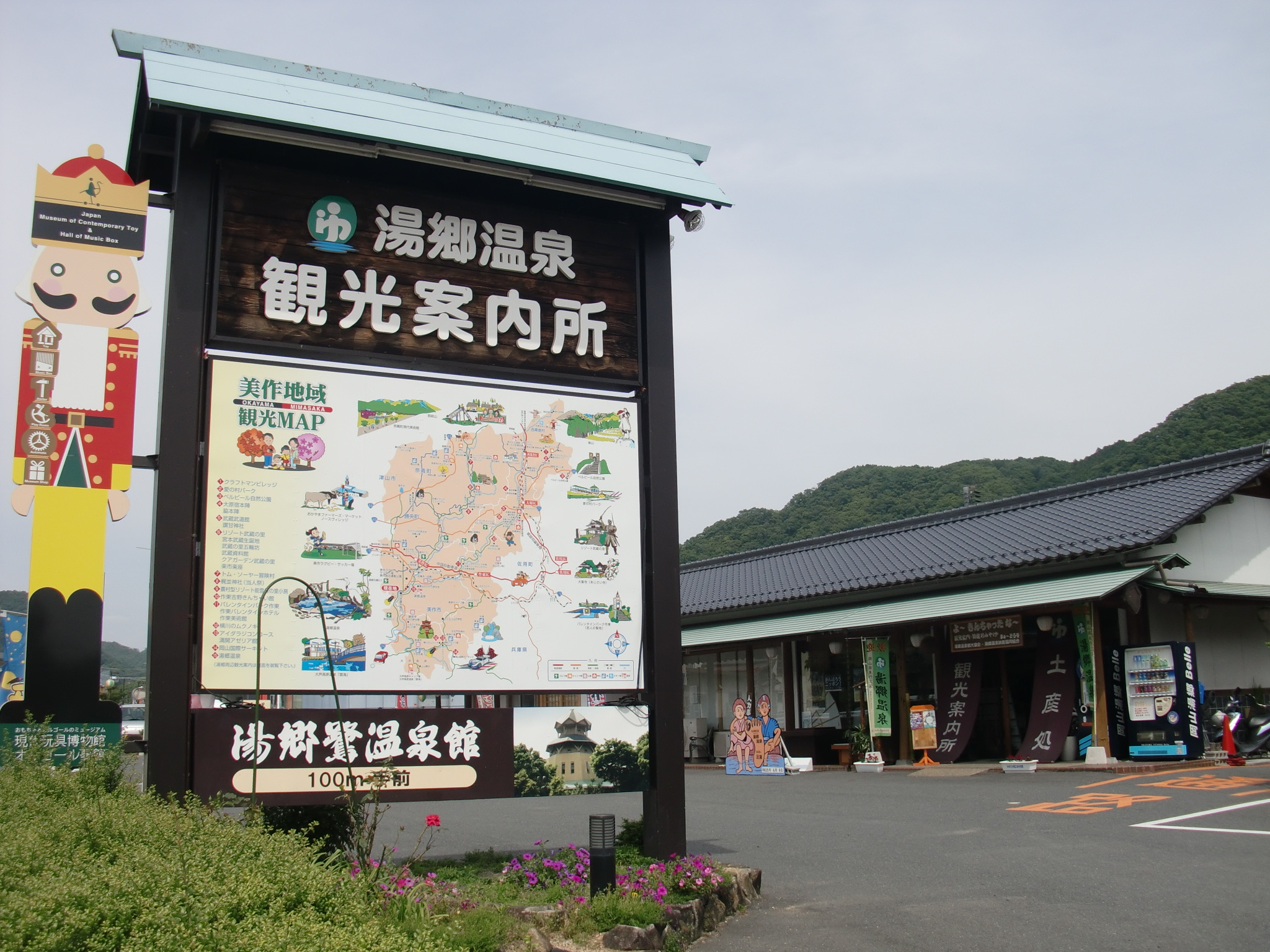
湯郷観光案内所
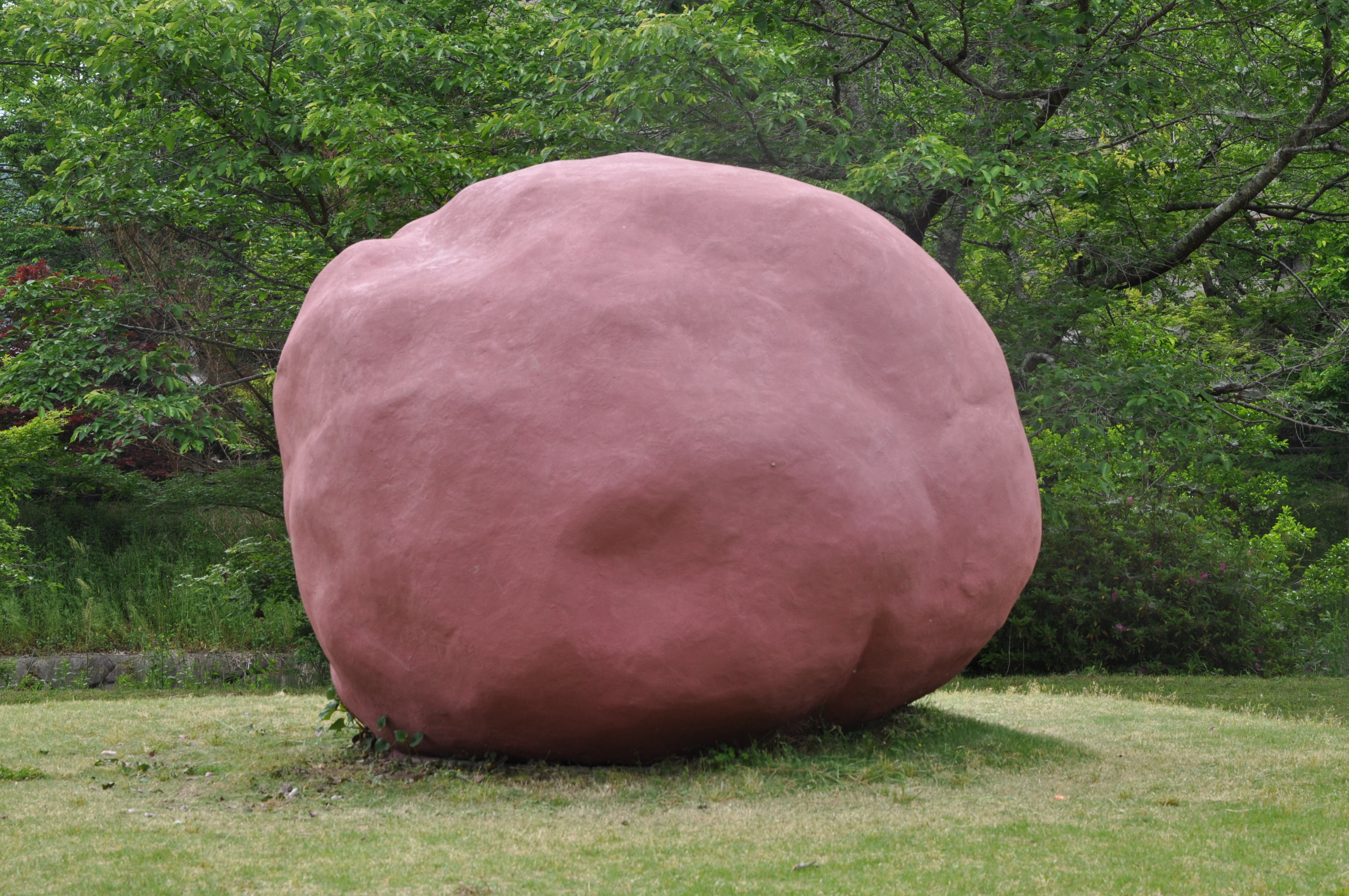
うめぼし公園
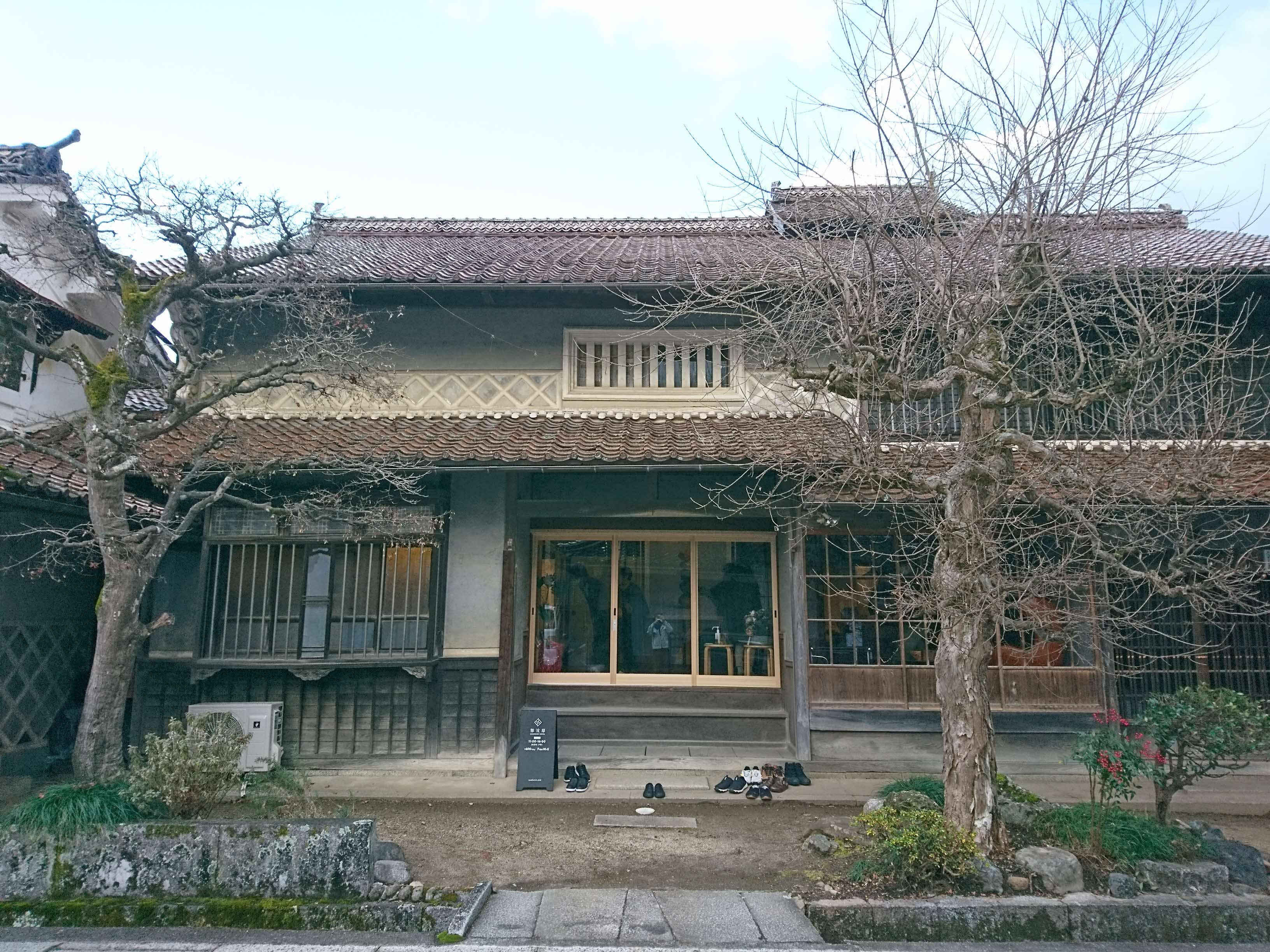
難波邸
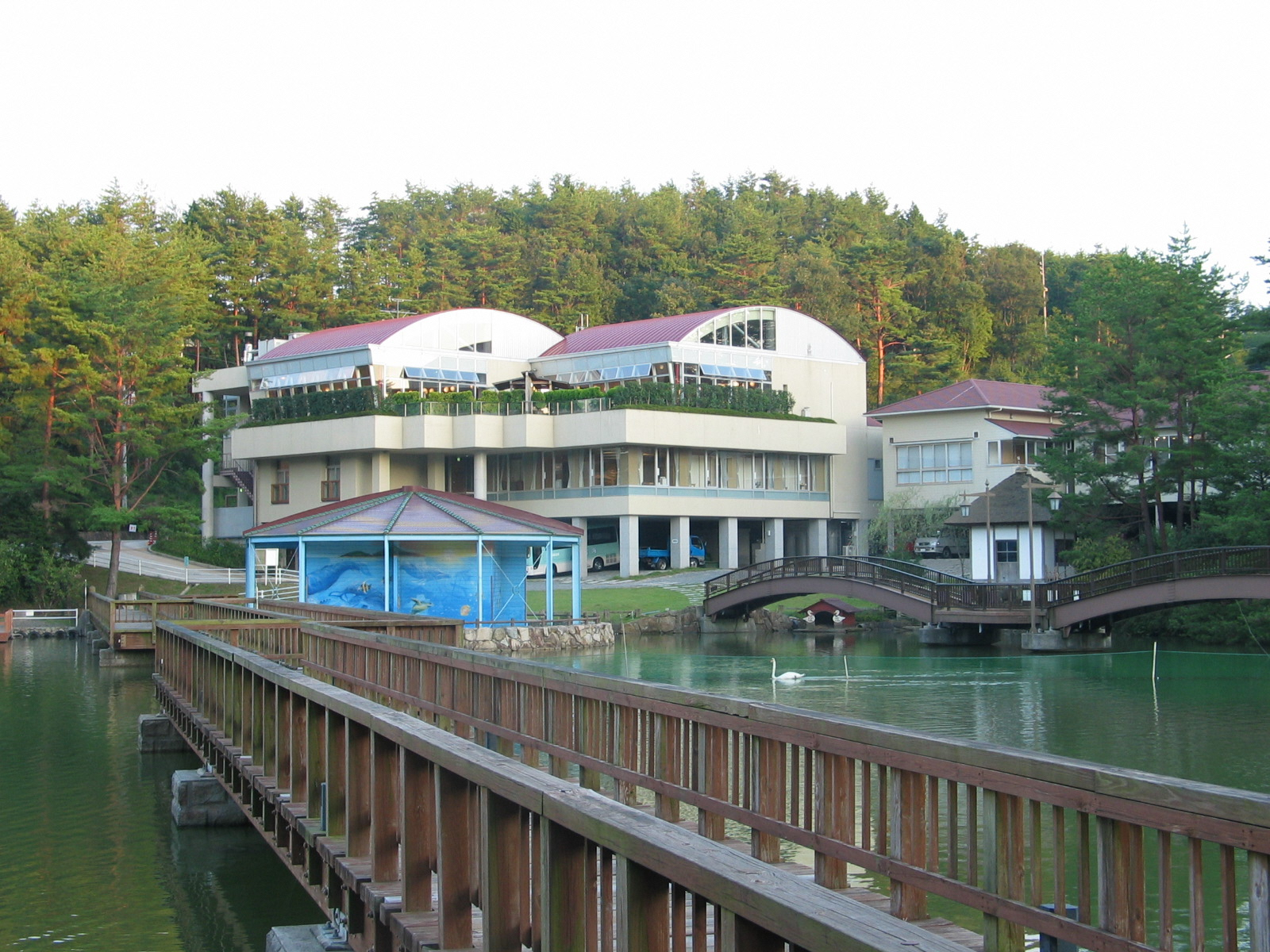
大芦高原温泉

### 自然

#### 美しい里山公園

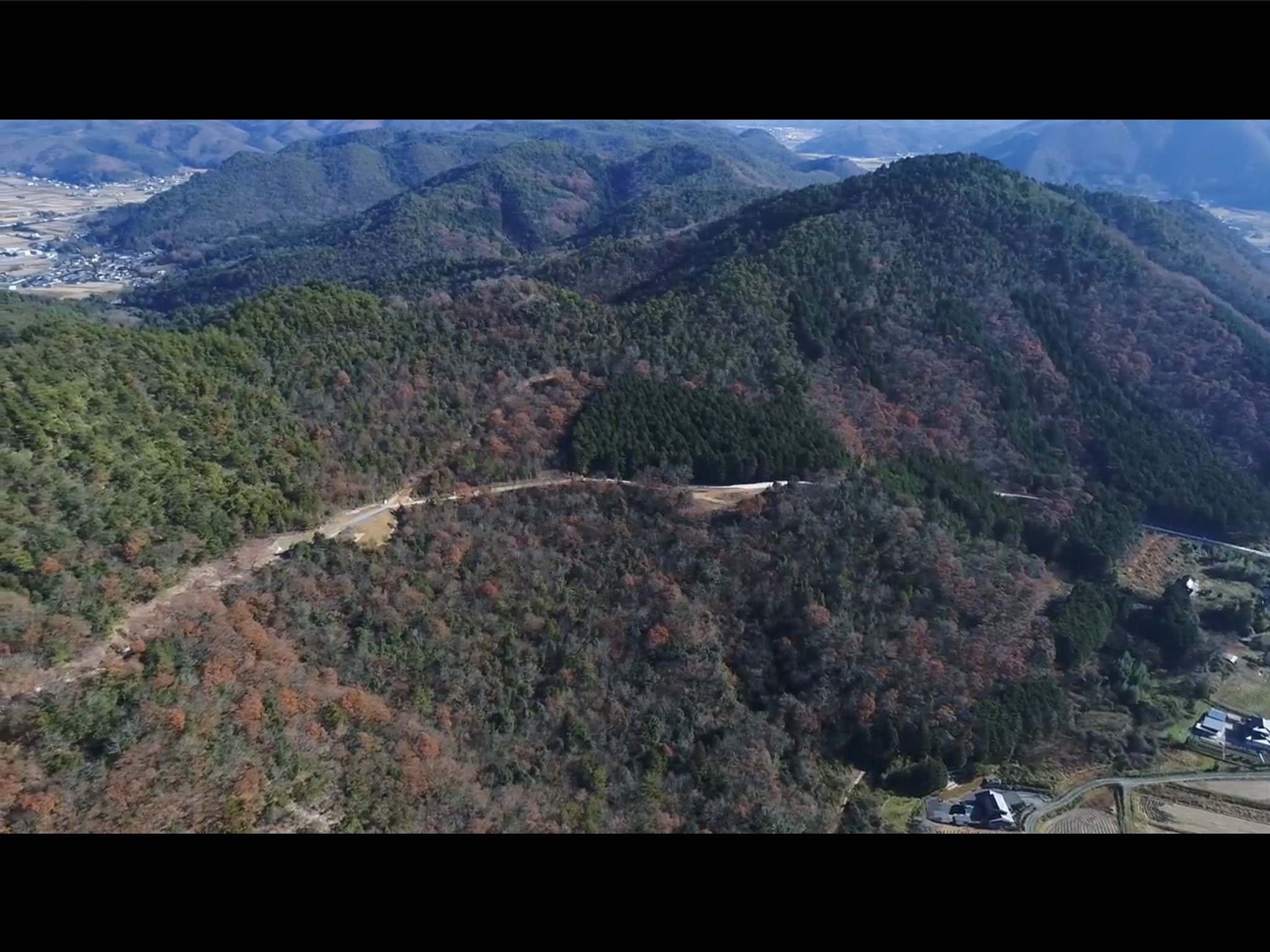
栄町・朽木園路
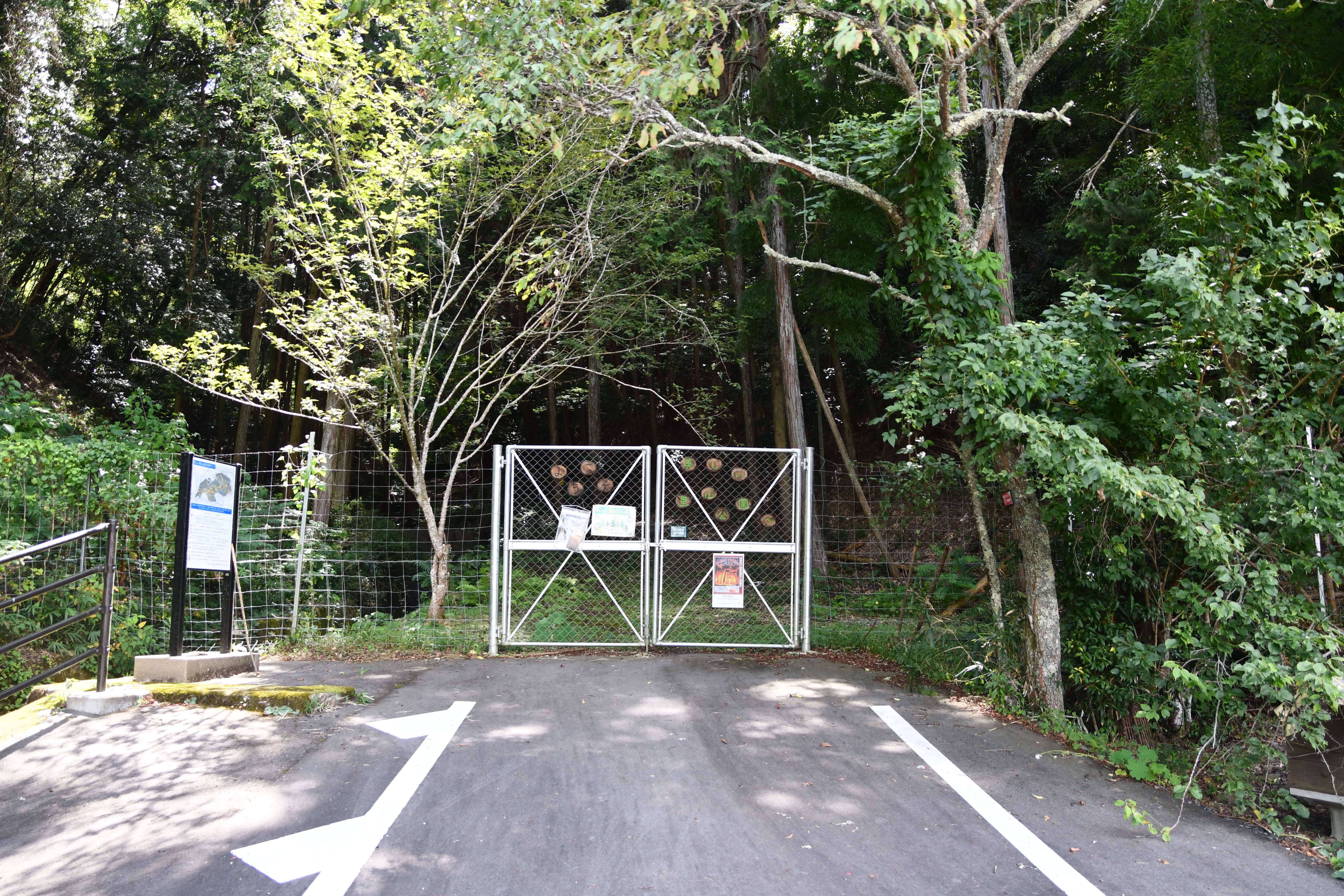
栄町入口
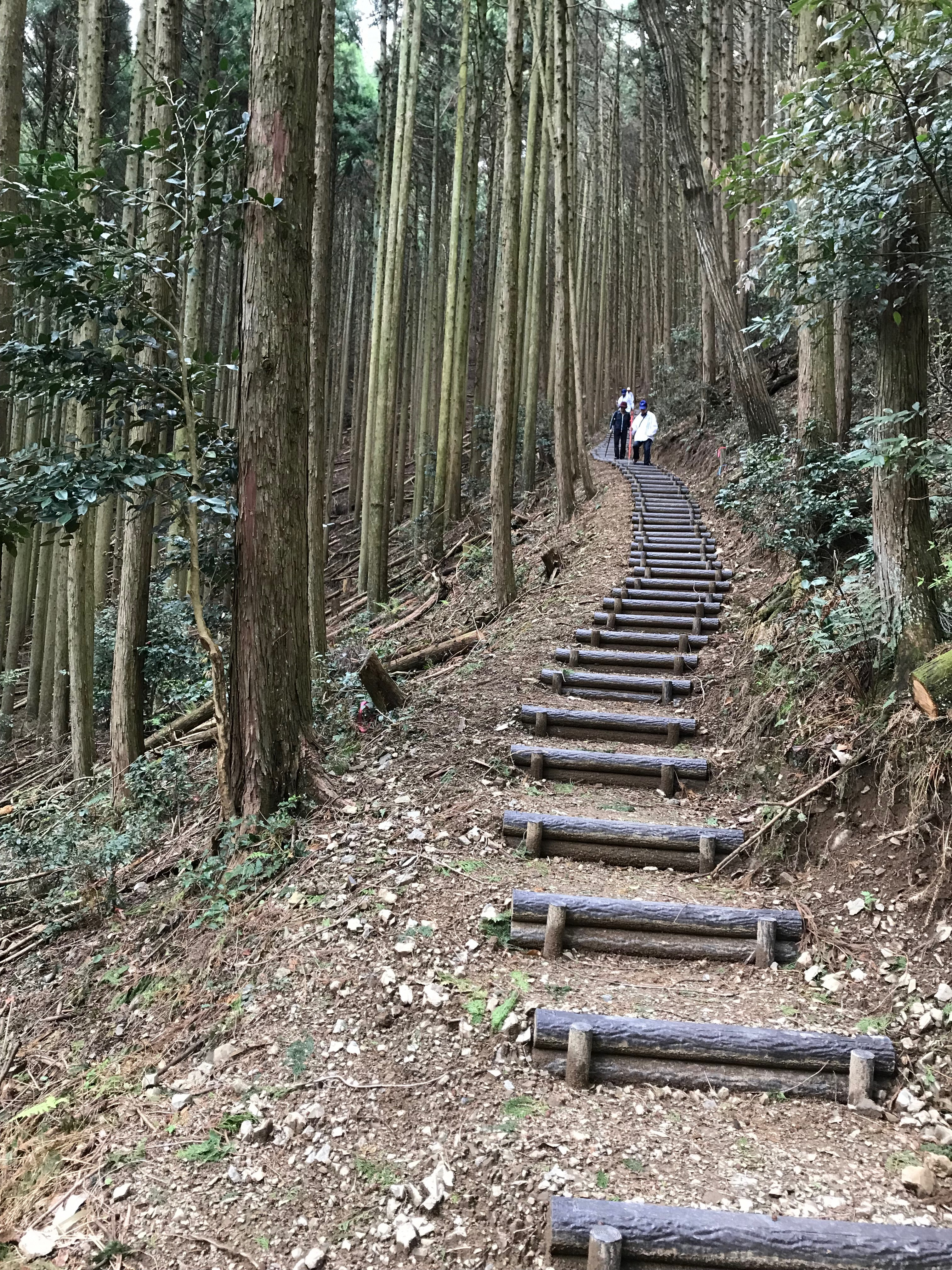
栄町疑木階段
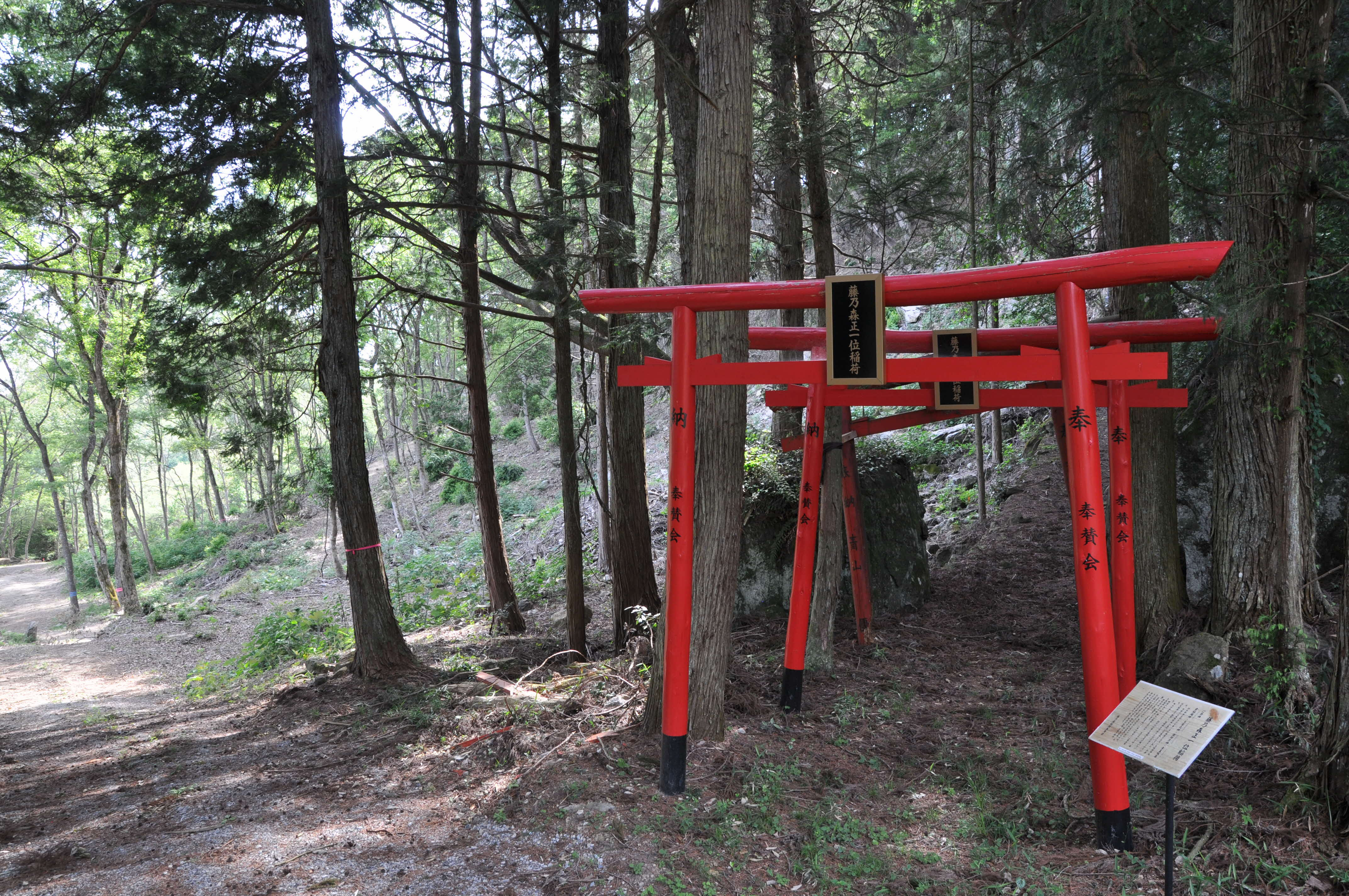
藤乃森稲荷
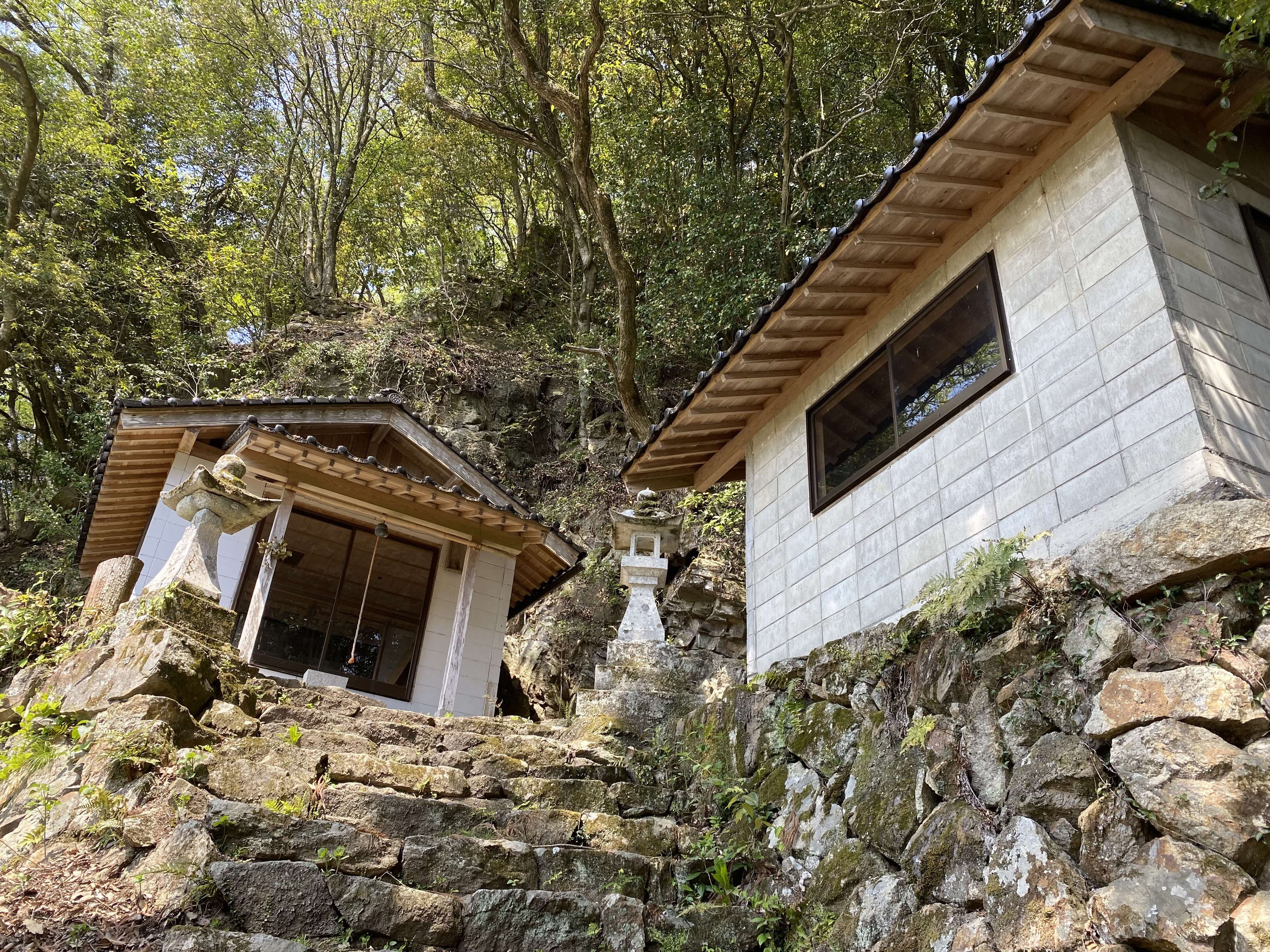
藤乃森神社
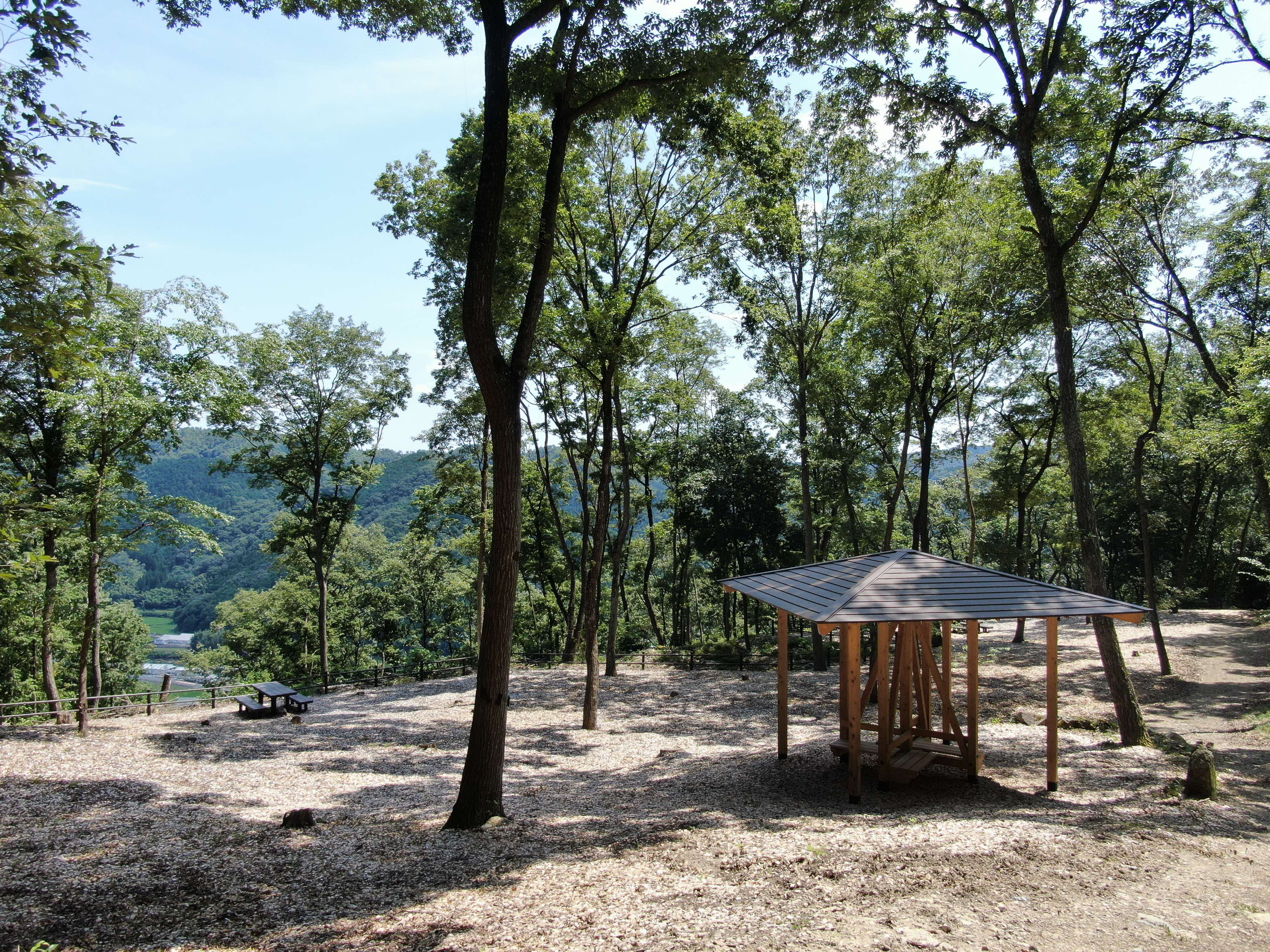
藤乃森広場
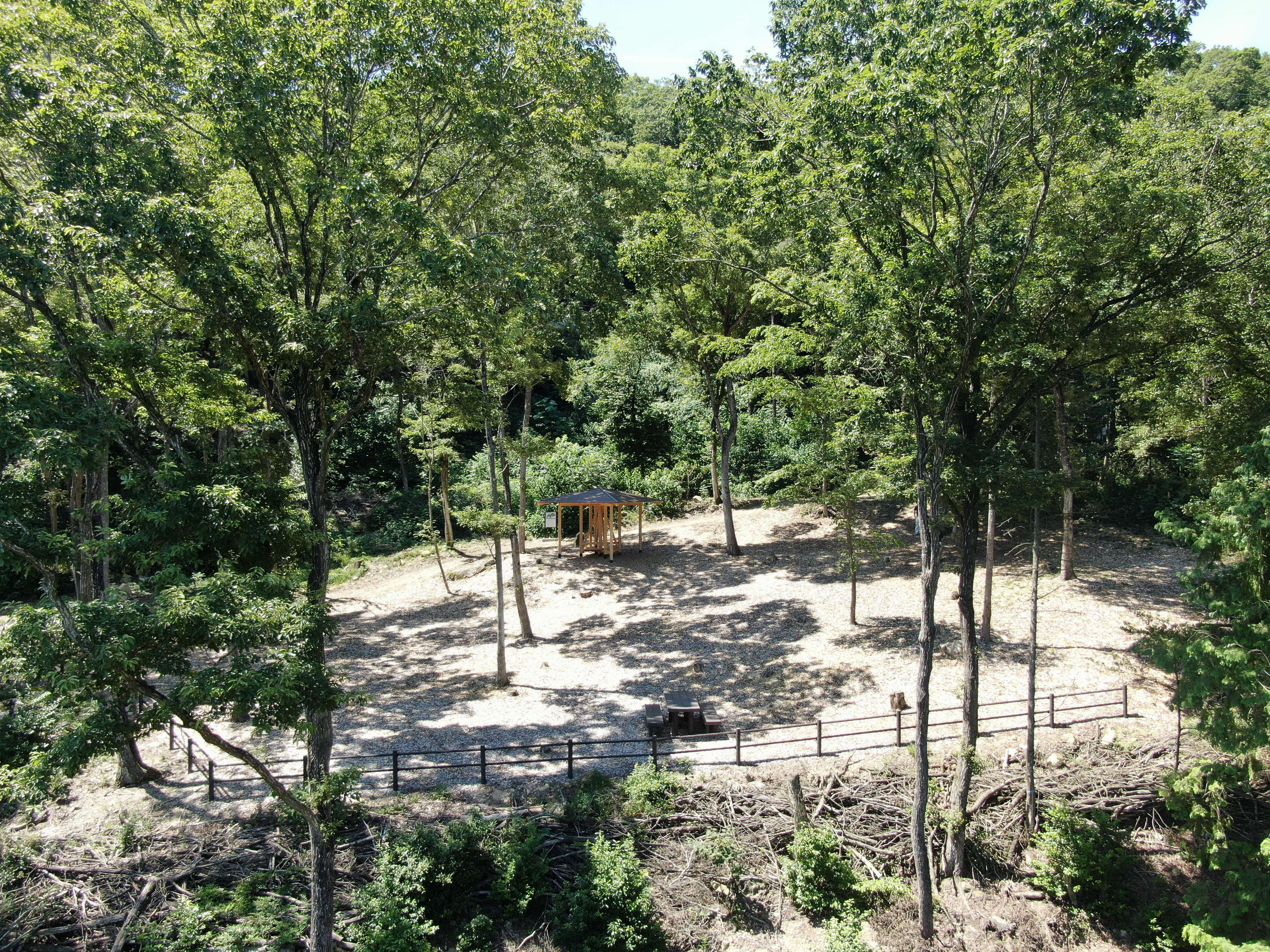
藤乃森神社空撮
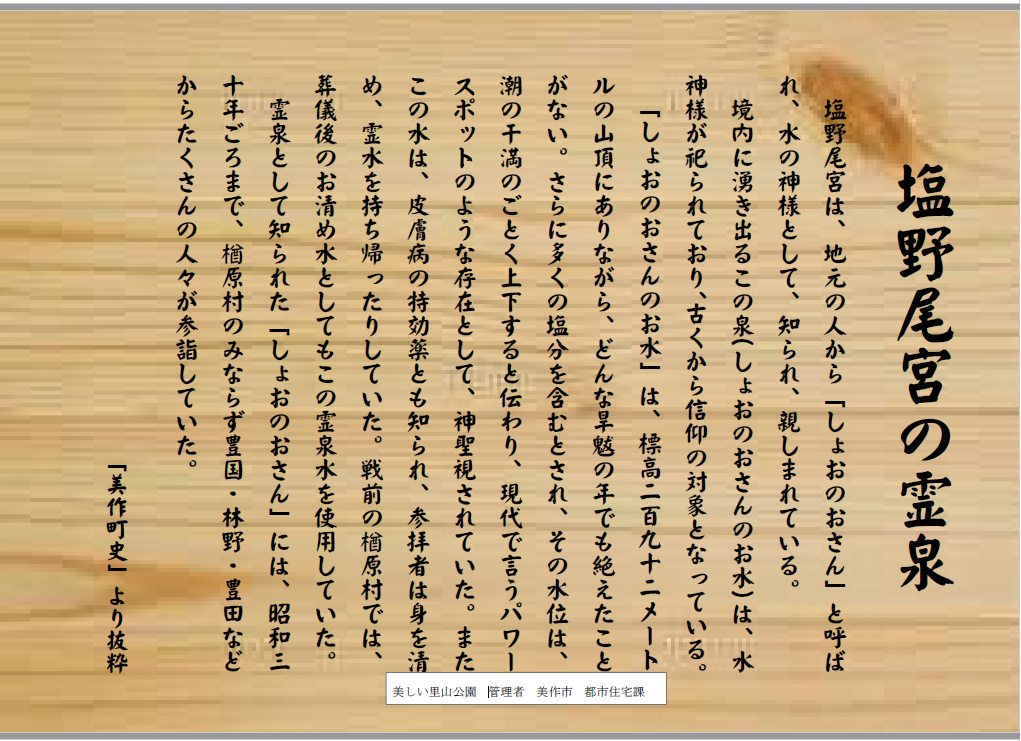
塩野尾宮の霊泉
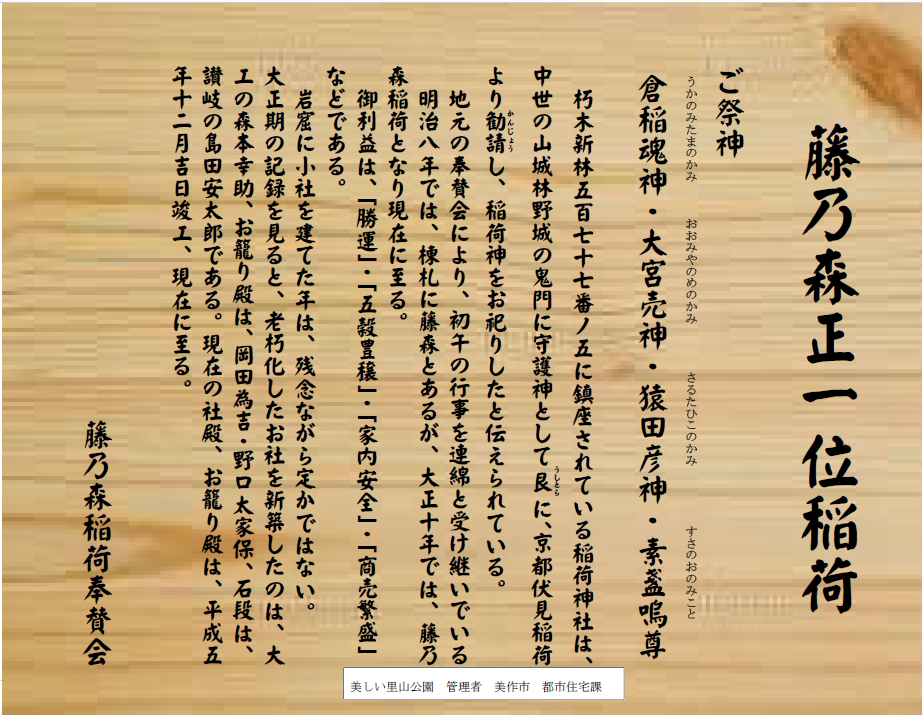
藤乃森正一位稲荷
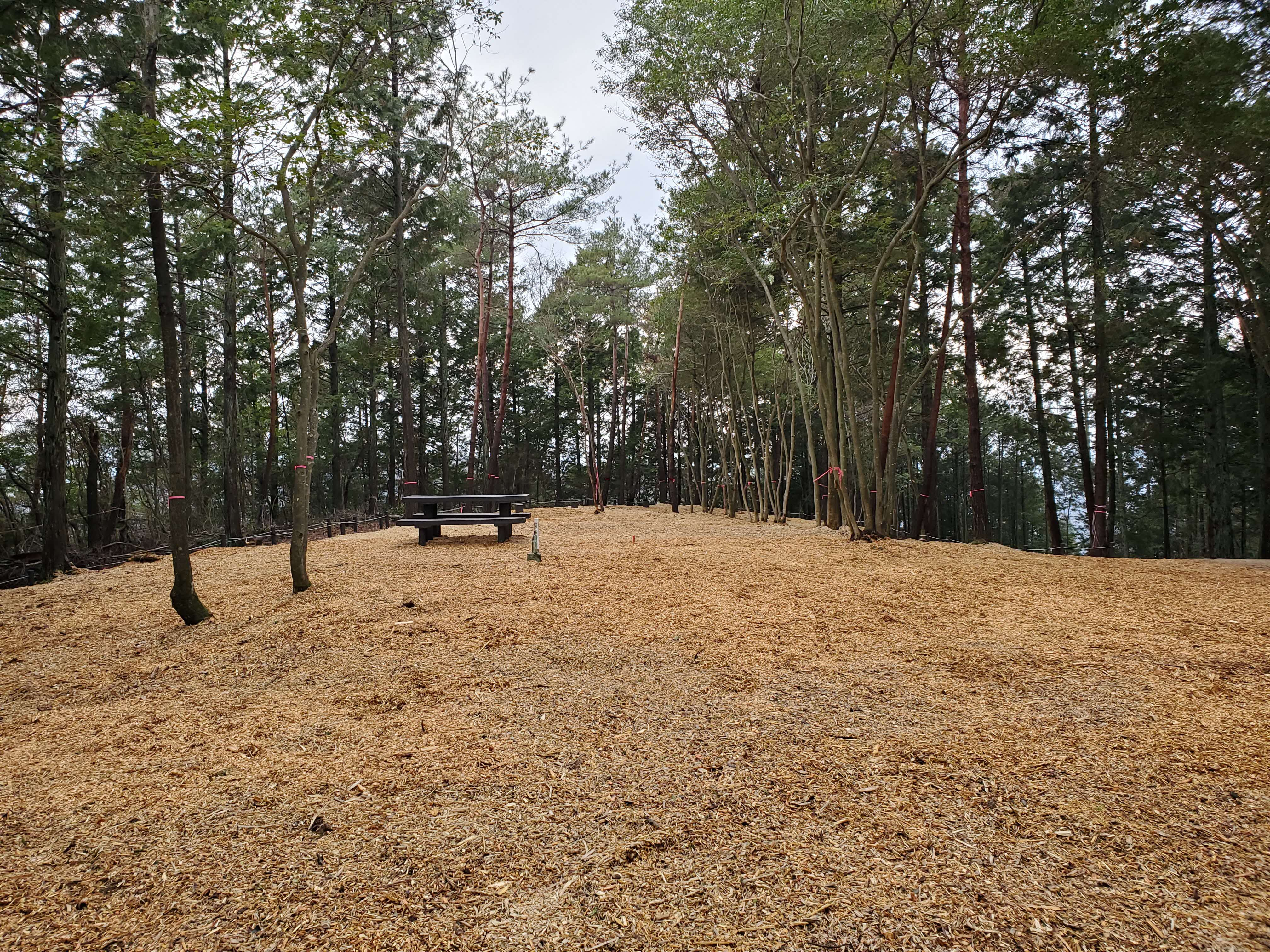
塩野尾山広場
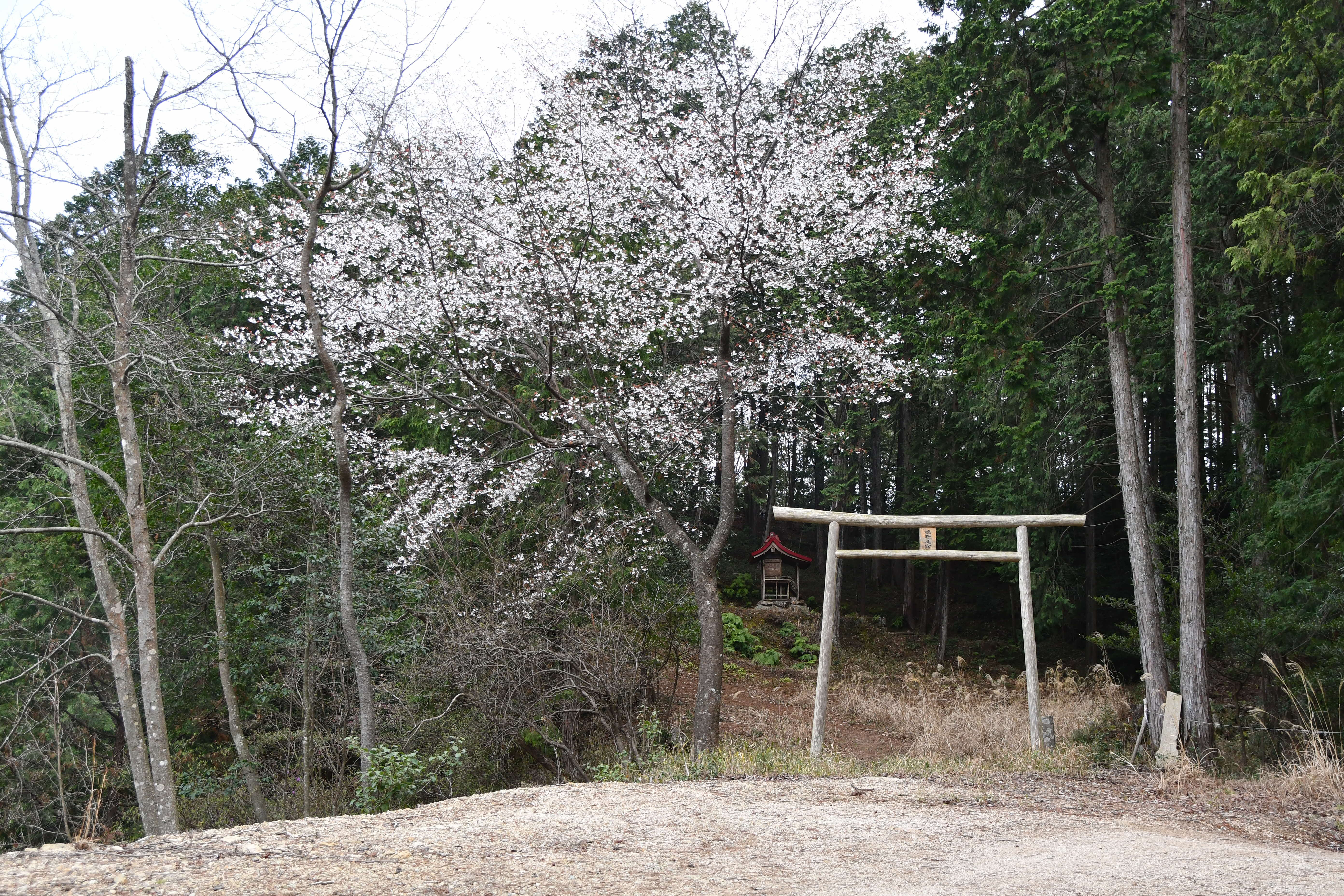
塩野尾宮桜
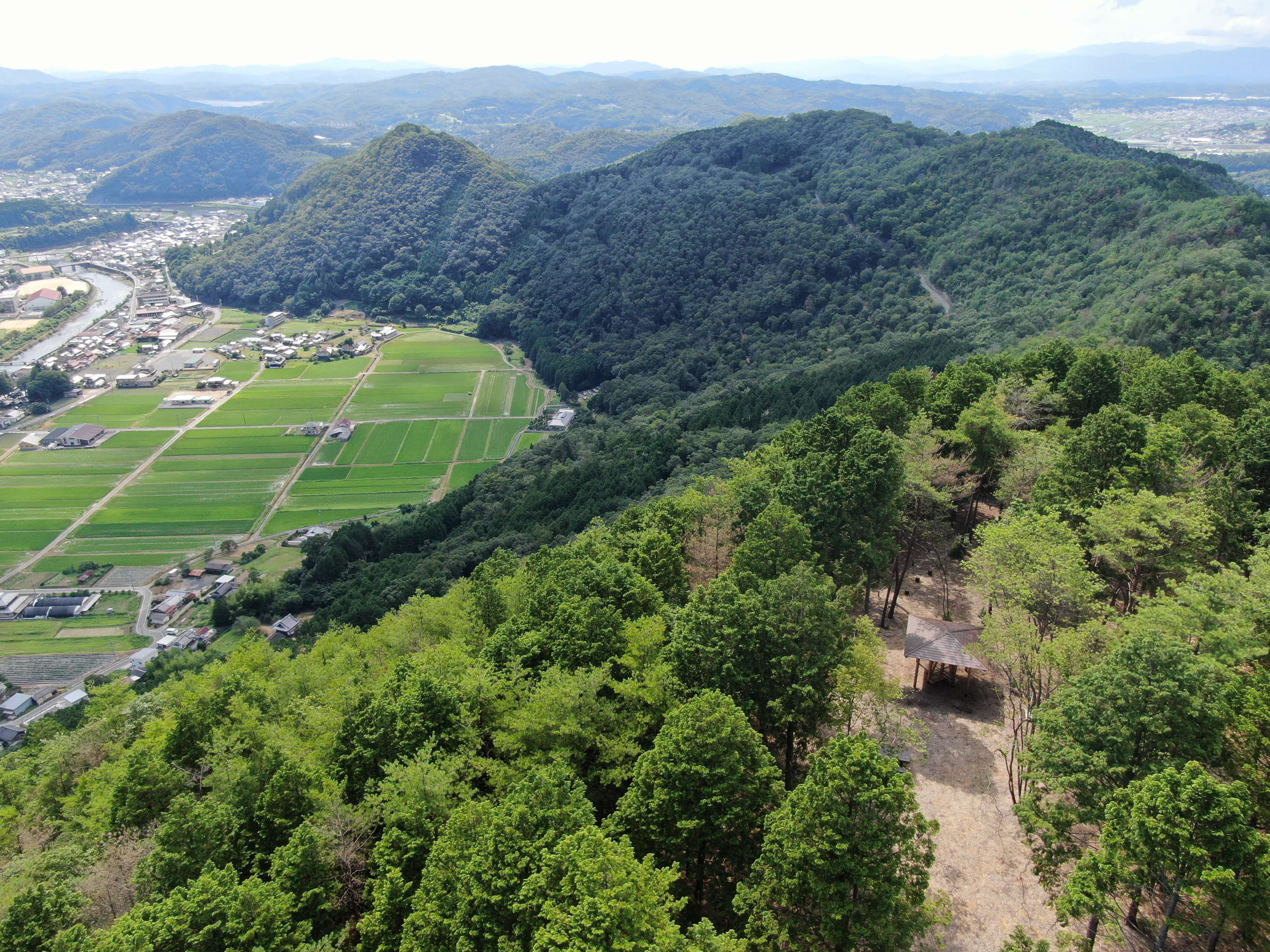
塩野尾山空撮
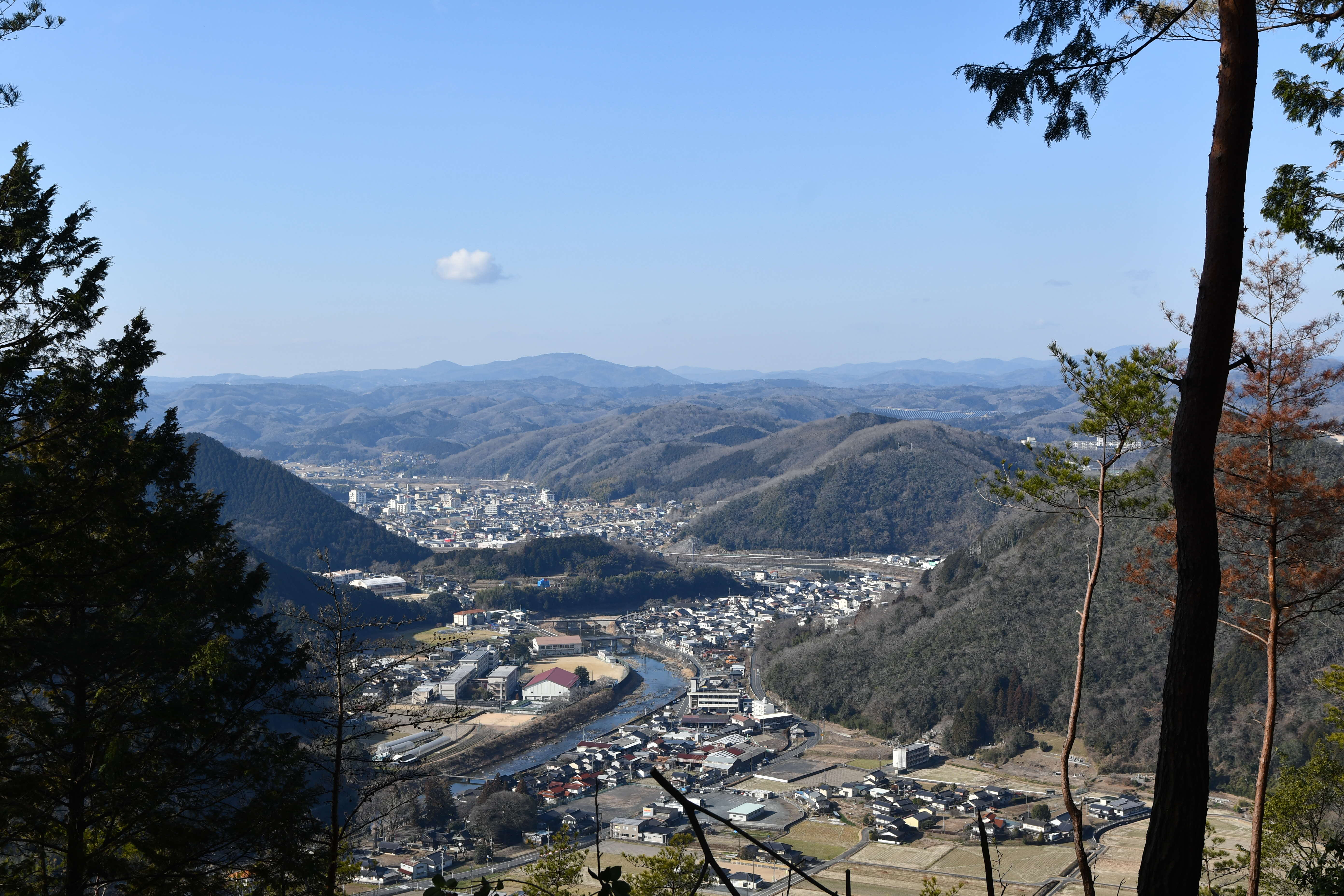
塩野尾山頂から湯郷方面を望む
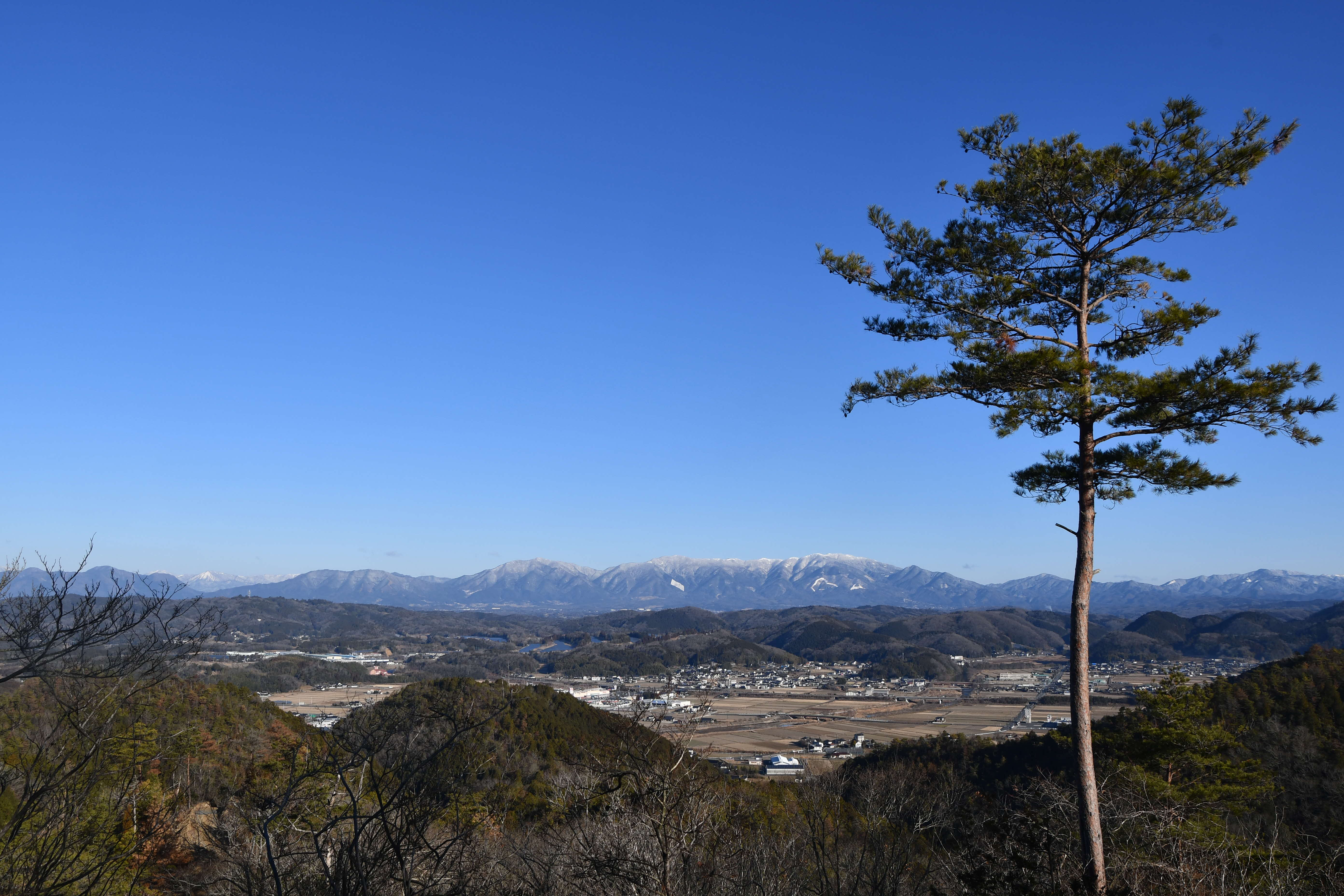
塩野尾山から那岐山方面を望む
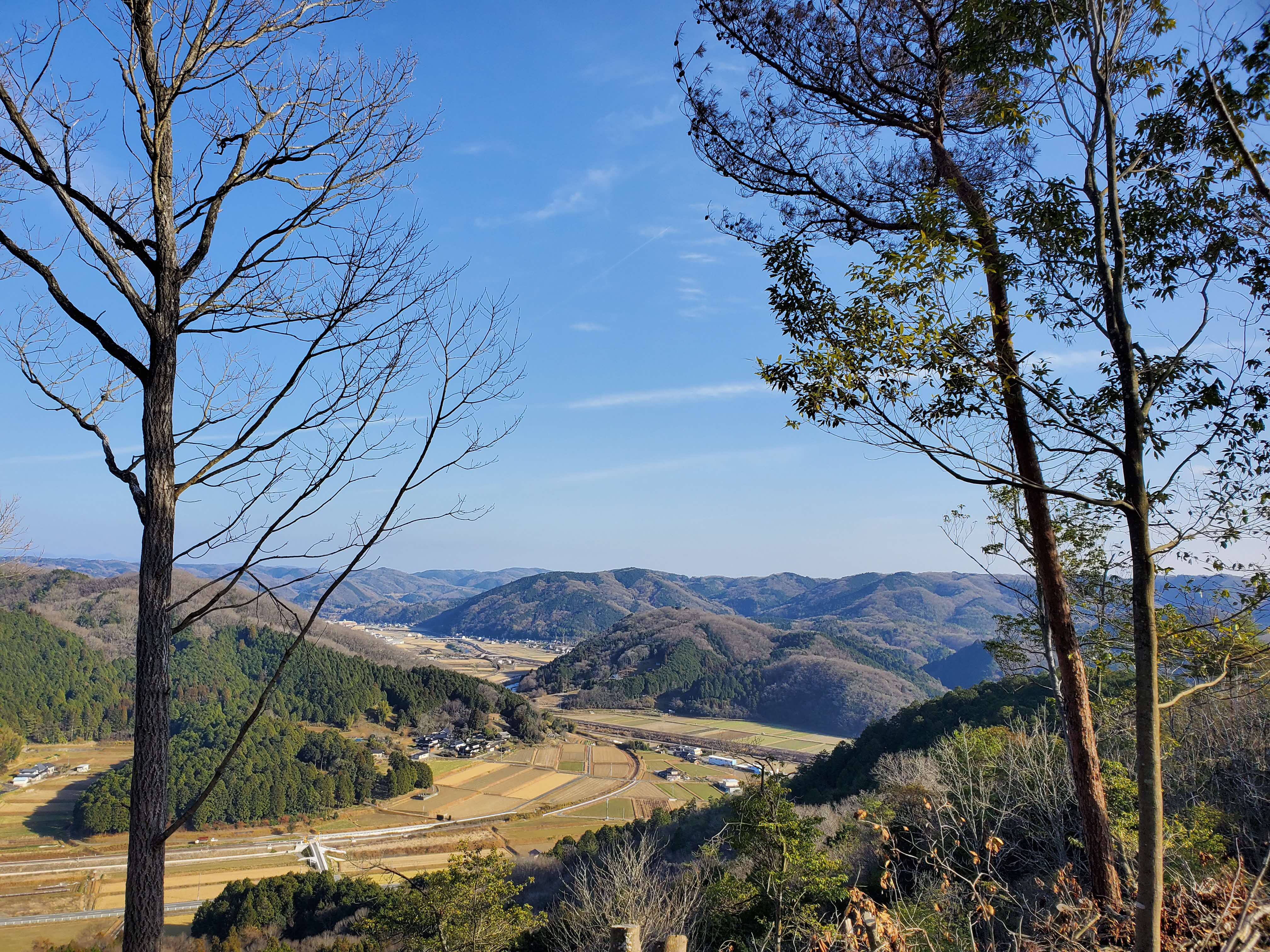
楢原下平福線（真東の江見方面）
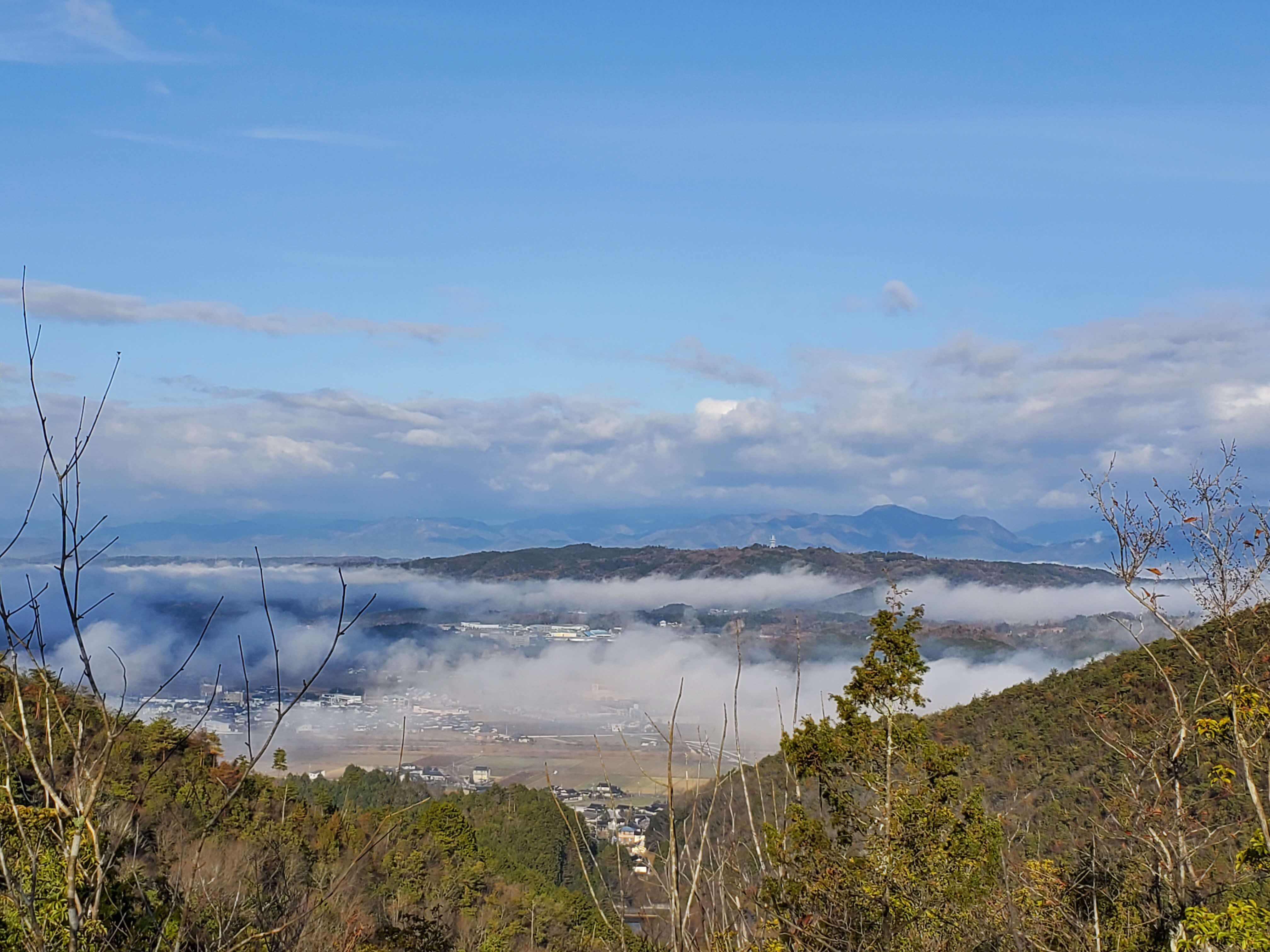
四ノ谷北原線豊国原方面

#### 山[57]
- 美作アルプス　後山*（1344.4ｍ）、鍋ケ谷山（1253.0ｍ）、船木山（1334.0ｍ）、駒ノ尾山*（1280.5ｍ）
- その他　里山公園（292.0ｍ）、三星山（233.2ｍ）、城山（しろやま）（249.0ｍ）、大山*（342.3ｍ）、塩垂山（249.0ｍ）、日名倉山*（1047.1ｍ）、総検行山（823.7ｍ）、高照峰（655.0ｍ）、竹山城址*（424.0ｍ））、二重寺山（523.0ｍ）、城山（じょうやま）（385.5ｍ）、竜王山（439.0ｍ）、能登香山*（398.6ｍ）、黒見山*（441.0ｍ）、小房山（509.9ｍ）、杉坂峠、郷路山（300.0ｍ）、袴ケ仙（930.4ｍ）、真木山*（428.8ｍ）、大仙山（252.2ｍ）、愛宕山（359.0ｍ）、妙見山（518.9ｍ）

　　※（　）は、標高。「*」は、岡山県百名山。

#### 花（桜）湯郷温泉吉野川河川敷の桜[58]
- 宮本武蔵生誕地（蔵の里）の桜[59]
- バレンタインパーク作東の桜[60]
- 神宮寺の桜[61]
- 水道公園の桜[62]
- 河津桜並木

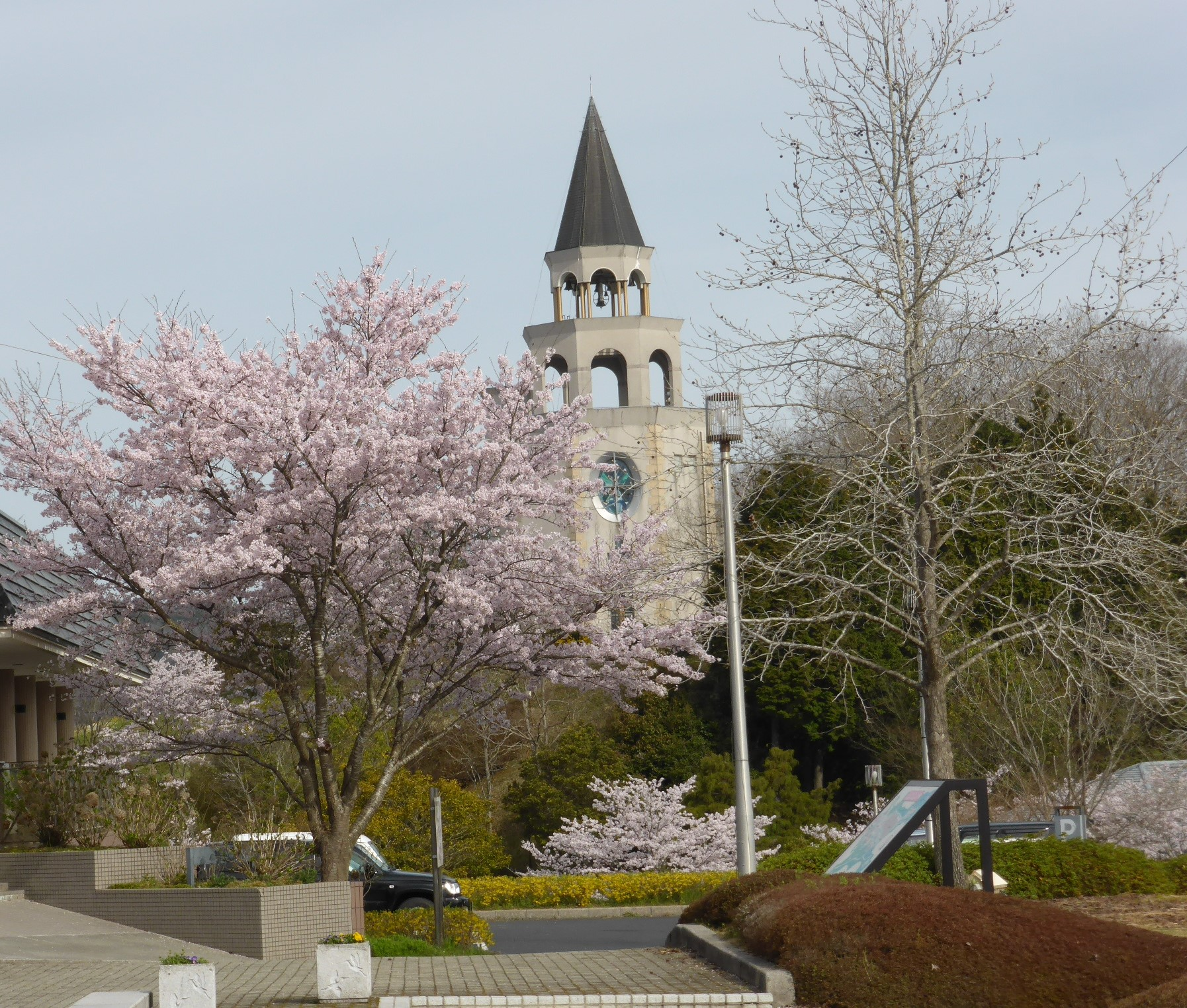
バレンタインパーク作東の桜
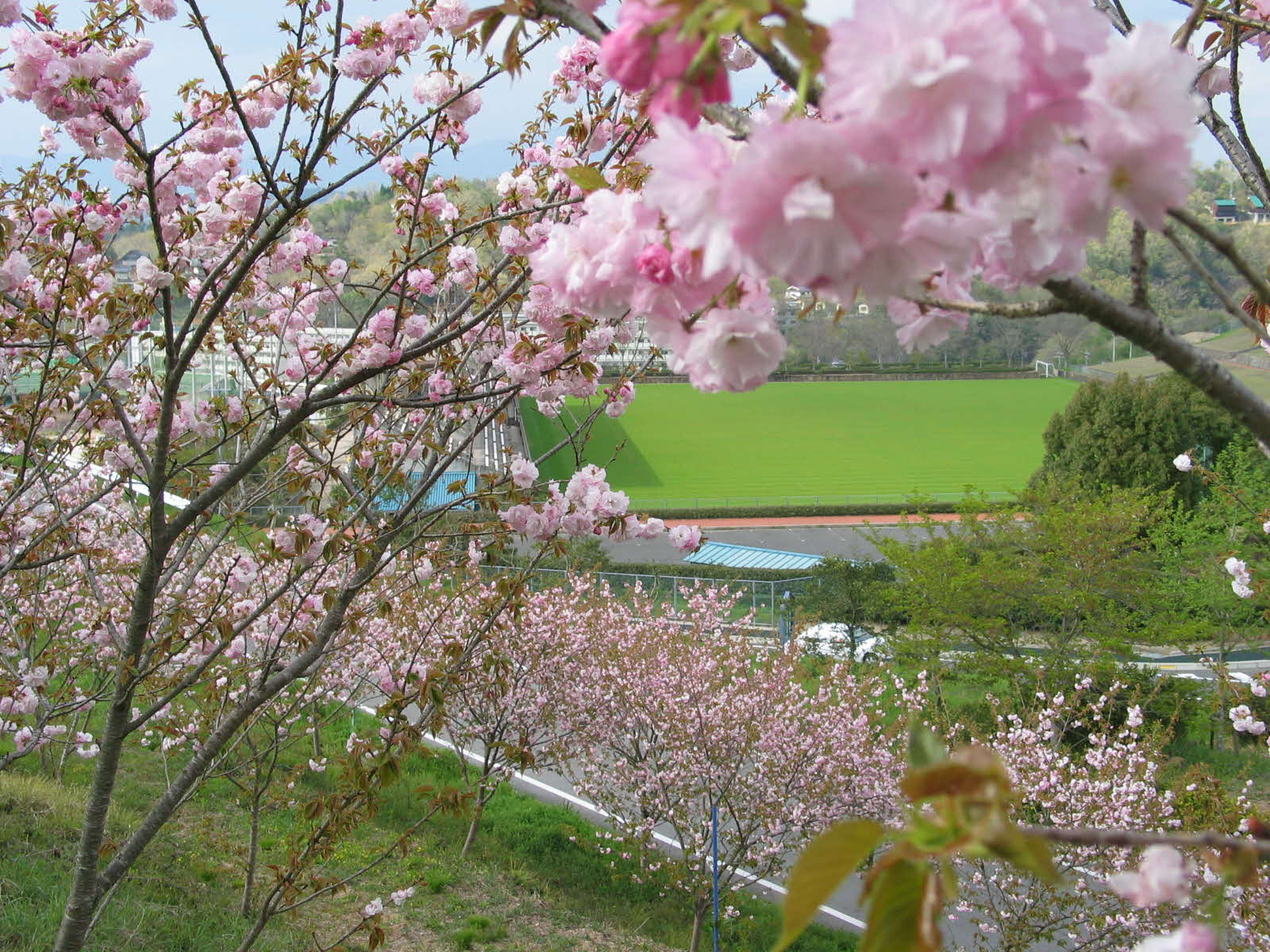
水道公園
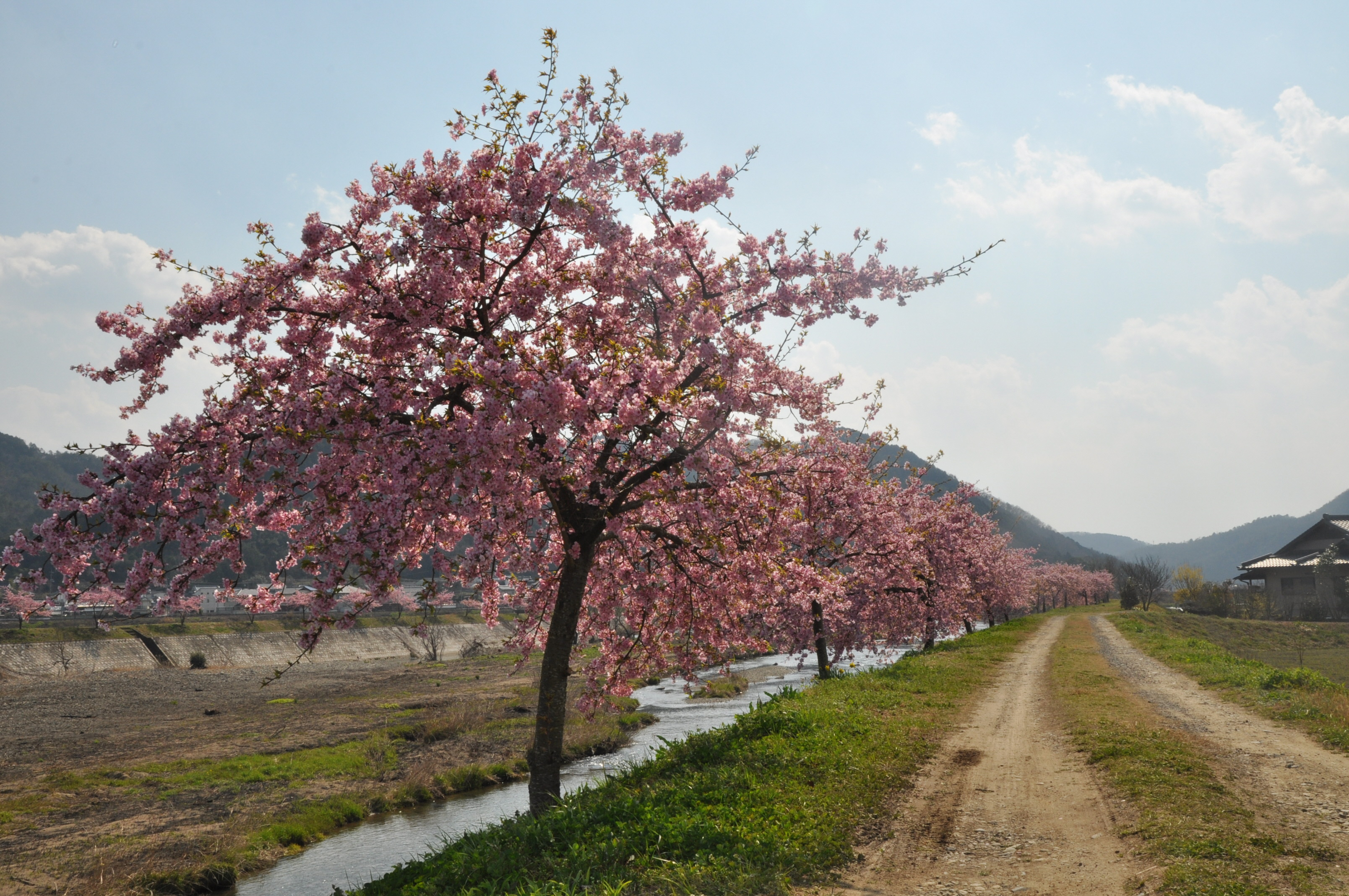
河津桜並木
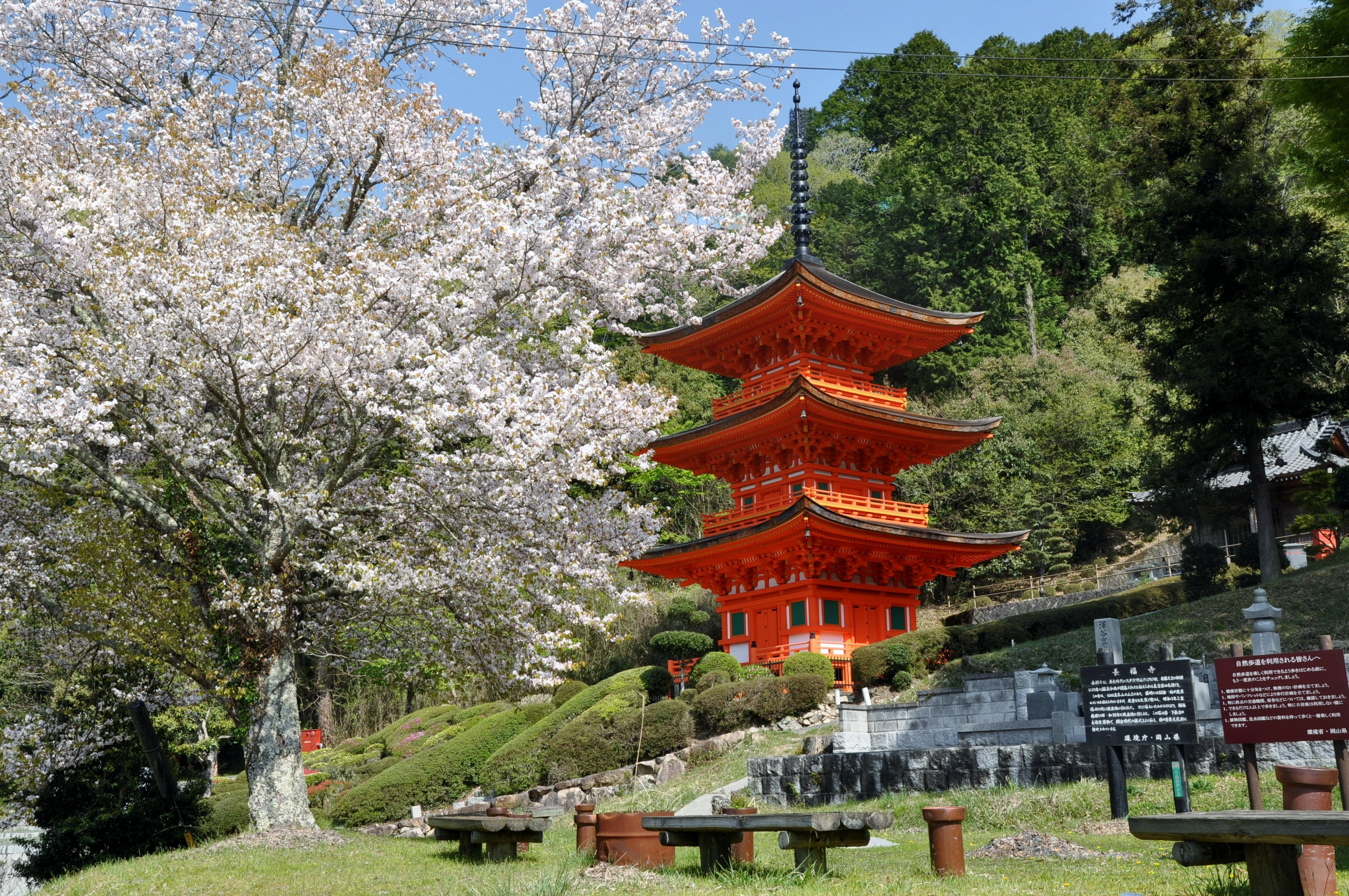
長福寺の桜
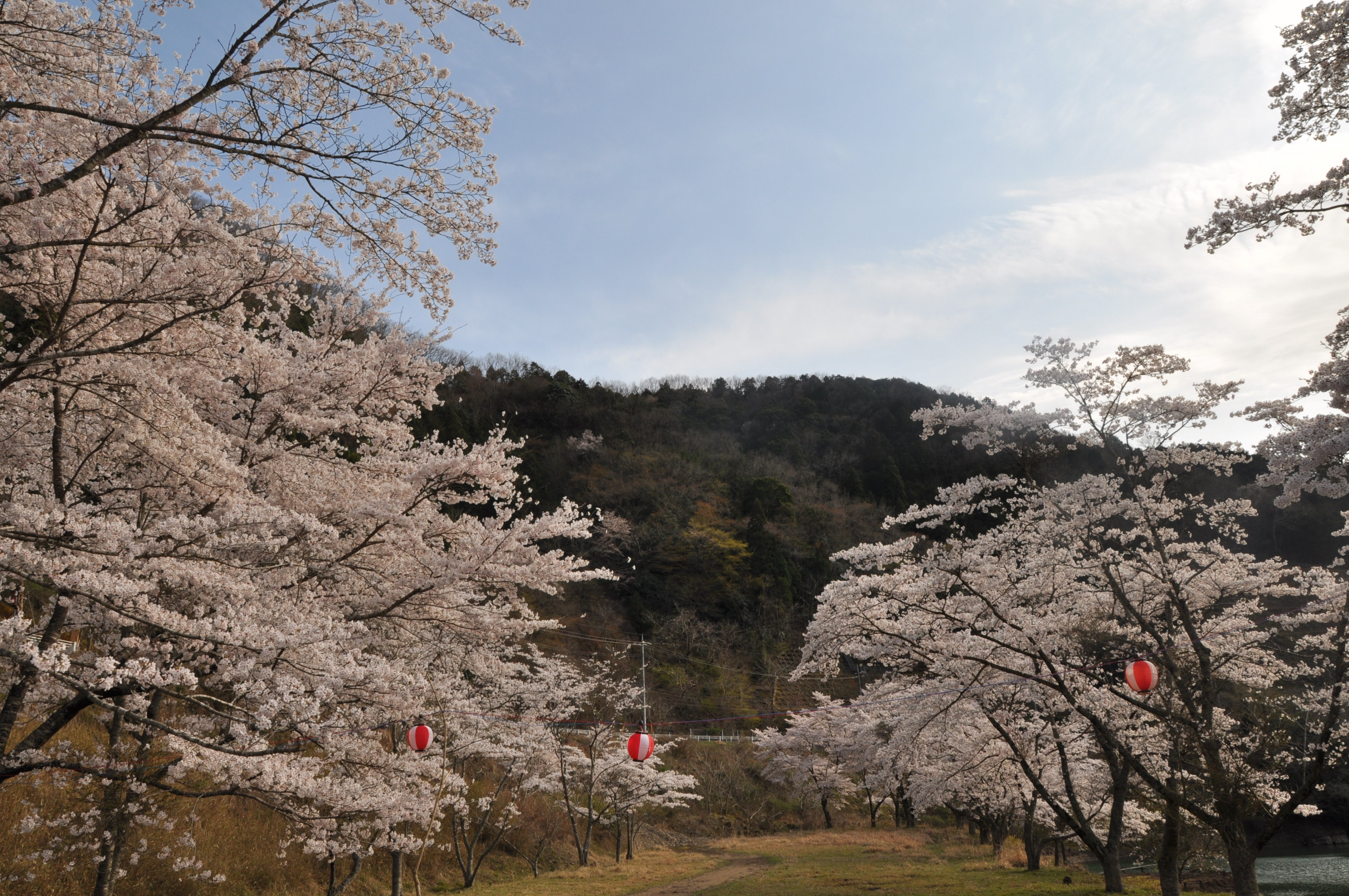
久賀ダムの桜

#### 花（山野草）
- エビネ蘭園・山シャクヤク園[63]
- 田殿セツブンソウ群生地（田殿神社）[64]
- 河会セツブンソウ
- 幕谷カタクリ群生地[65]
- 河会山野草群生地[66]

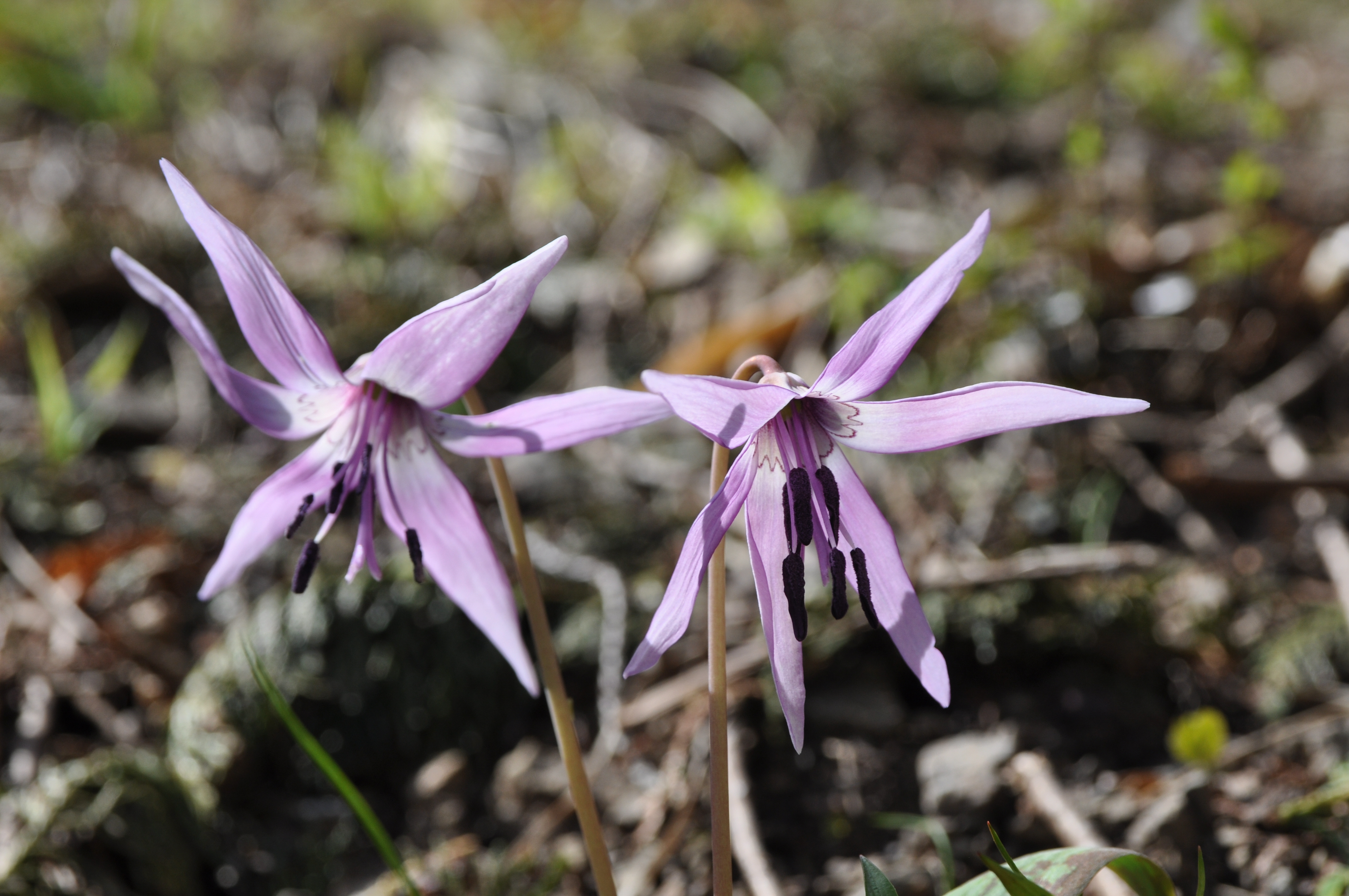
幕谷カタクリ
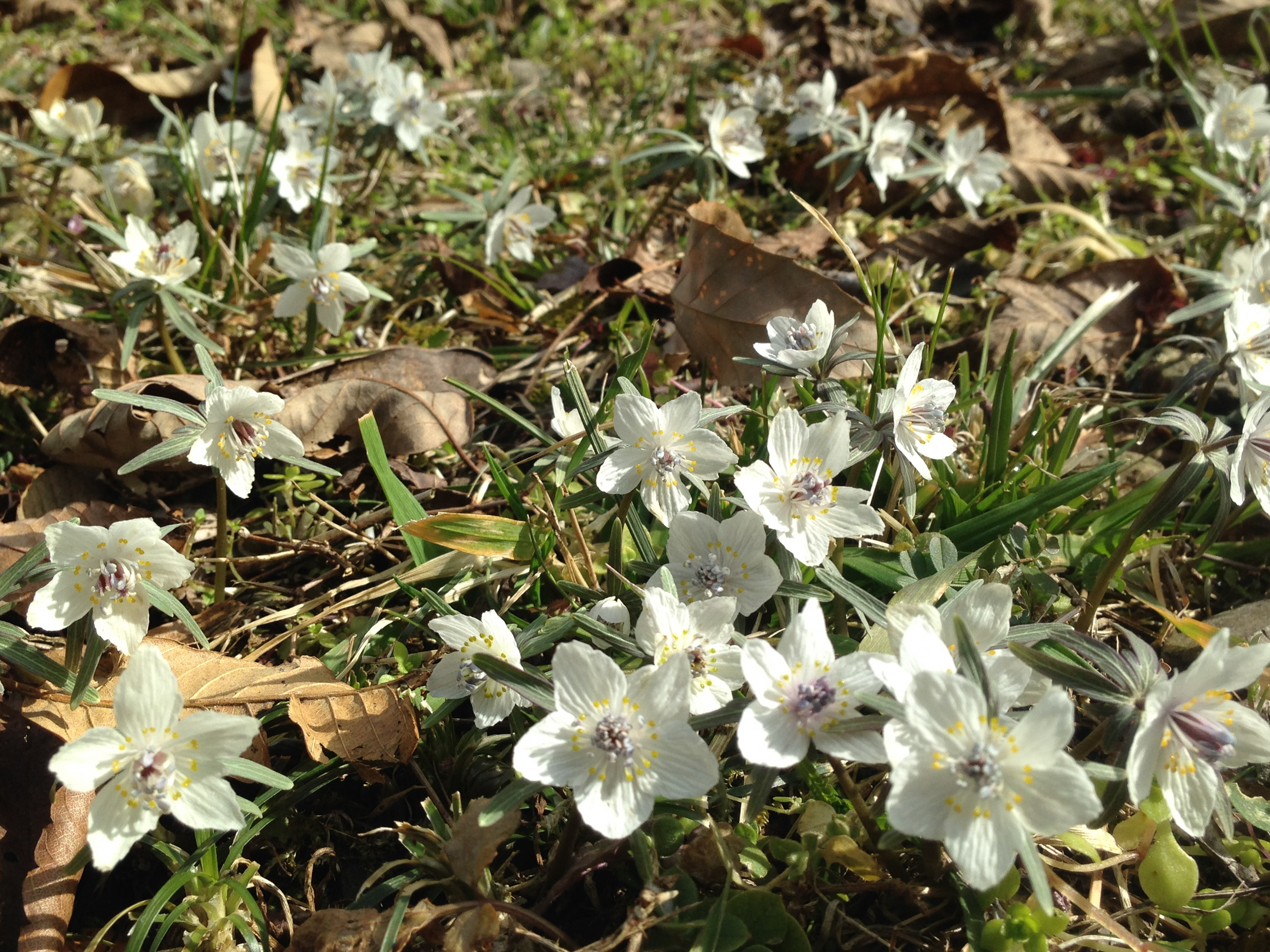
河会セツブンソウ

#### 花（あじさい他）
- 大山あじさいロード[67]
- 大聖寺（あじさい寺）
- 美作楢原亀ケ市池ビオトープ公園（ハス池公園）[68]
- 鎌坂峠つつじ園[69]
- 小林芳香園[35]のスイセン

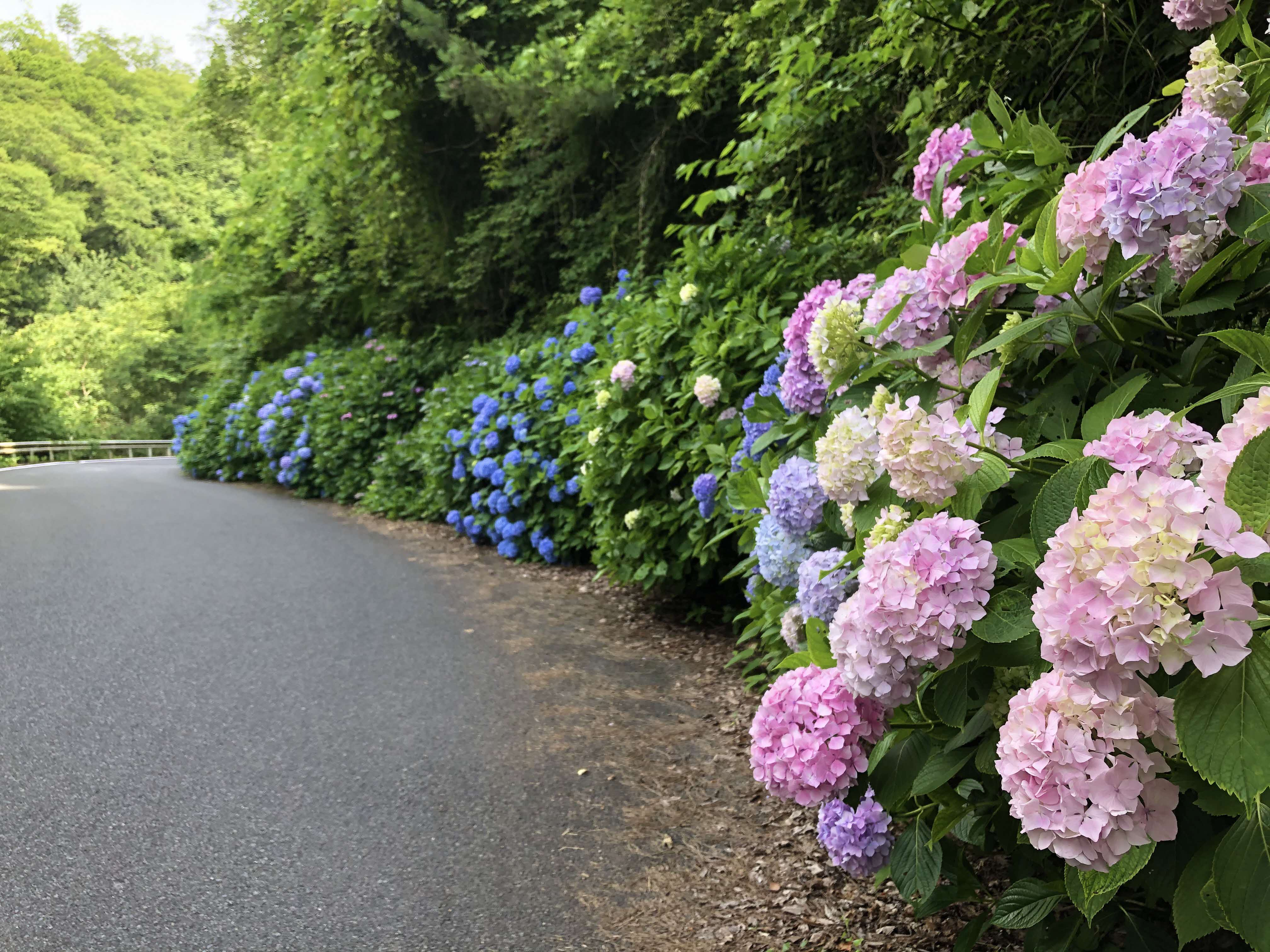
大山のあじさいロード
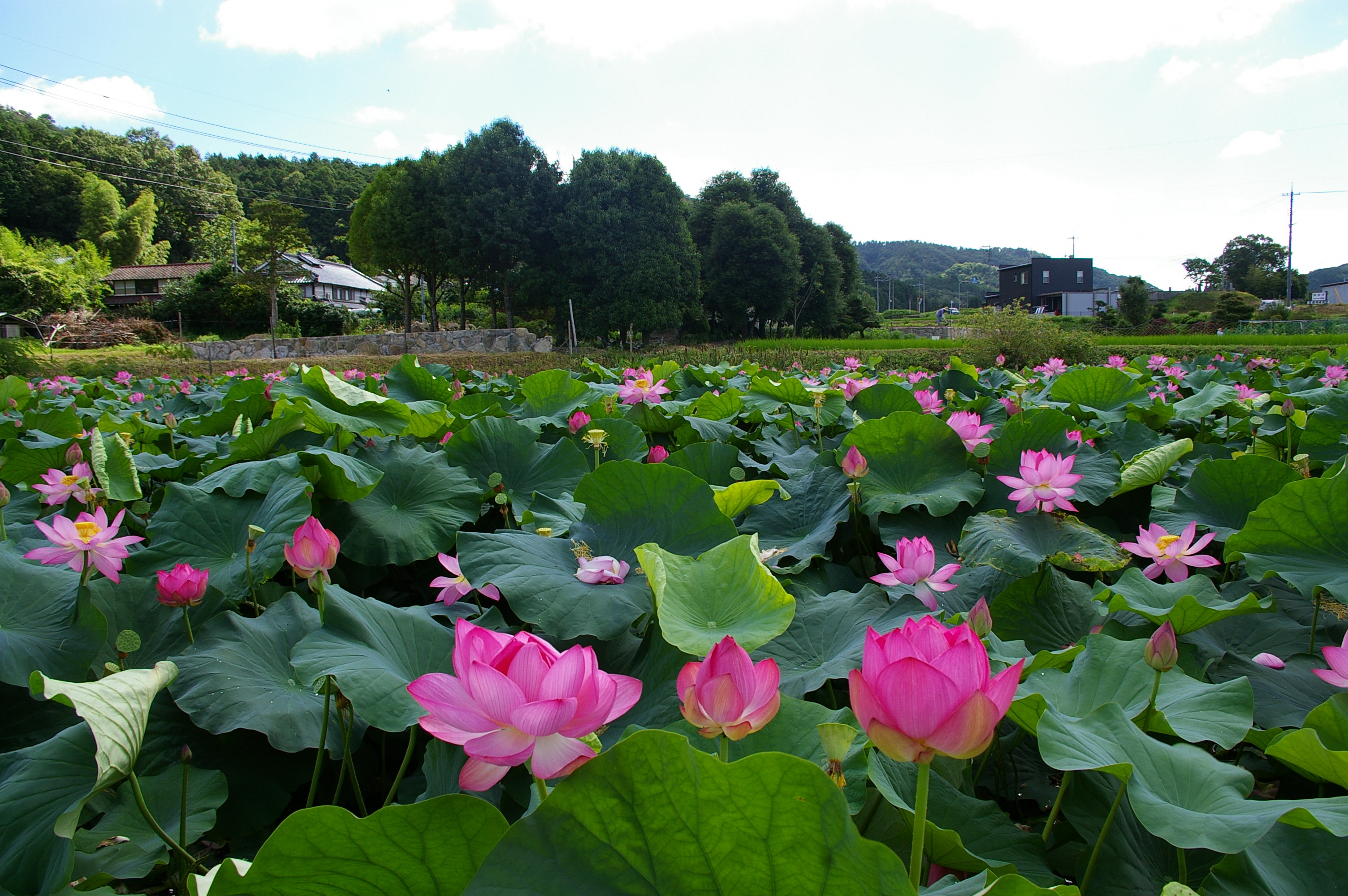
亀ケ市池ビオトープ
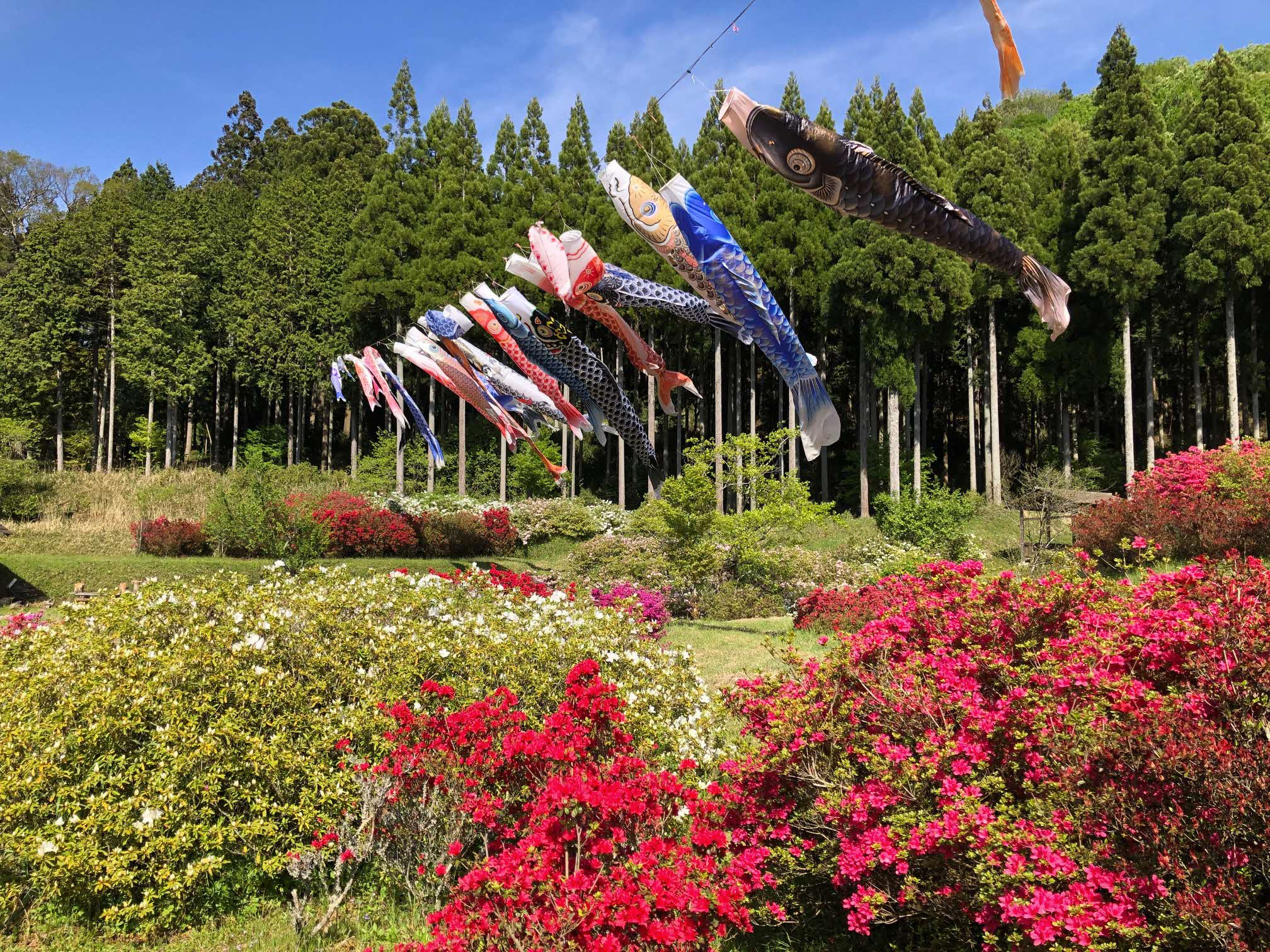
鎌坂峠ツツジ園

#### 田畑
- 海田地区の茶畑海田茶[70]
- 上山の棚田[71]　農林水産省「つなぐ棚田遺産」
- 東粟倉地域の棚田　農林水産省指定棚田地域

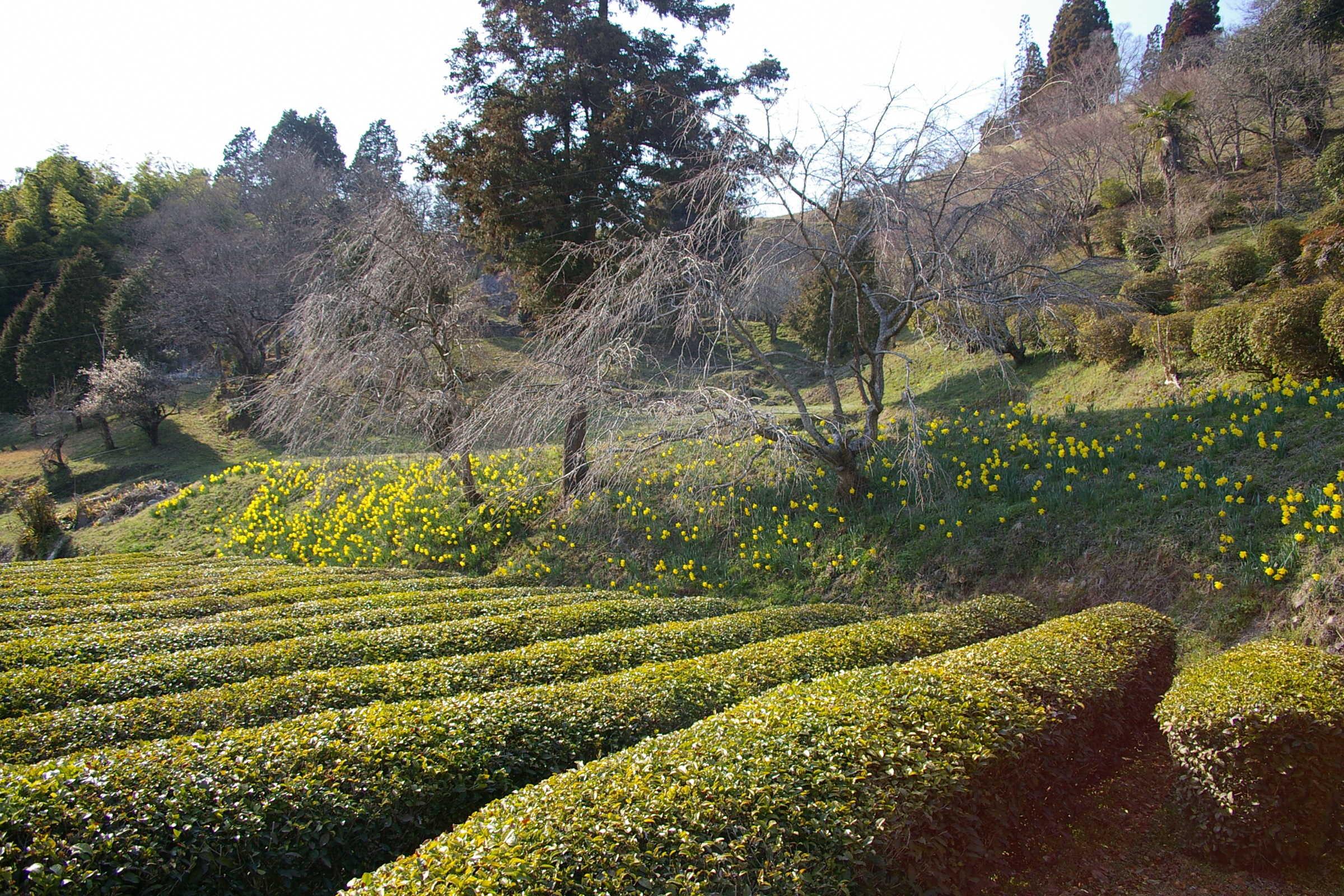
海田の茶畑
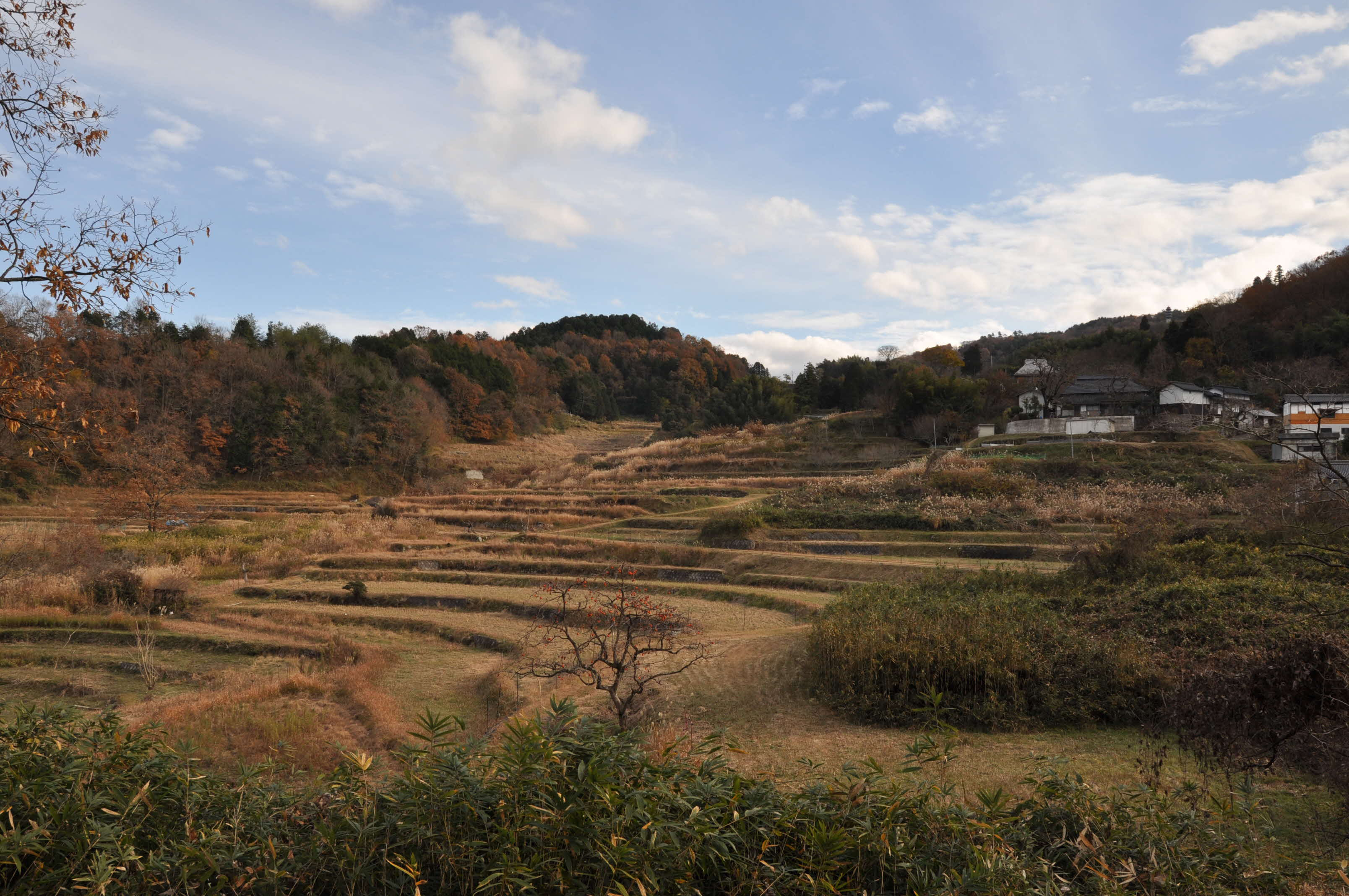
上山棚田

#### 滝
- 琴弾の滝（ことびきのたき）[72]

- 地蔵の滝[73]
- 千早の滝[74]
- 白水の滝[75]
- 稚児淵の滝[76]

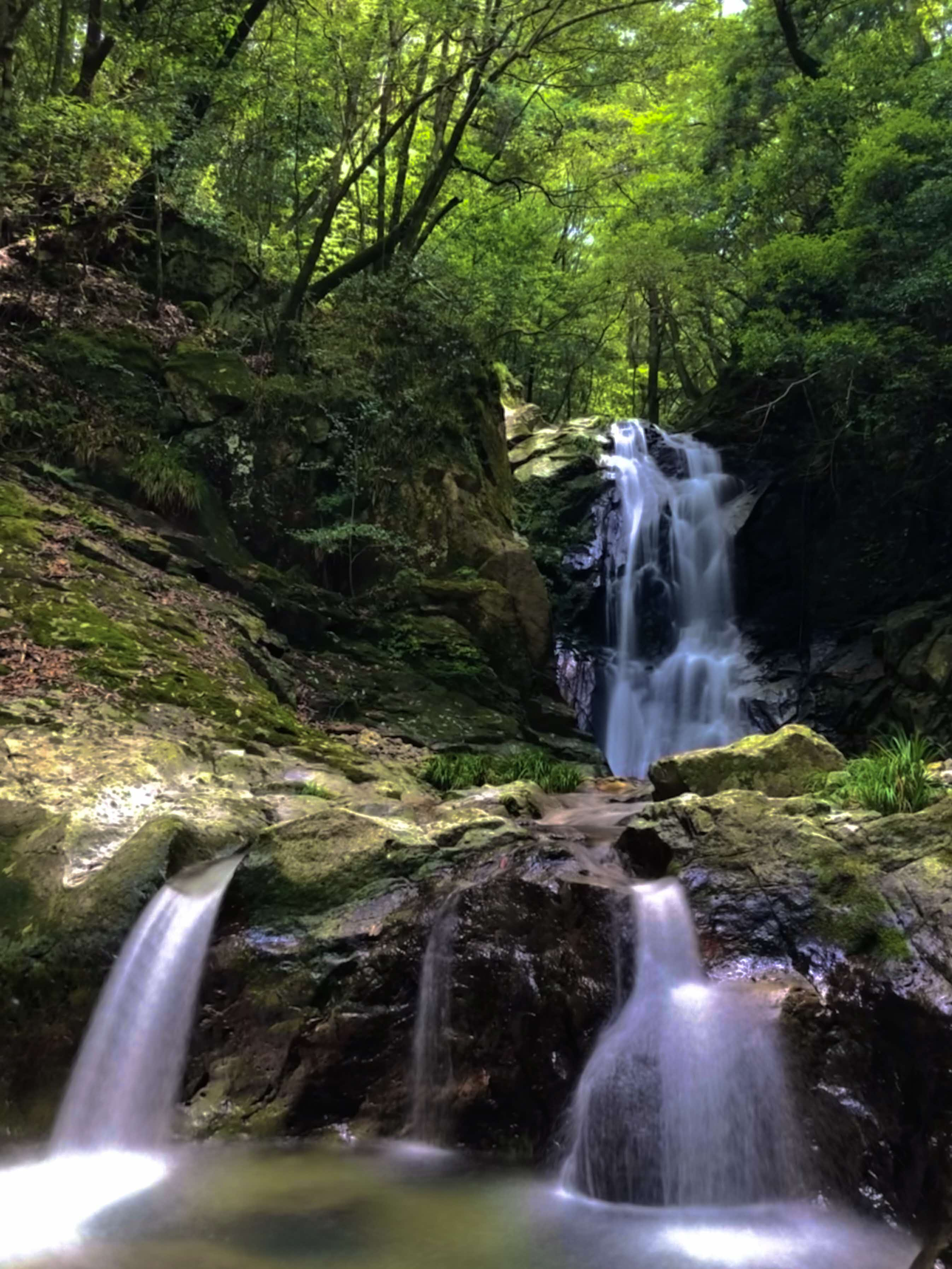
琴弾の滝
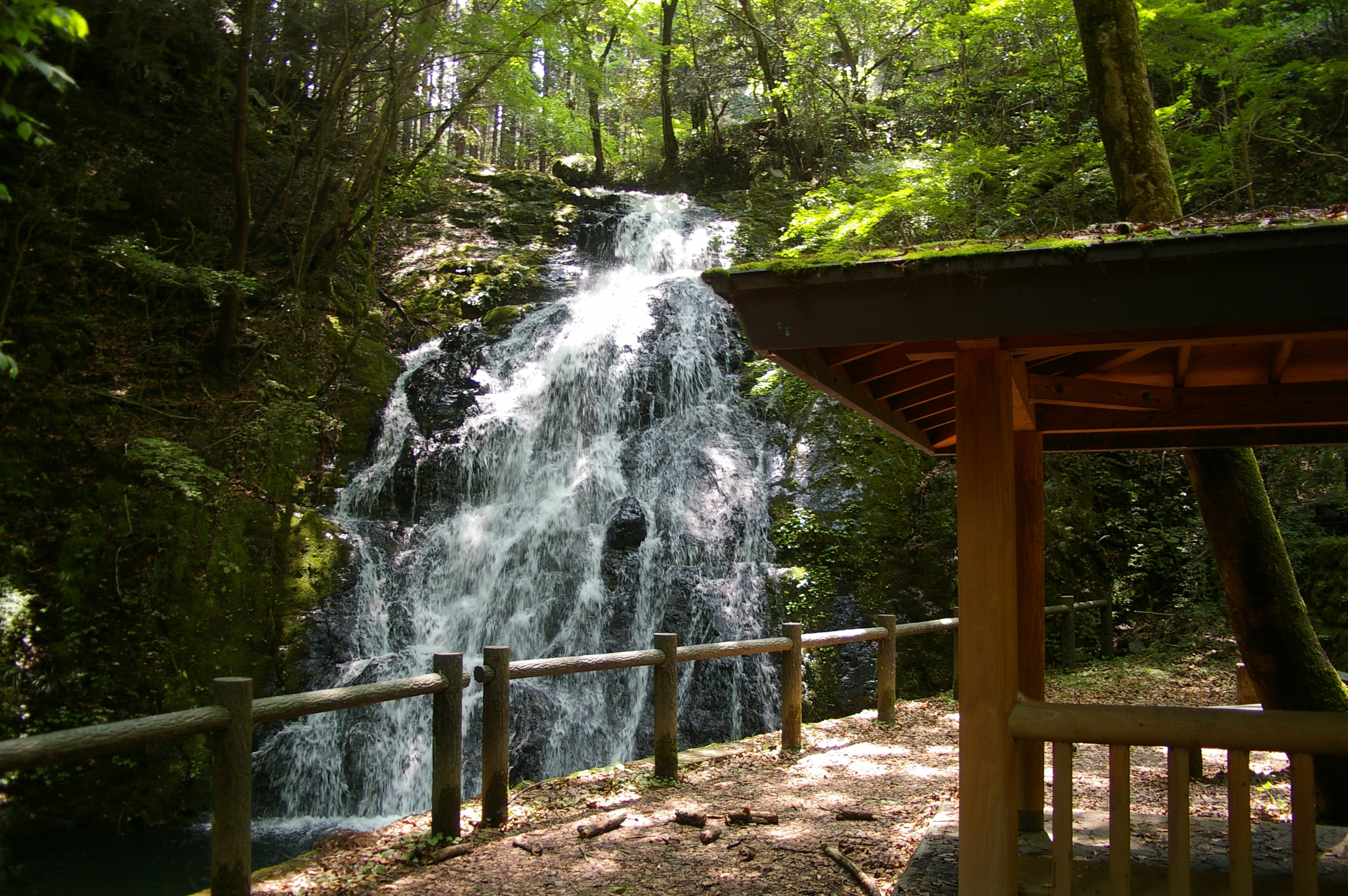
白水の滝
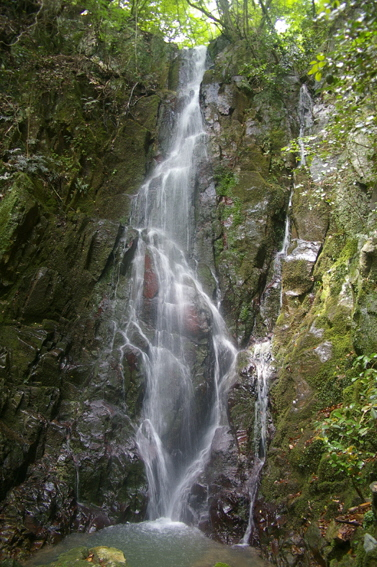
地蔵の滝

#### 紅葉
- 天石門別神社[77]
- 観音寺（もみじ寺）[78]
- 後山
- 大芦高原温泉雲海と紅葉

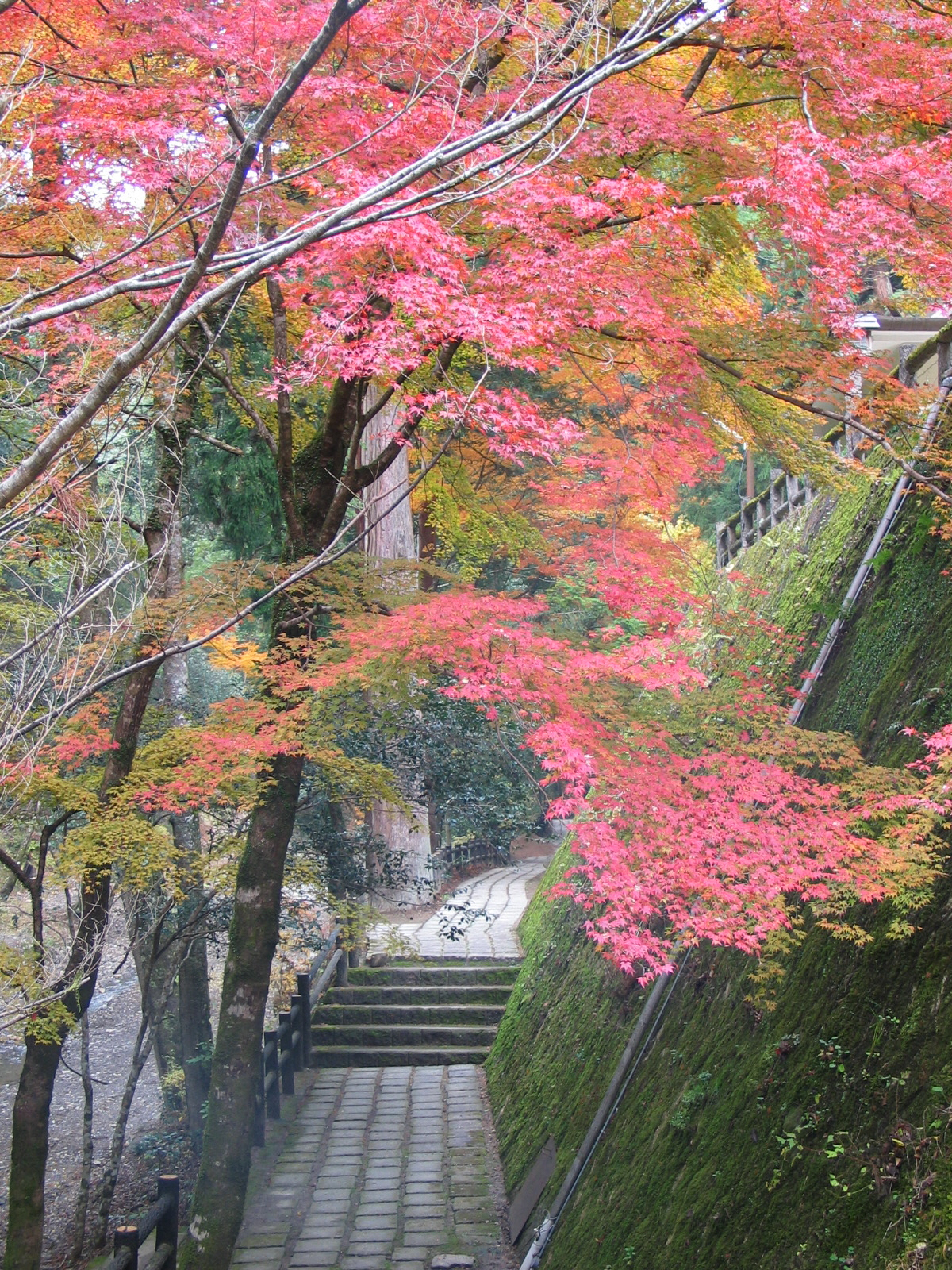
天石門別神社の紅葉
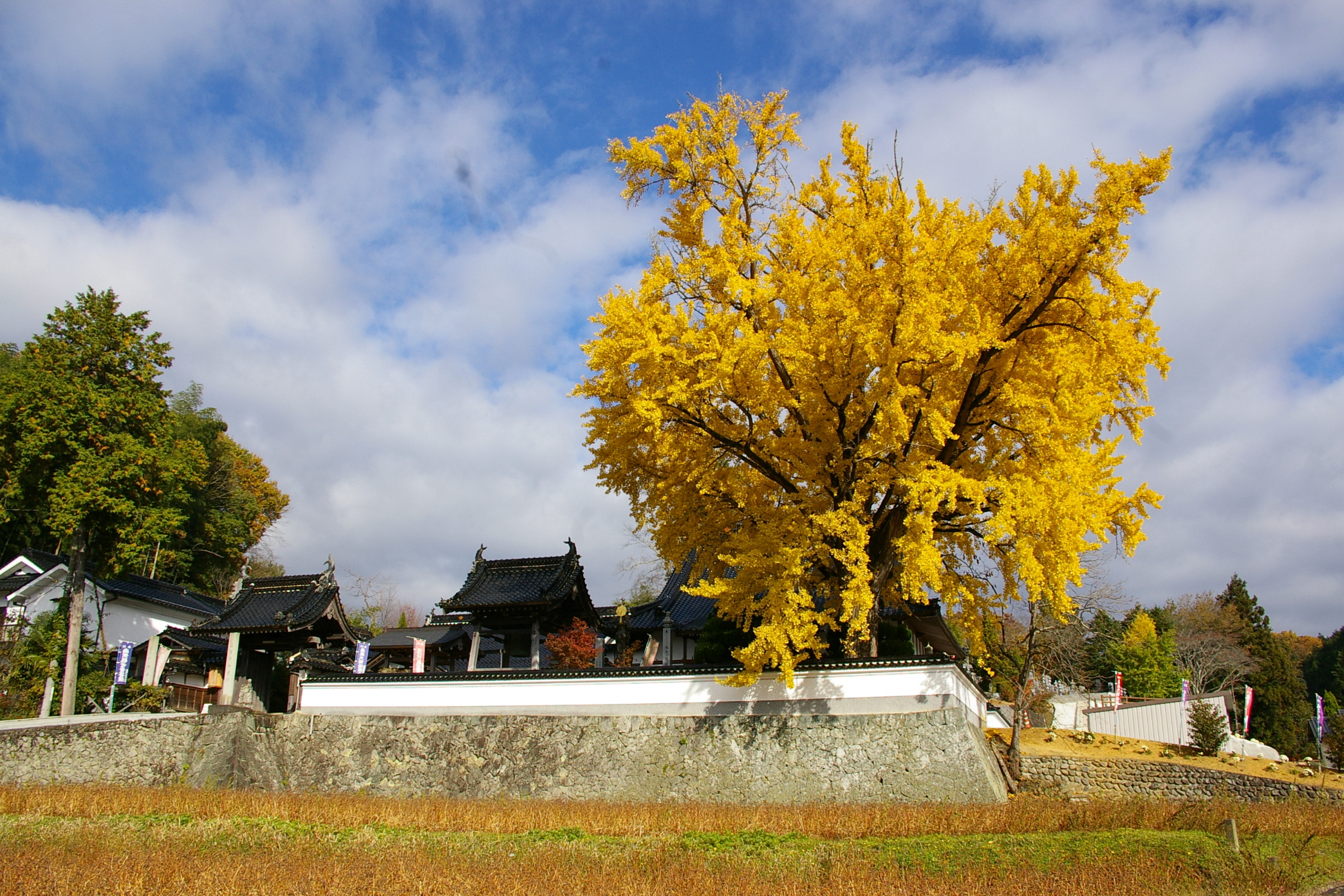
佛法寺のいちょう
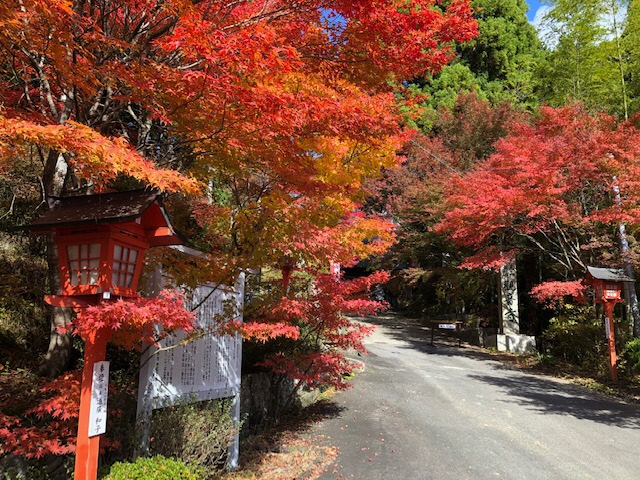
観音寺

### 歴史・文化

#### 神社・仏閣等
- 安養寺（あんようじ）[79]
- 延命山地蔵院道仙寺（美作市後山、毎年9月7・8日に柴燈大護摩供養が行われる）
- 梶並神社[80]
- 三九郎稲荷[81]
- 讃甘（さのも）神社[82]
- 大聖寺（あじさい寺）
- 長福寺（美作市真神、三重塔（国の重要文化財）は県下最古の木造建築）
- 宝妙寺[83]
- 天石門別神社
- 湯神社[84]
- 観音寺（もみじ寺）
- そば粉聖人堂[85]
- 真休寺[86]

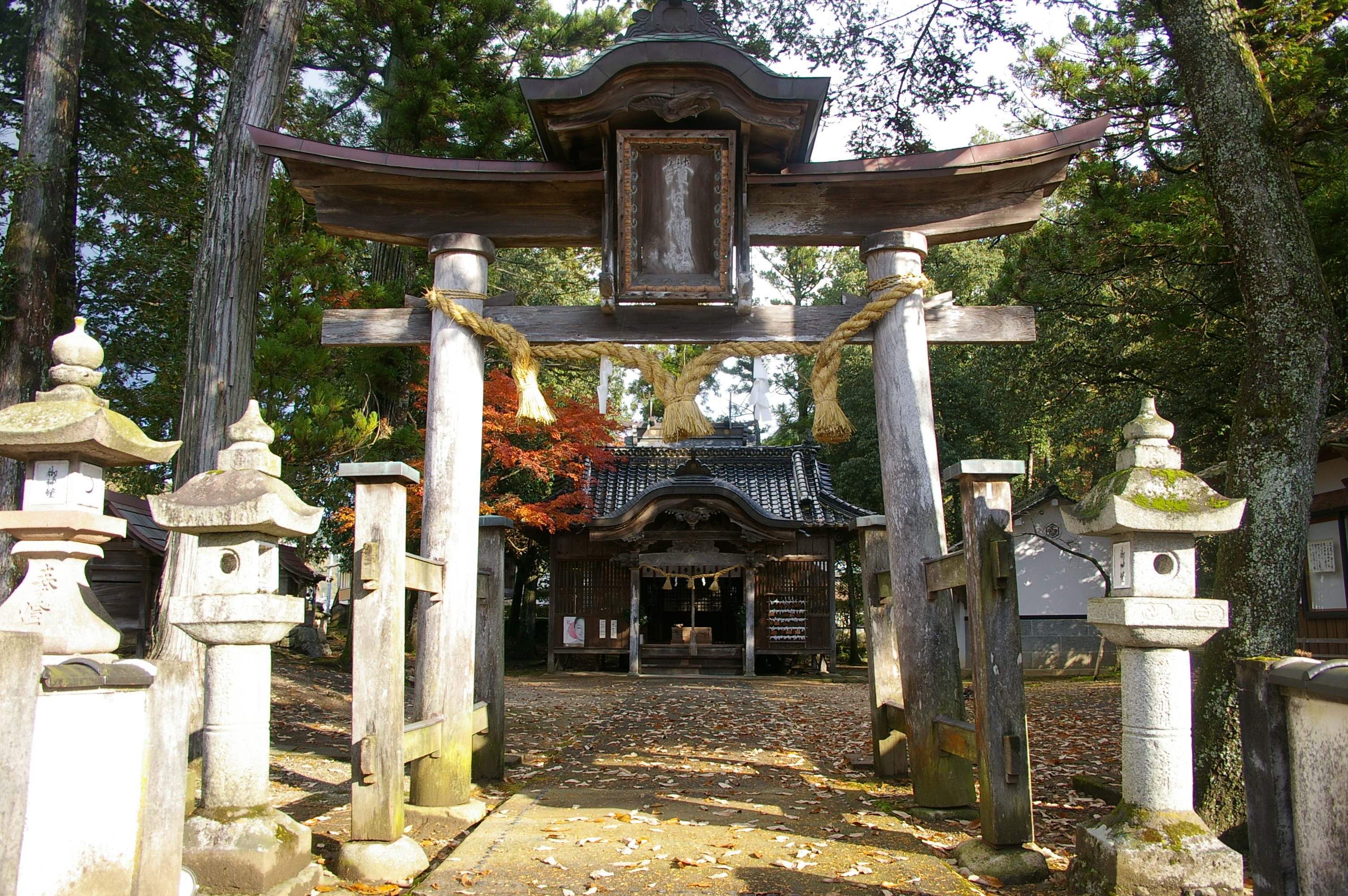
讃甘神社
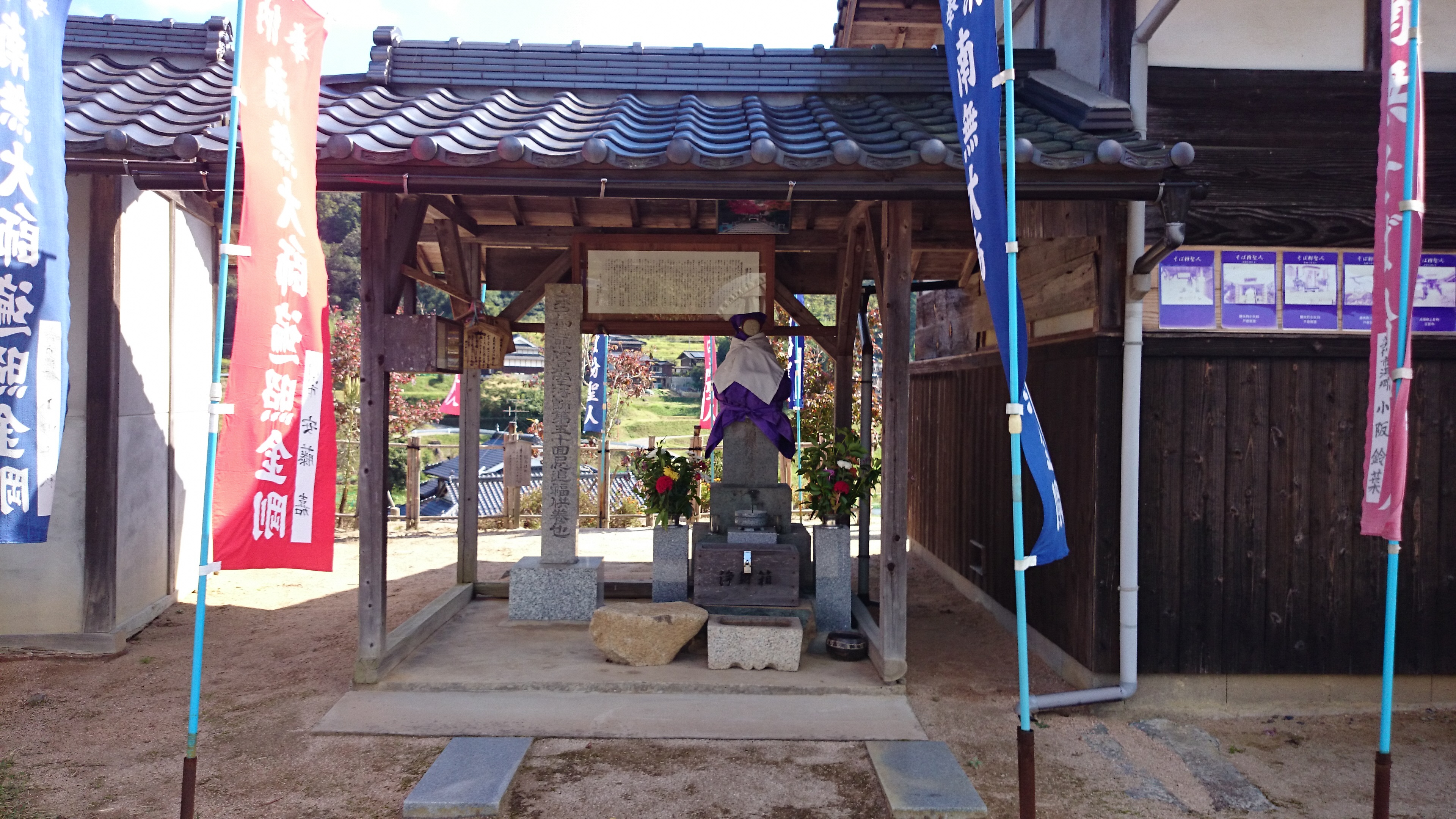
そば粉聖人堂
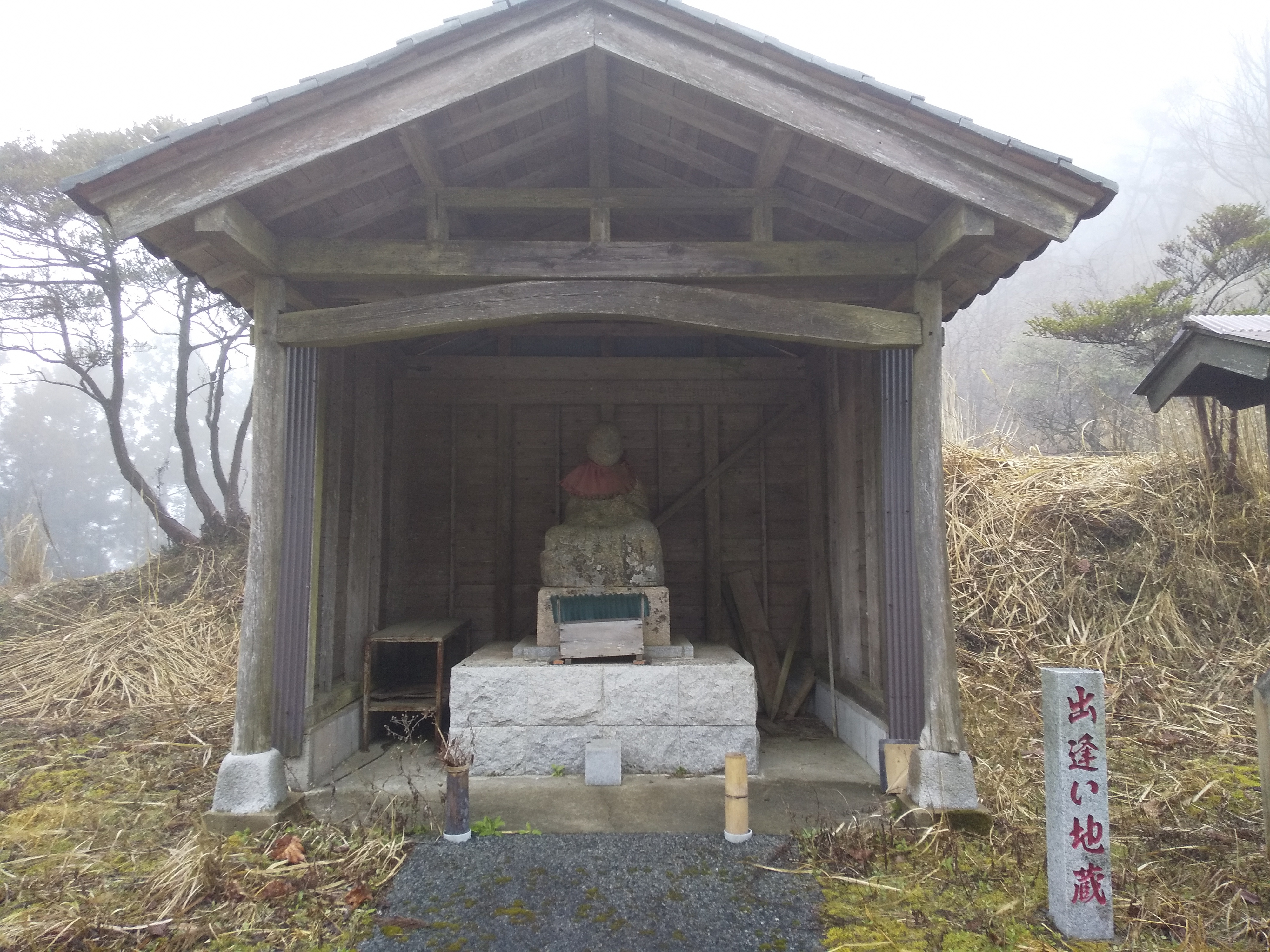
出逢い地蔵
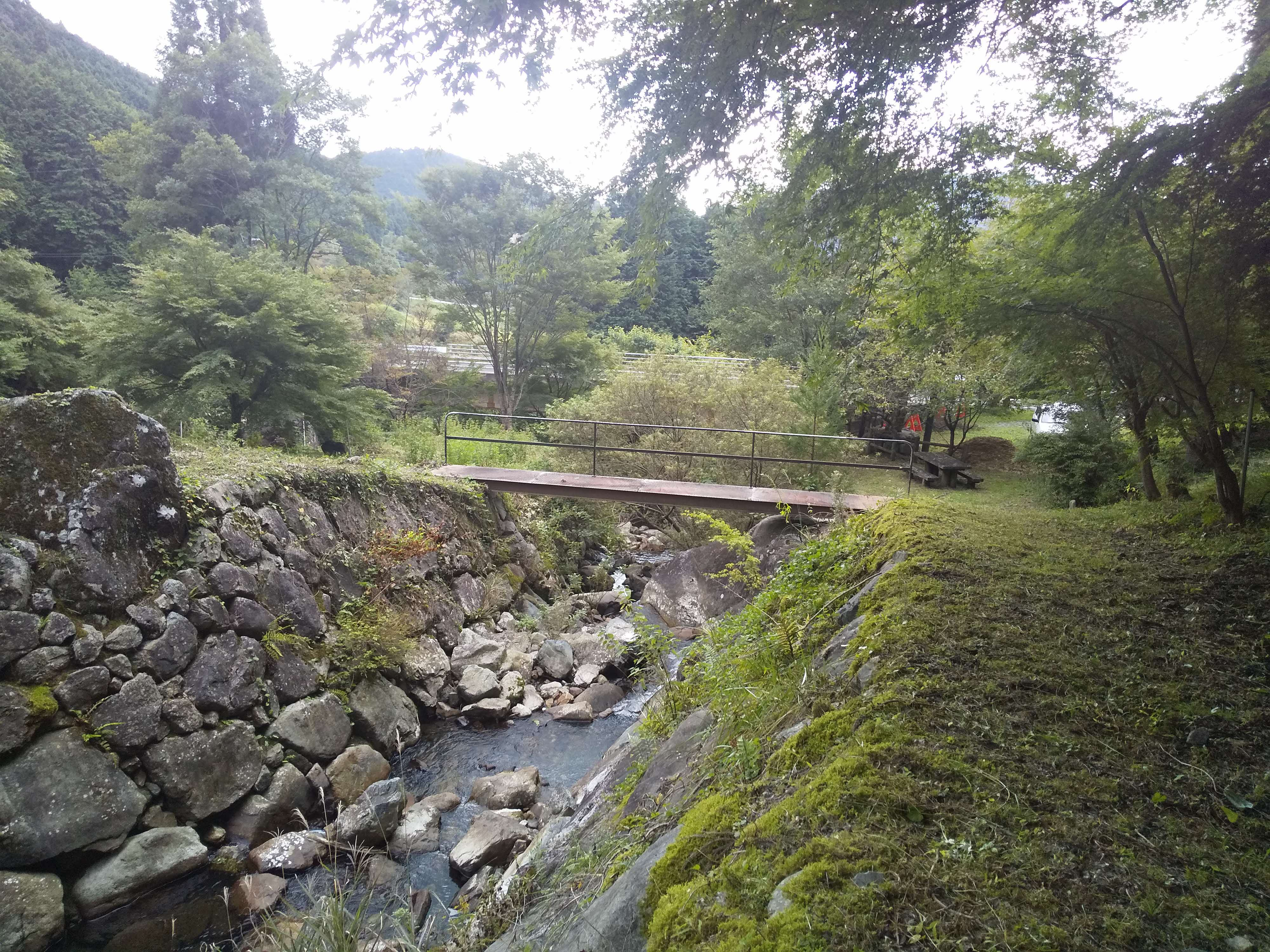
後山ふるさと公園

#### 町並み・旧街道
- 古町の町並み（古町町並み保存地区・旧因幡街道大原宿）
- 出雲街道土居宿西惣門[87]
- 町並み保存館蔵[88]

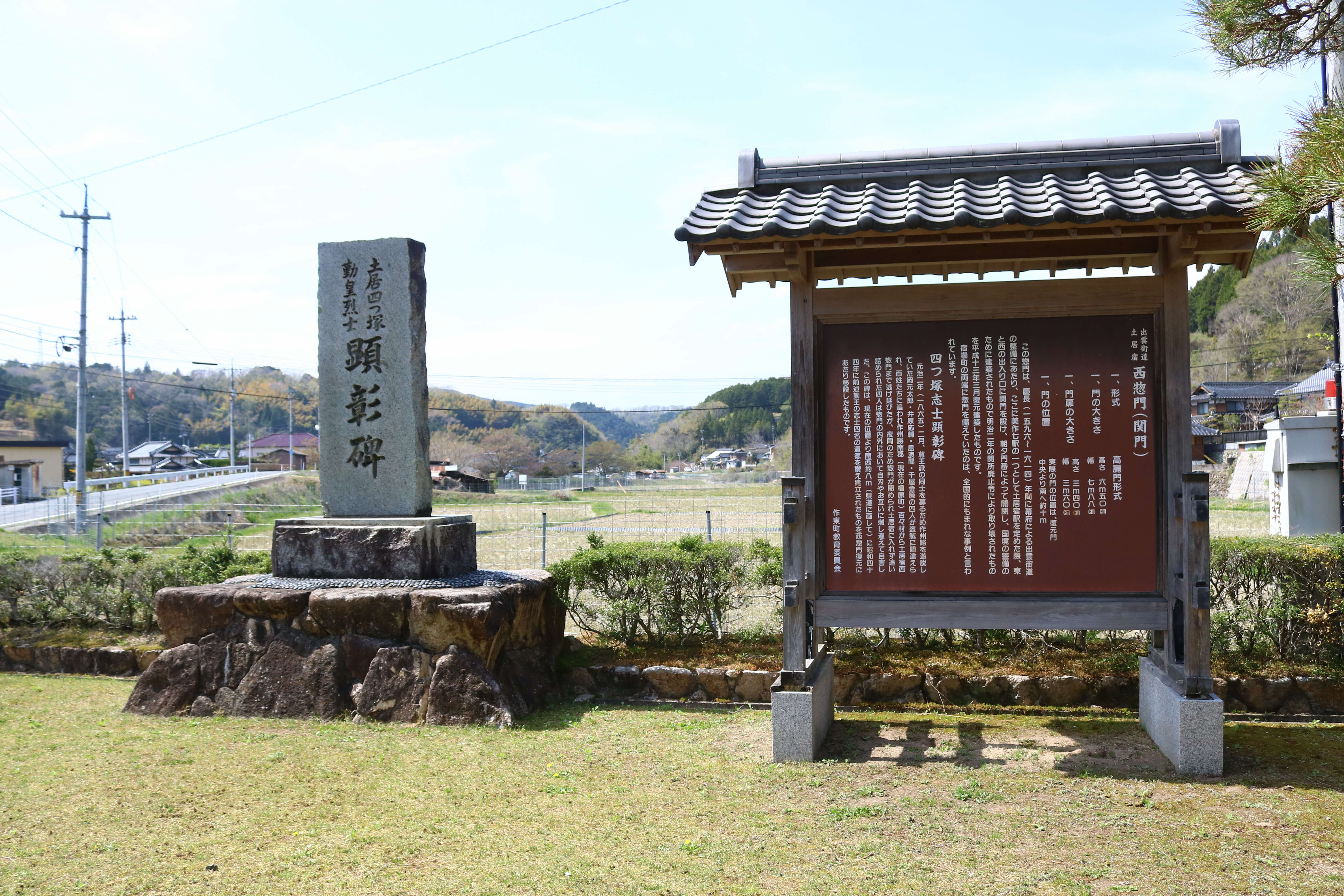
土居宿西惣門
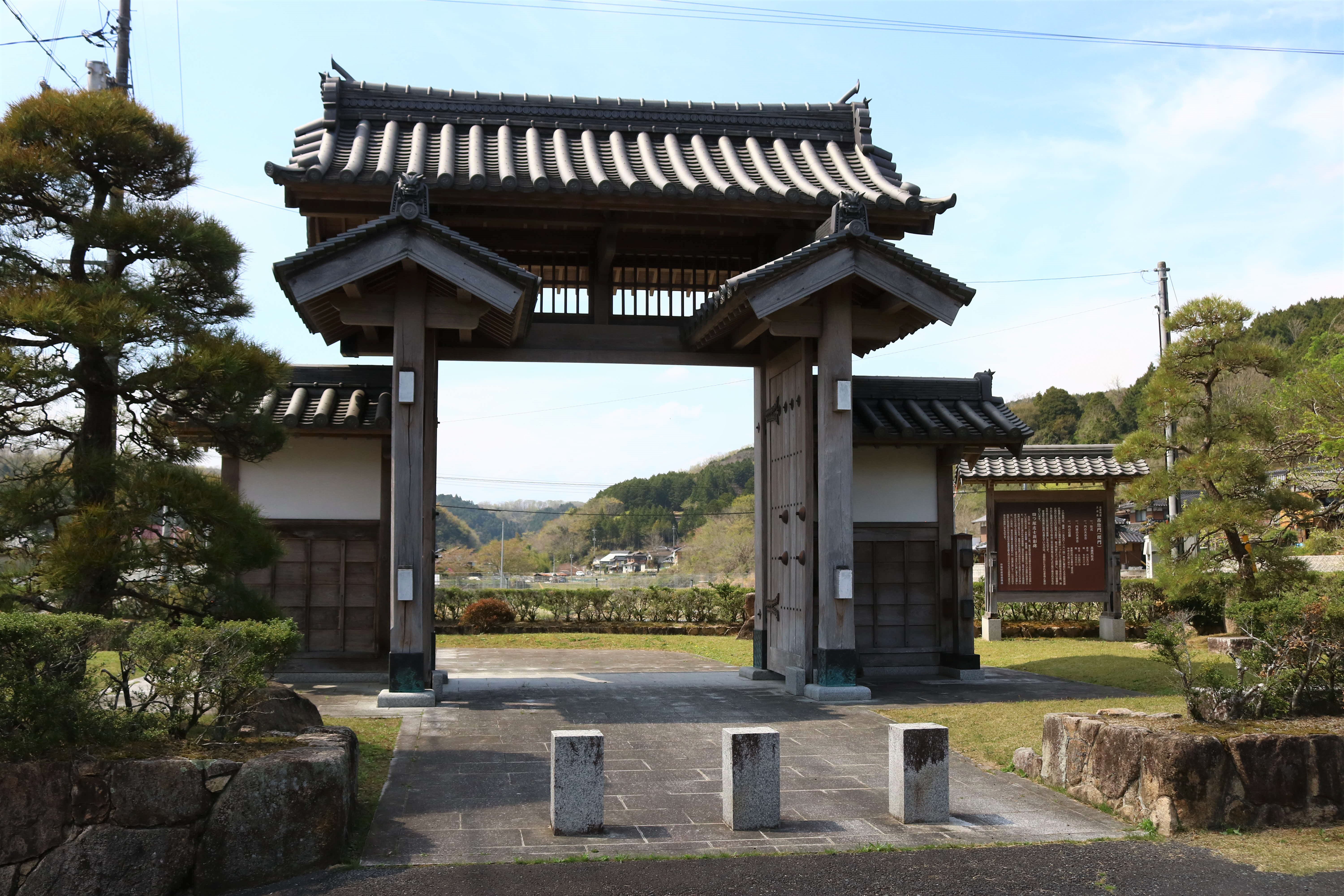
土居宿西惣門

#### 史跡
- 三星城：市指定文化財
- 杉坂史跡（杉坂峠）[89]
- 川戸古墳公園[90]
- 竹山城跡：新免氏の城[91]
- 林野城

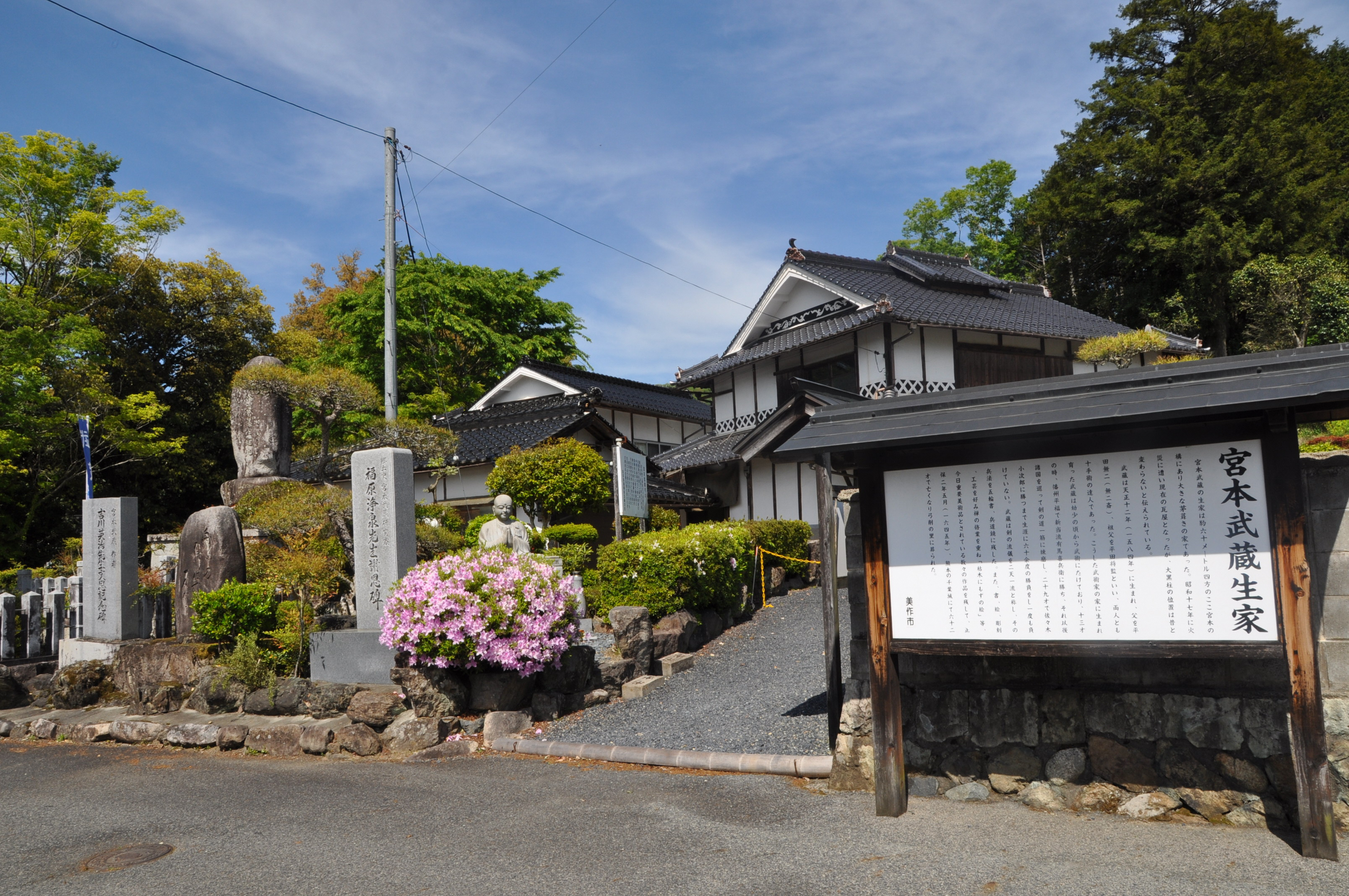
宮本武蔵生家跡
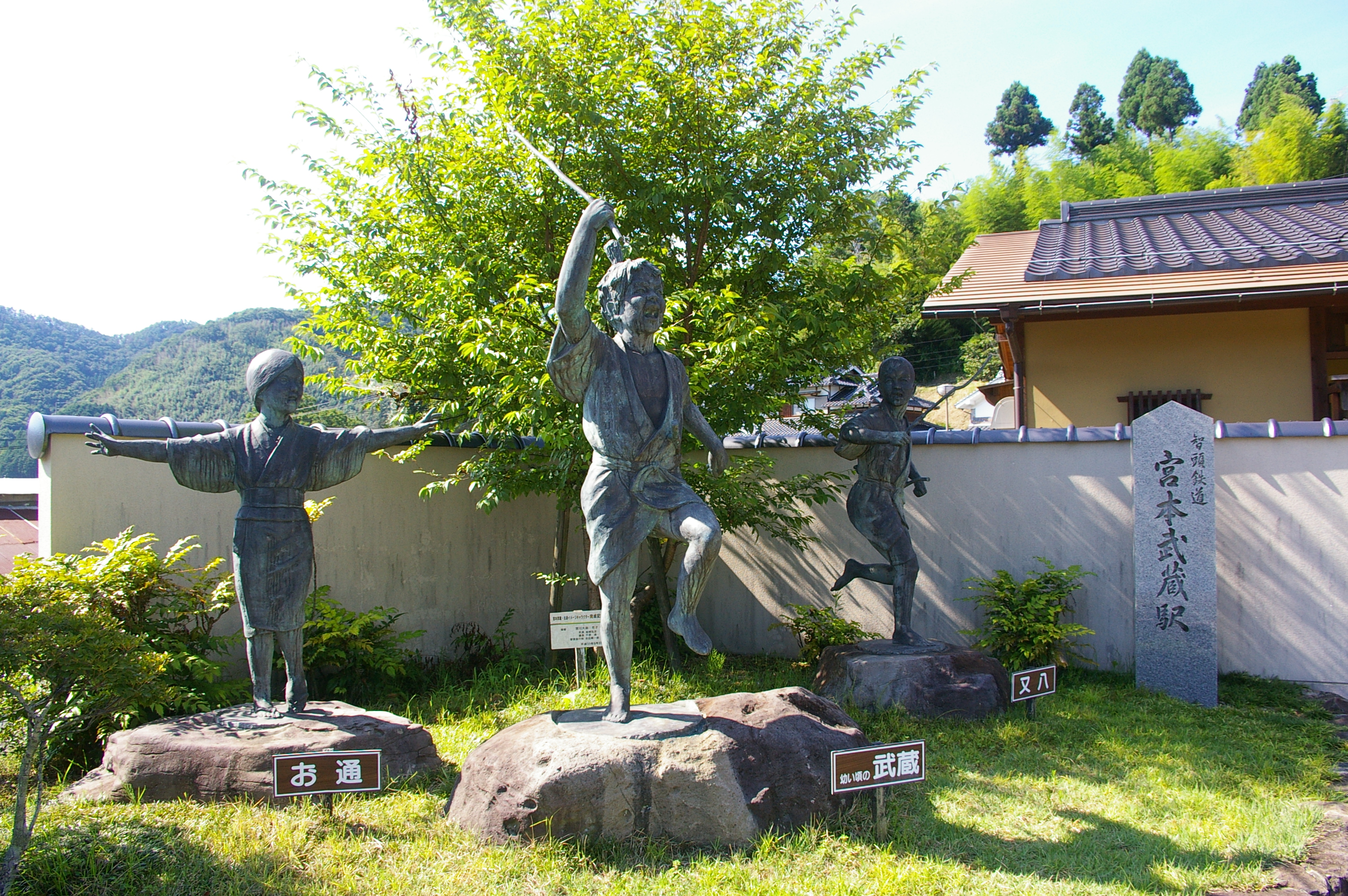
宮本武蔵駅（3人銅像）
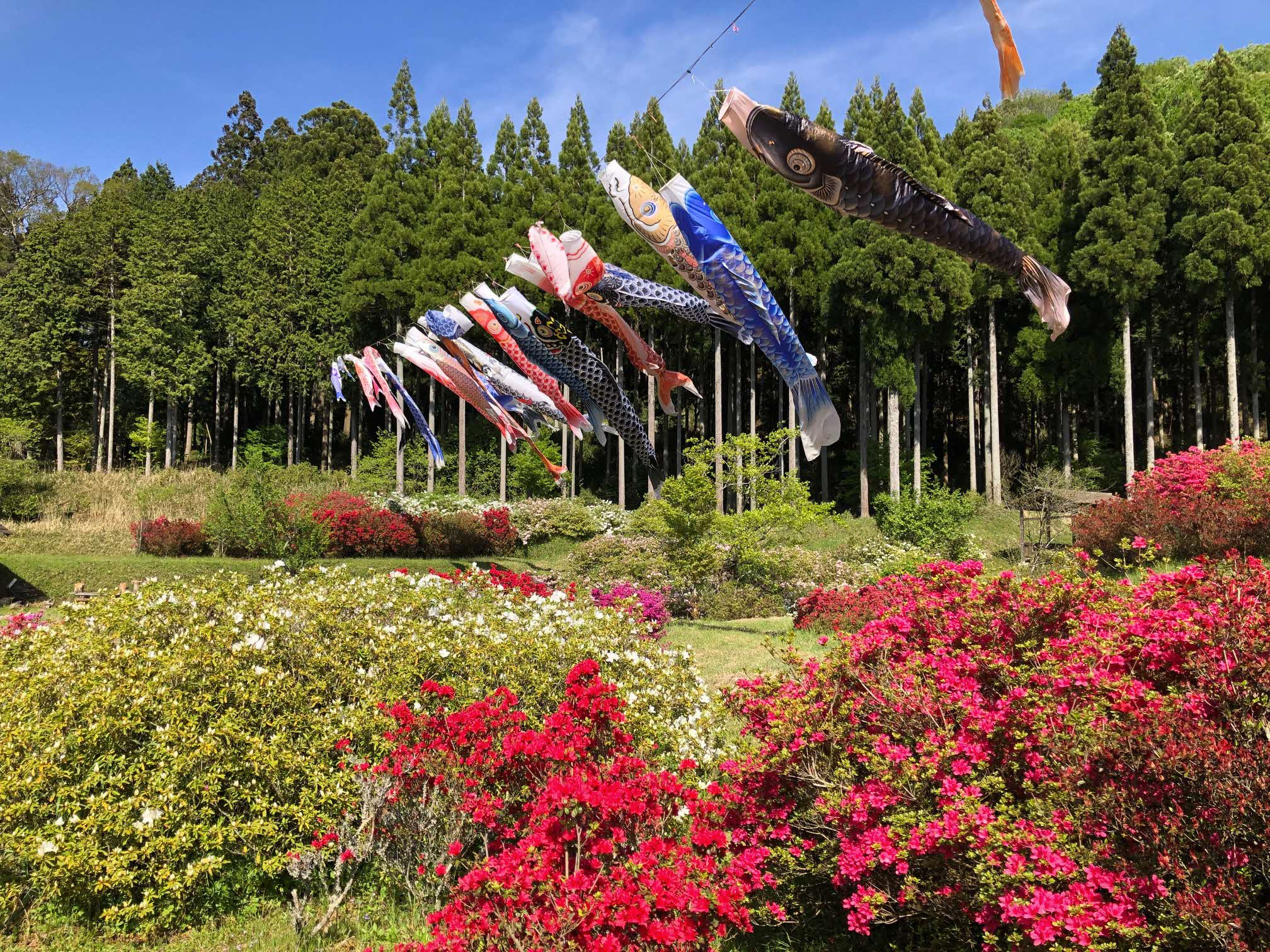
鎌坂峠ツツジ園
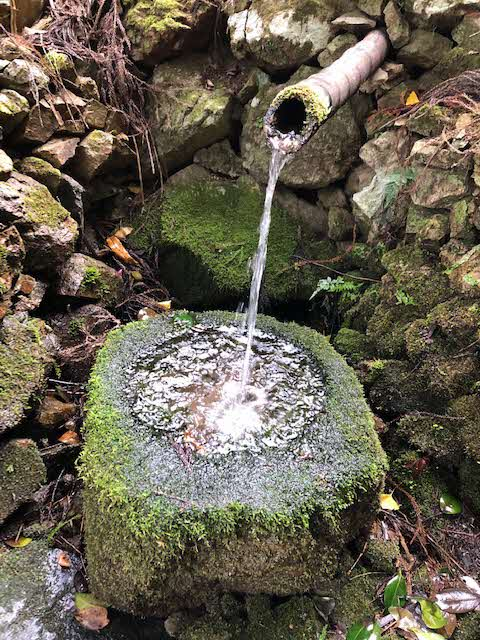
壱貫清水
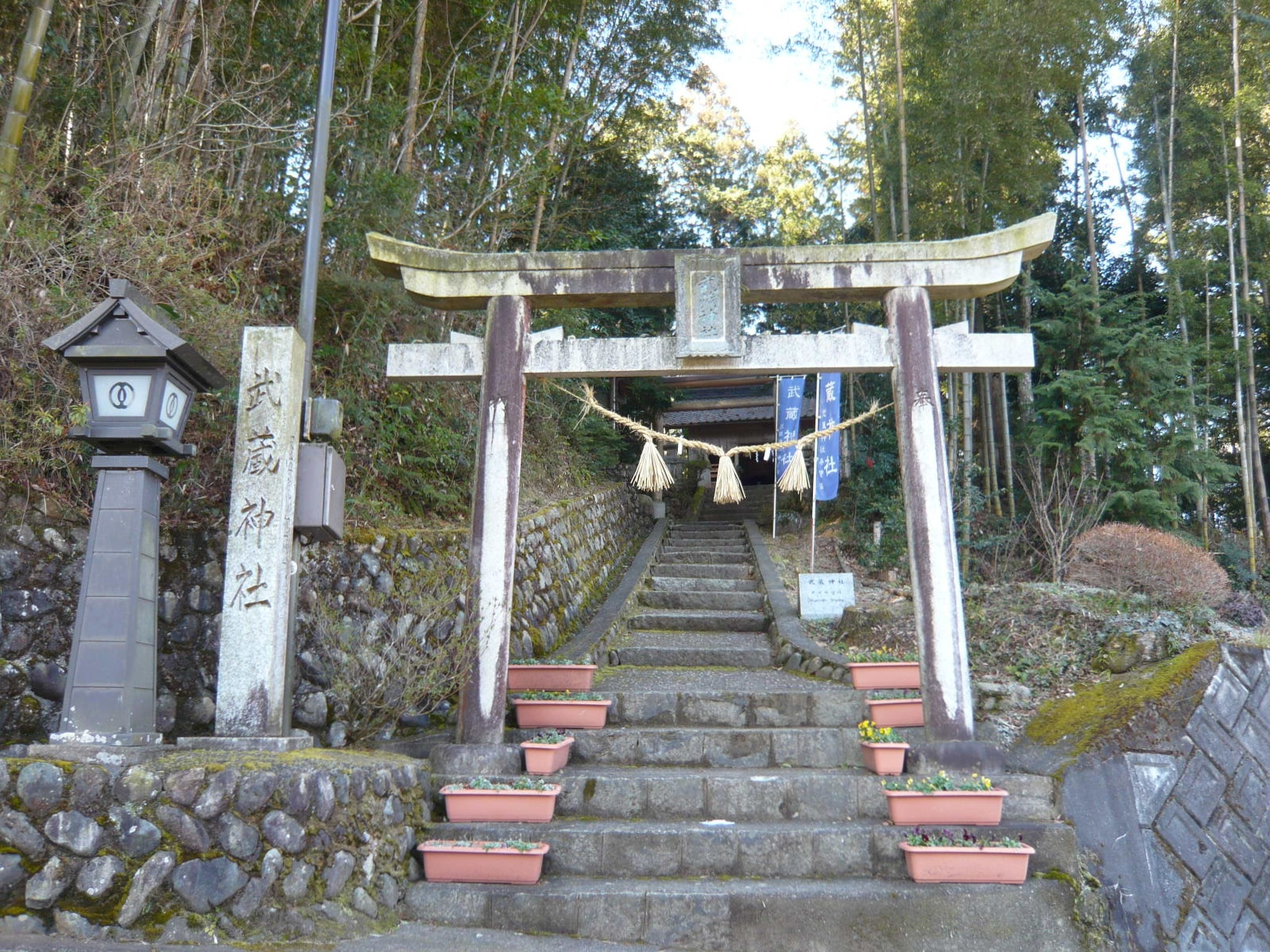
武蔵神社

### 祭り・イベント等
- 湯郷温泉ハッピーニューイヤー花火（1月）
- 安養寺会陽[92]（2月）
- 顕密寺五大力餅会陽[93]（2月）
- 湯郷温泉お雛まつり（3月）
- 古町ひなめぐり（3月）
- 湯郷温泉ホタル祭り（6月）
- 各夏祭り（7、8月）
- 後山大護摩供養[94]（9月）
- 梶並神社当人祭[95]（10月）
- 粟井春日歌舞伎[96]（10月）

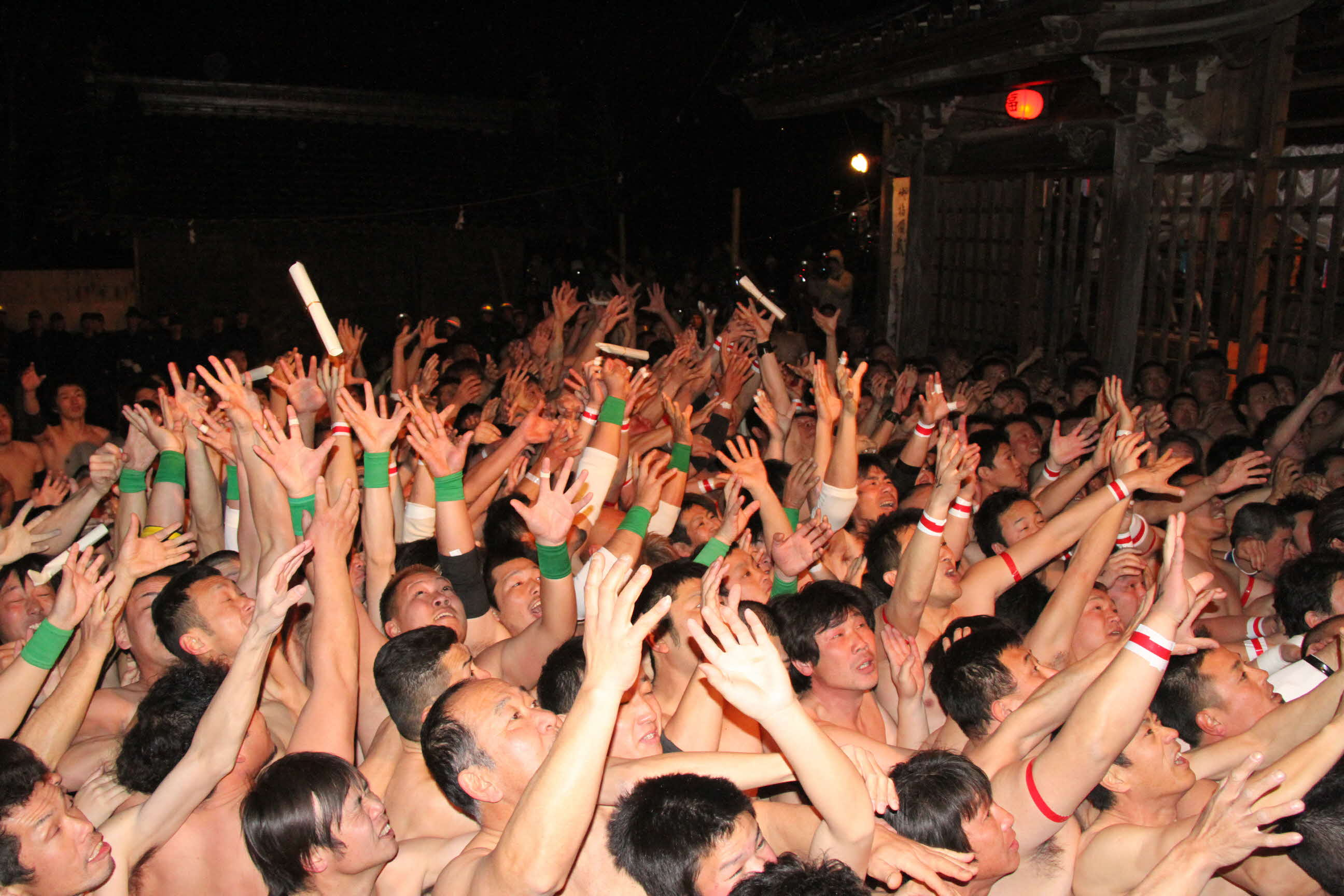
安養寺会陽
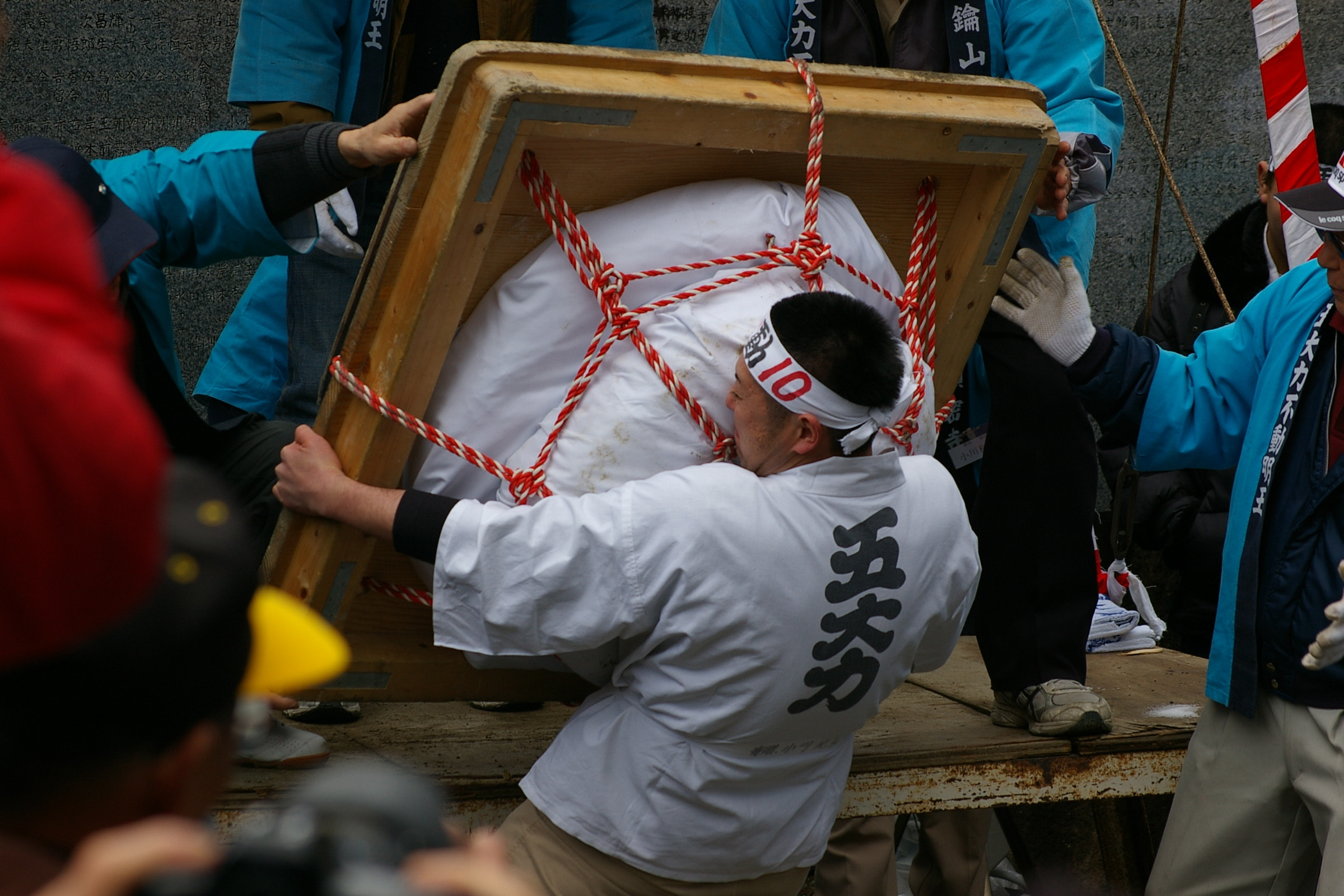
顕密寺五大力餅会陽
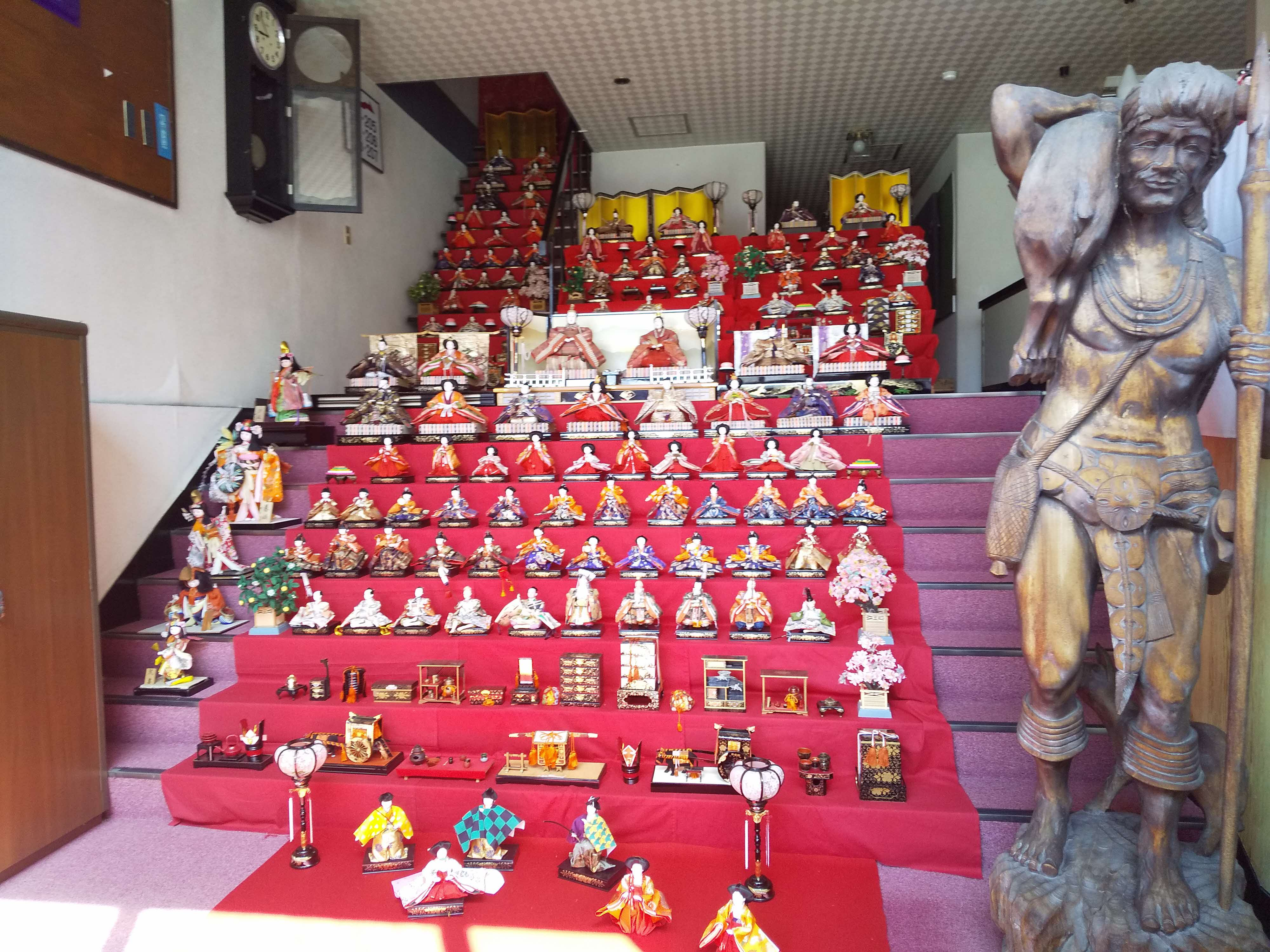
湯郷温泉お雛祭り
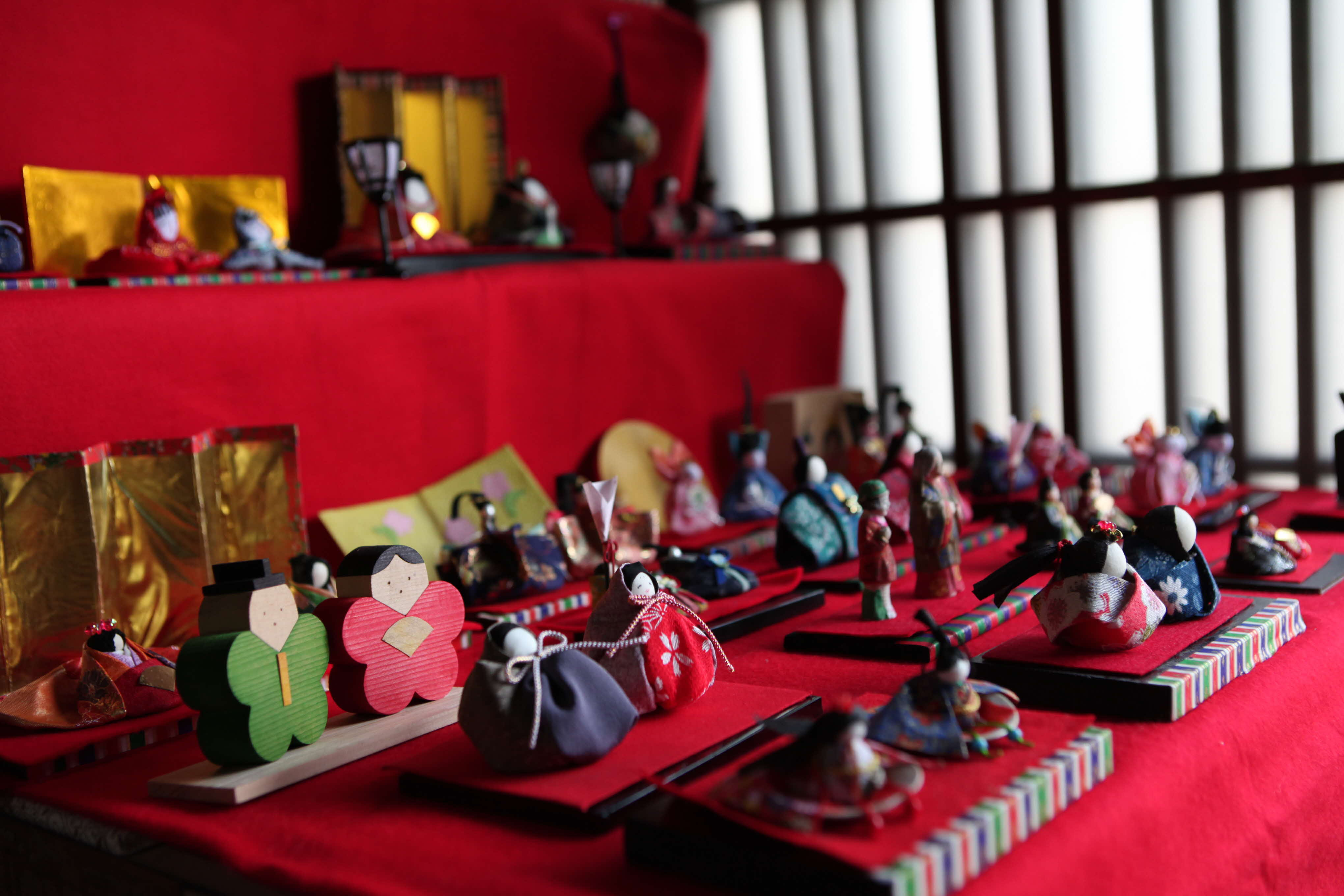
古町ひなめぐり
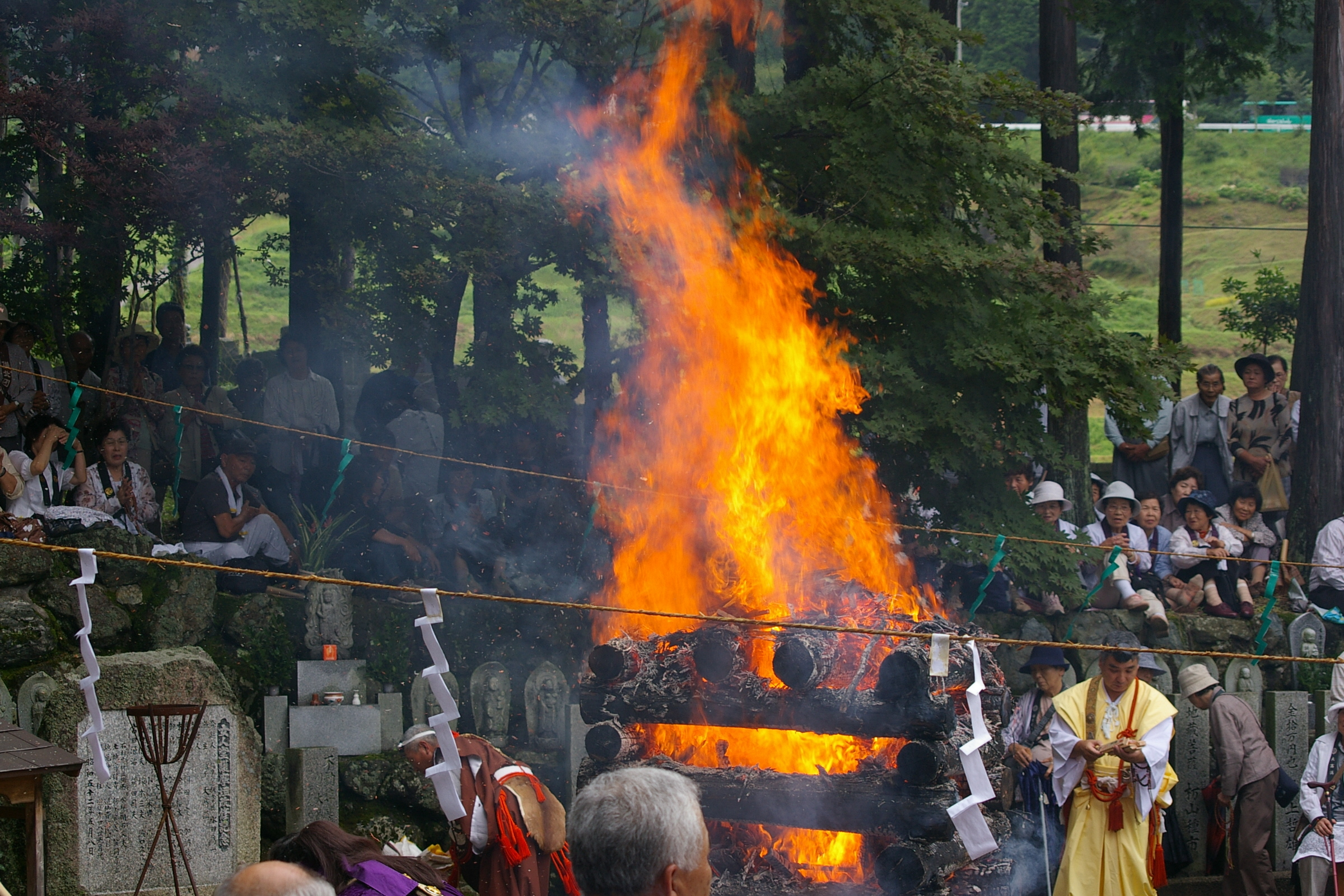
道仙寺大護摩供養祭
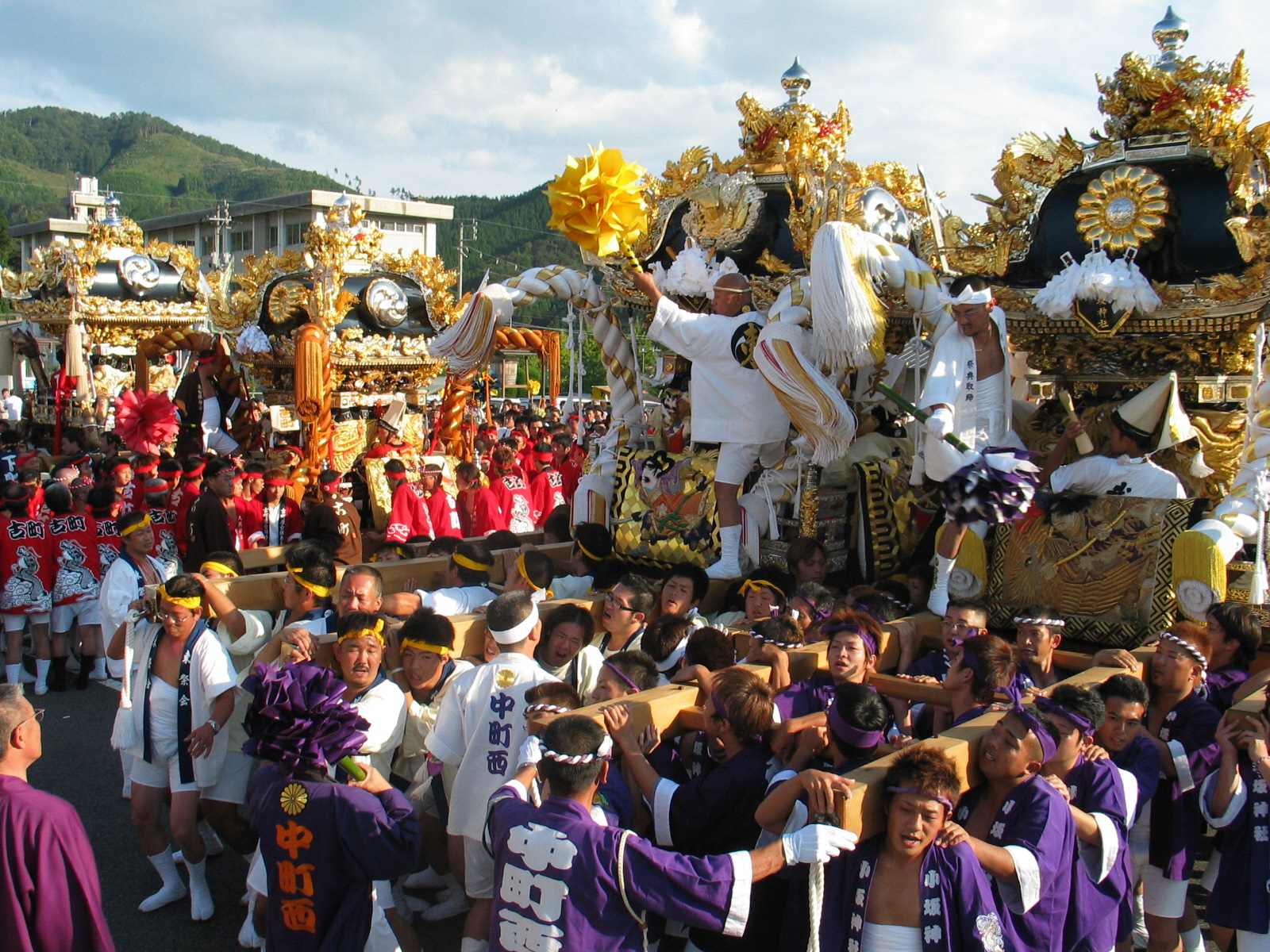
大原秋祭り（本宮）
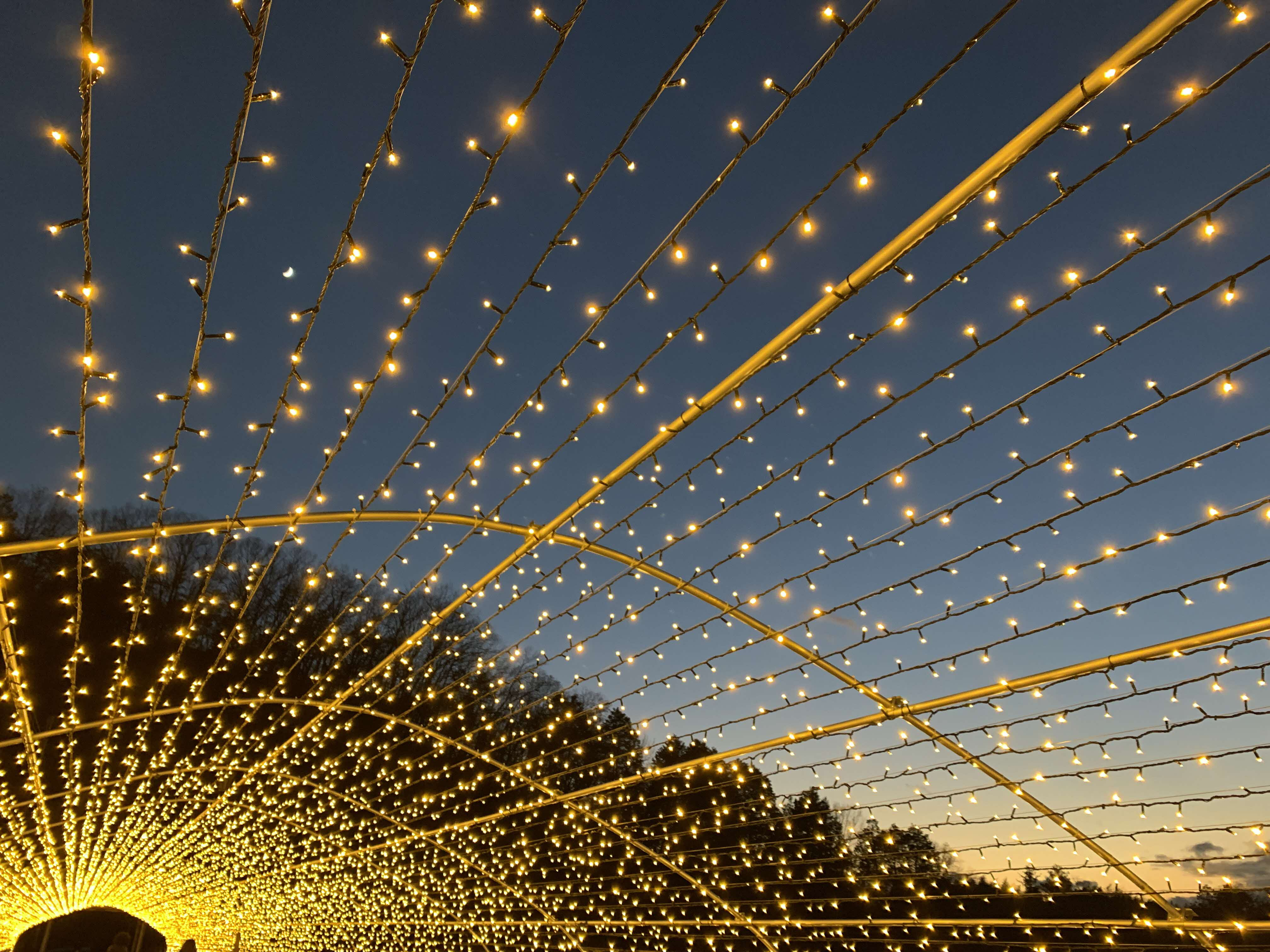
ゆうらぎ橋（ライトアップ）
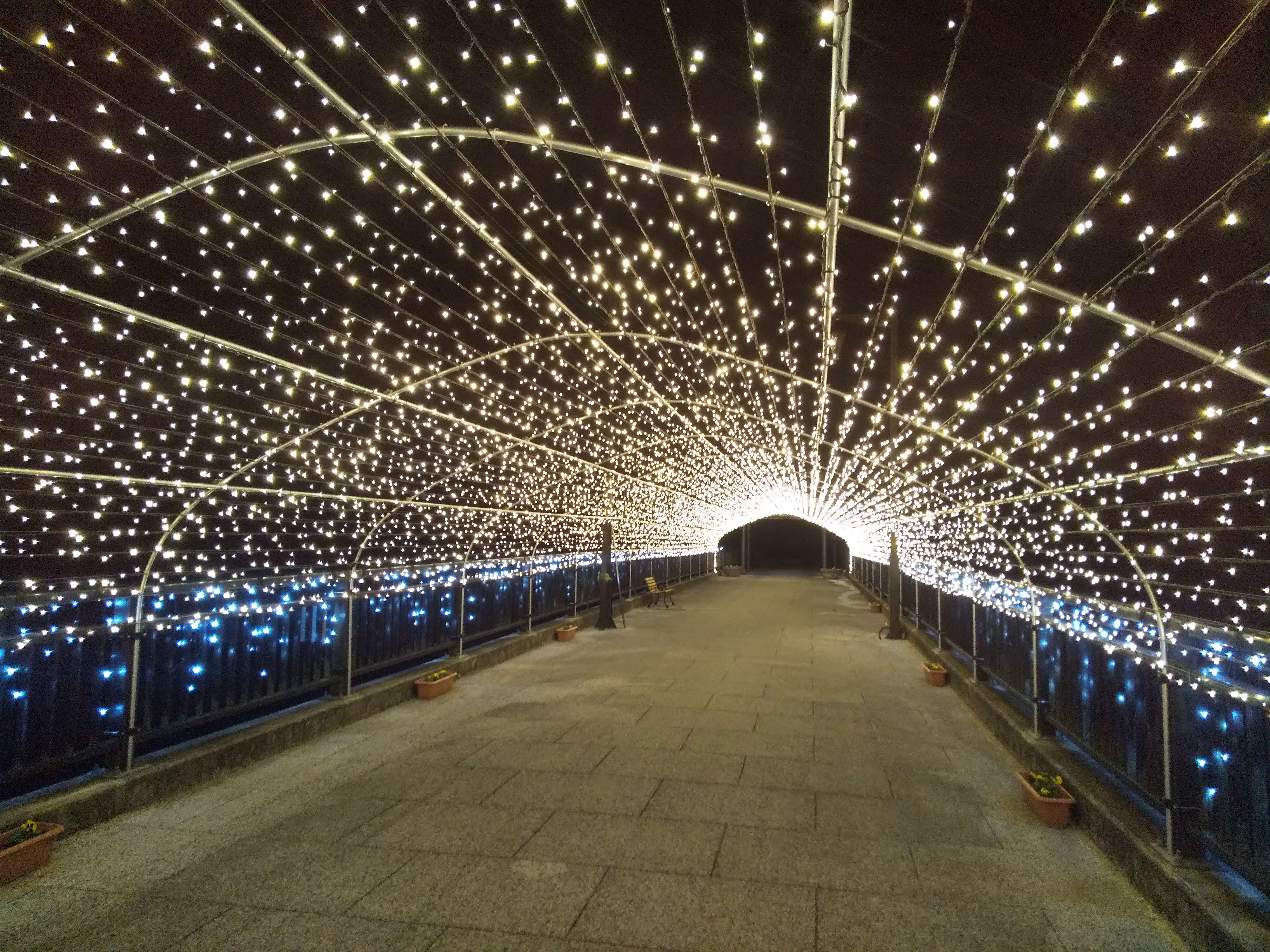

### スポーツイベント

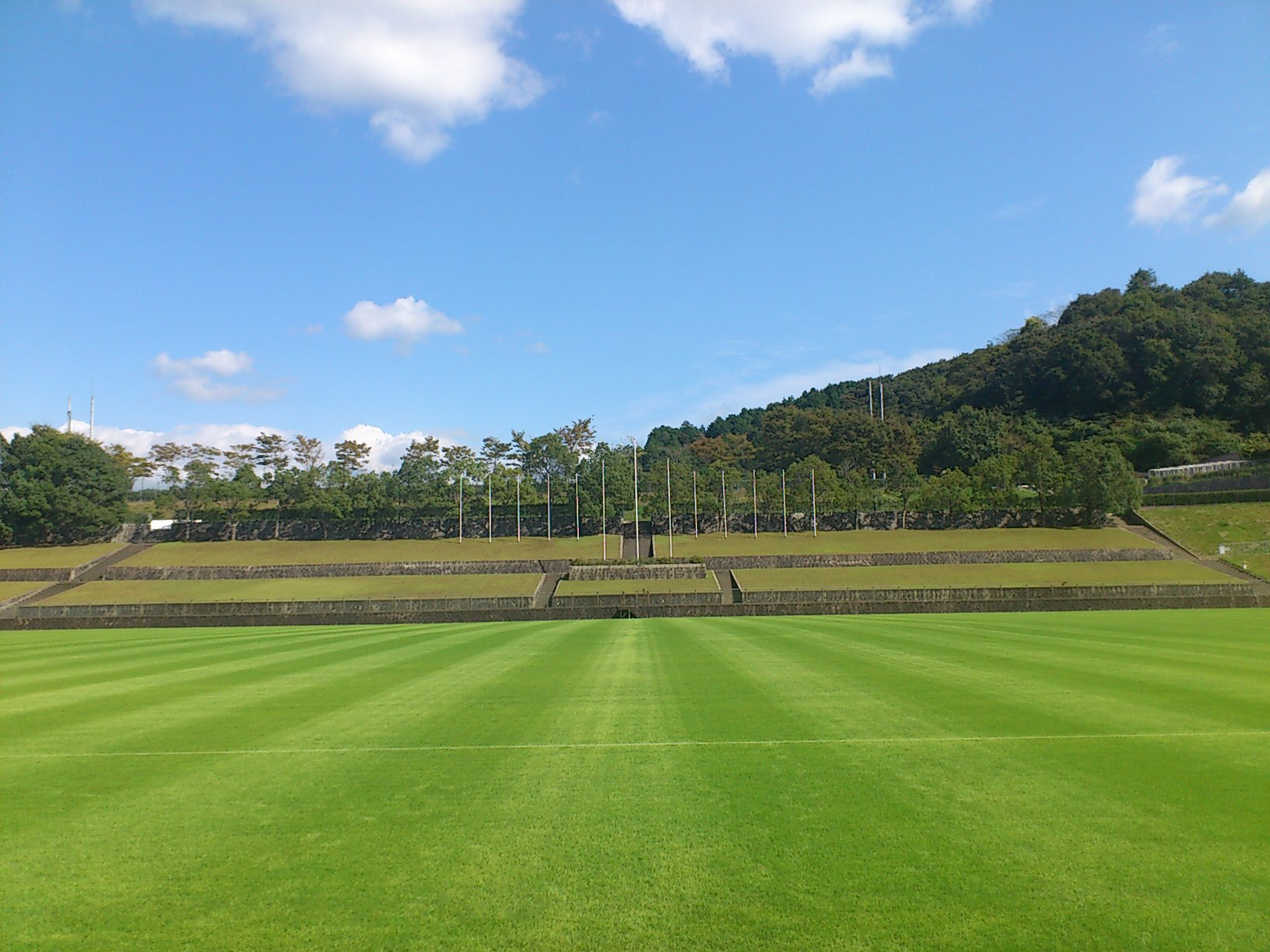
美作ラグビー・サッカー場

- 美作ラグビー・サッカー場岡山県美作ラグビー・サッカー場
  - 岡山湯郷Belle[97]・なでしこリーグ公式戦
  - 全国高校ラグビー大会岡山予選メイン会場
  - 自衛隊体育学校強化合宿（女子7人制ラグビー班、陸上競技班）
  - 関西クラブラグビーフットボール大会
  - 美作市ジュニアユースサッカー大会
  - 美作市招待サッカー大会
  - 美作市長杯ラグビーフットボール大会
  - ラクロス全日本新人選手権大会〜あかつきカップ〜
- 岡山国際サーキット
  - 美作市F1ロードマラソン大会
  - SUPER GT
  - Ponte Perle クラシックカーパレード
  - スーパーフォーミュラ
  - 全日本F3選手権
  - スーパー耐久
  - 全日本ロードレース選手権
- 愛の村元気プロジェクト
  - 岡山・兵庫県境トレイルラン

　　　美作アルプス(後山～駒の尾山)の尾根を駆け抜ける絶景のコース。
- 東粟倉雪まつり雪合戦大会

　　日本雪合戦連盟の公式ルールによる雪合戦大会。愛の村パーク大駐車場を会場として開催している。

## 出身有名人
- 中井連 - 旧姓・大町、内外科医師、中井病院院長、摩那山社長
- 西雅雄 - 共産党機関誌『マルクス主義』の編集者
- 新免一五坊 - 俳人
- 阿部知二 - 英文学者・小説家
- 宗道臣 - 少林寺拳法創始者
- あさのあつこ - 児童文学作家
- 木村えいじ - 漫画家
- 天津龍太郎 - 俳優
- 白岩龍平 - 事業家（日清汽船専務）
- DJ U-ICHI（ユーイチ） - DJ (HOME MADE 家族)
- 山田桃源 - 書道家
- 阿部雲魚 -  書道家
- 里見孤舟 - 書道家
- 野田樹潤 - レーシングドライバー。年少期に東京都から移住。
- ぱんち☆ゆたか - 歌手
- 結城ちはる（ももさのも） - 戯曲作家、社会活動家、舞台俳優、YouTuber